# Aalen

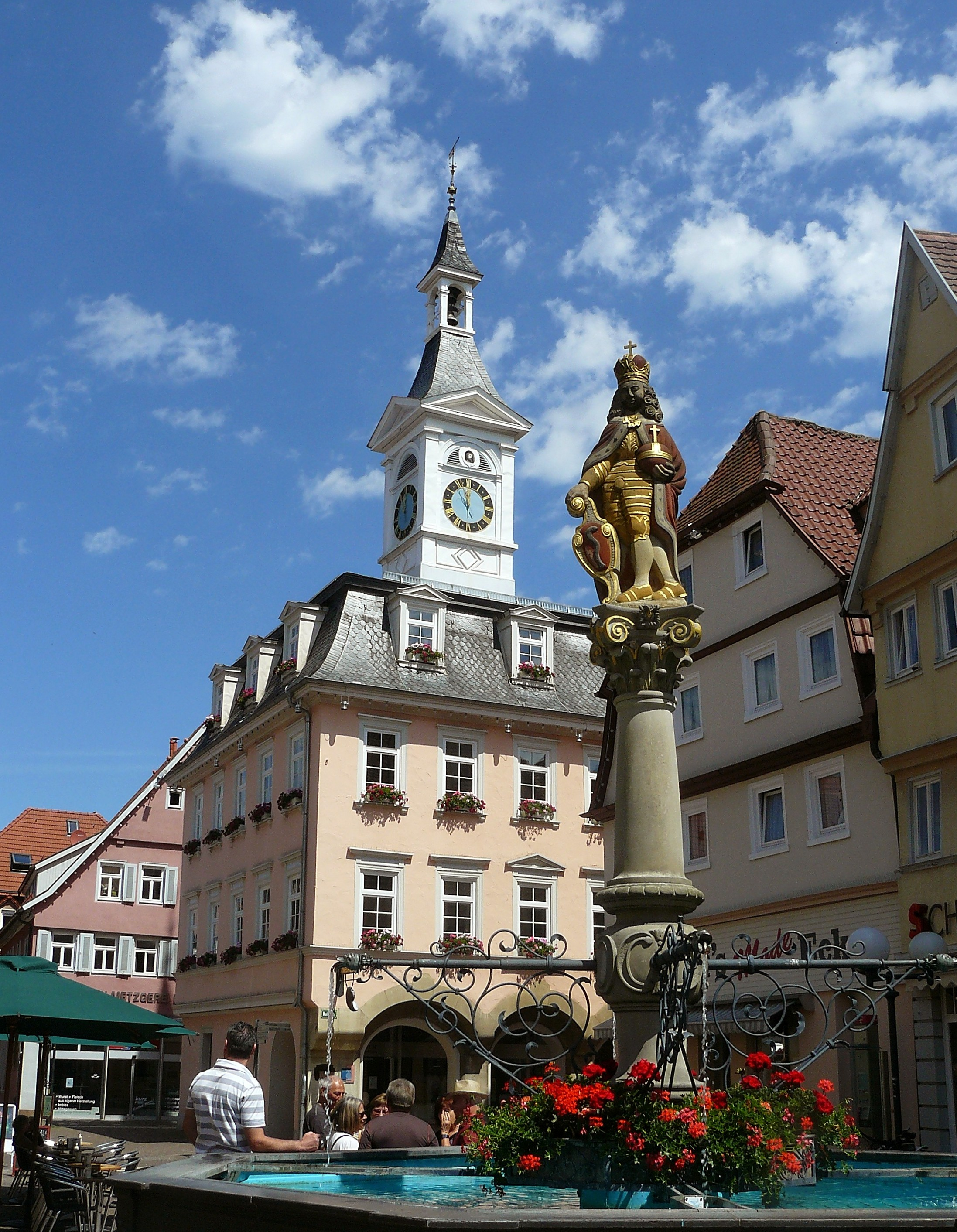
Historisches Rathaus mit Marktbrunnen

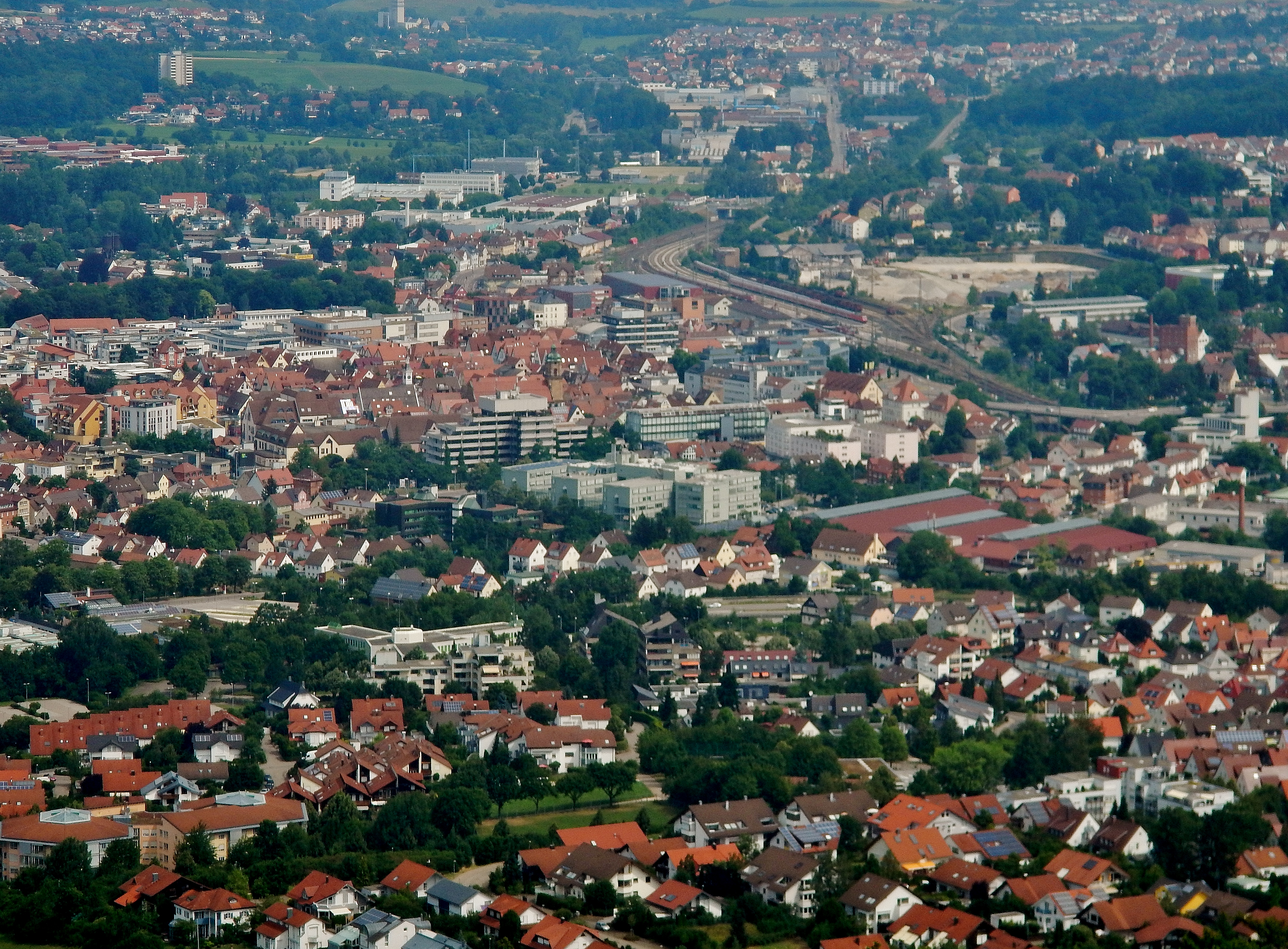
Das Stadtzentrum vom Aussichtsturm Aalbäumle gesehen

Aalen ([ˈaːlən], schwäbisch [ˈɔːlɐ̃]) ist eine mittelgroße Stadt im Osten Baden-Württembergs, etwa 70 Kilometer östlich von Stuttgart und 50 Kilometer nördlich von Ulm. Sie liegt im Tal des oberen Kocher in der sogenannten Aalener Bucht am nordöstlichen Rand der Schwäbischen Alb. Die Stadt Aalen gehört zur Region Ostwürttemberg.
Aalen wurde zwischen den Jahren 1241 und 1246 gegründet, neben der Stadt existierte noch das alamannische Dorf Aalen in der Nähe eines römischen Kastells. Die Stadt Aalen wurde 1360 zur Reichsstadt ernannt. Nach einem Großbrand im Jahr 1634 mussten viele Gebäude wie das Rathaus und die Stadtkirche neu aufgebaut werden. 1803 wurde Aalen württembergische Oberamtsstadt. Heute ist Aalen Kreisstadt und bildet ein Mittelzentrum. Neben dem Maschinenbau sind die Industriezweige Optik, Papier, Informatik und Textilien wichtige Träger der Wirtschaftsstruktur. Mit der Hochschule Aalen für Technik und Wirtschaft, an der rund 6000 Studierende eingeschrieben sind, ist Aalen zudem eine Hochschulstadt.
Mit einer Fläche von 146,63 km² ist Aalen flächenmäßig die siebtgrößte Stadt Baden-Württembergs und nach Stuttgart die zweitgrößte im Regierungsbezirk Stuttgart. Mit einer Einwohnerzahl von über 68.000 ist Aalen die größte Stadt des Ostalbkreises sowie der gesamten Region Ostwürttemberg und liegt auf Platz 15 der Tabelle der bevölkerungsreichsten Städte Baden-Württembergs.

## Geographie

### Geographische Lage

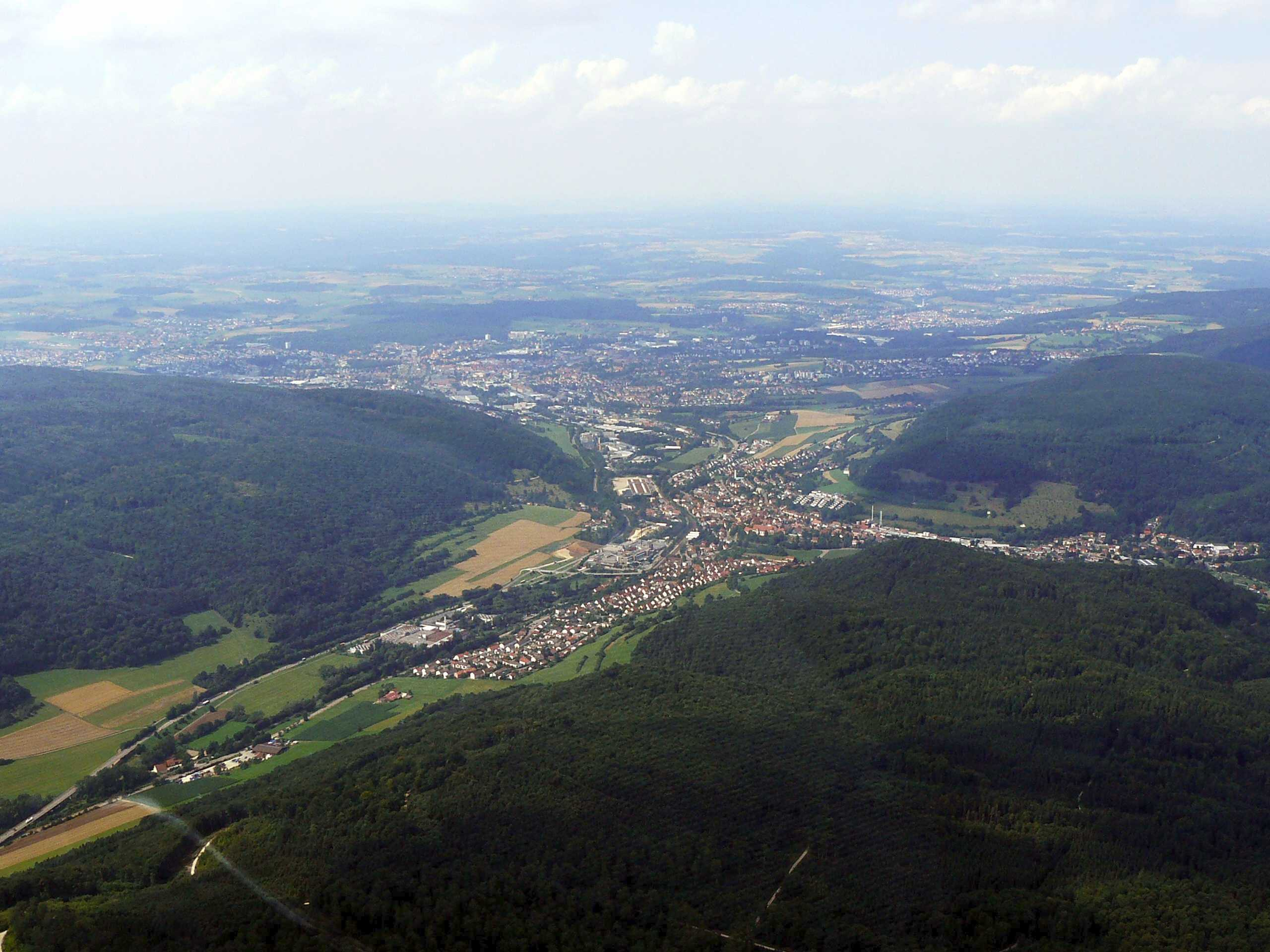
Luftaufnahme des Stadtbezirks Unterkochen (teilweise verdeckt im Hintergrund die Kernstadt) mit gut erkennbarer Aalener Bucht (hinten)

Aalen liegt im Tal des oberen Kocher an dessen Austritt aus der östlichen Schwäbischen Alb, die sich südlich und östlich der Stadt erhebt, in der sogenannten Aalener Bucht. Nördlich der Stadt schließt sich die Landschaft der Ellwanger Berge an. Nordwestlich liegt das Welland.
Das Stadtgebiet Aalens hat Anteil an den Naturräumen Östliches Albvorland (westliches Stadtgebiet) und Schwäbisch-Fränkische Waldberge (Norden und Nordwesten), die beide zum Schwäbischen Keuper-Lias-Land zählen, sowie am Albuch (Südwesten) und am Härtsfeld (Osten), die beide jeweils einen Teilraum der Schwäbischen Alb darstellen.
Der Kocher fließt von Oberkochen kommend im Süden in das Stadtgebiet, durchfließt in nördlicher Richtung den Stadtbezirk Unterkochen, anschließend die Kernstadt – dort mündet die Aal – und den Stadtbezirk Wasseralfingen und verlässt es im Norden in Richtung Hüttlingen. In der Nähe von Aalen entspringen auch die Flüsse Rems (bei Essingen, westlich von Aalen) und Jagst (bei Unterschneidheim, östlich von Aalen), die beide, wie der Kocher, Nebenflüsse des Neckars sind.
Der Marktplatz in der Innenstadt liegt auf 430 m ü. NHN. Der tiefste Punkt im Stadtgebiet ist die Lein bei Rodamsdörfle auf 372 m ü. NHN, der höchste Punkt der Gipfel des Grünenbergs bei Himmlingen auf 731,8 m ü. NHN.

### Stadtgliederung

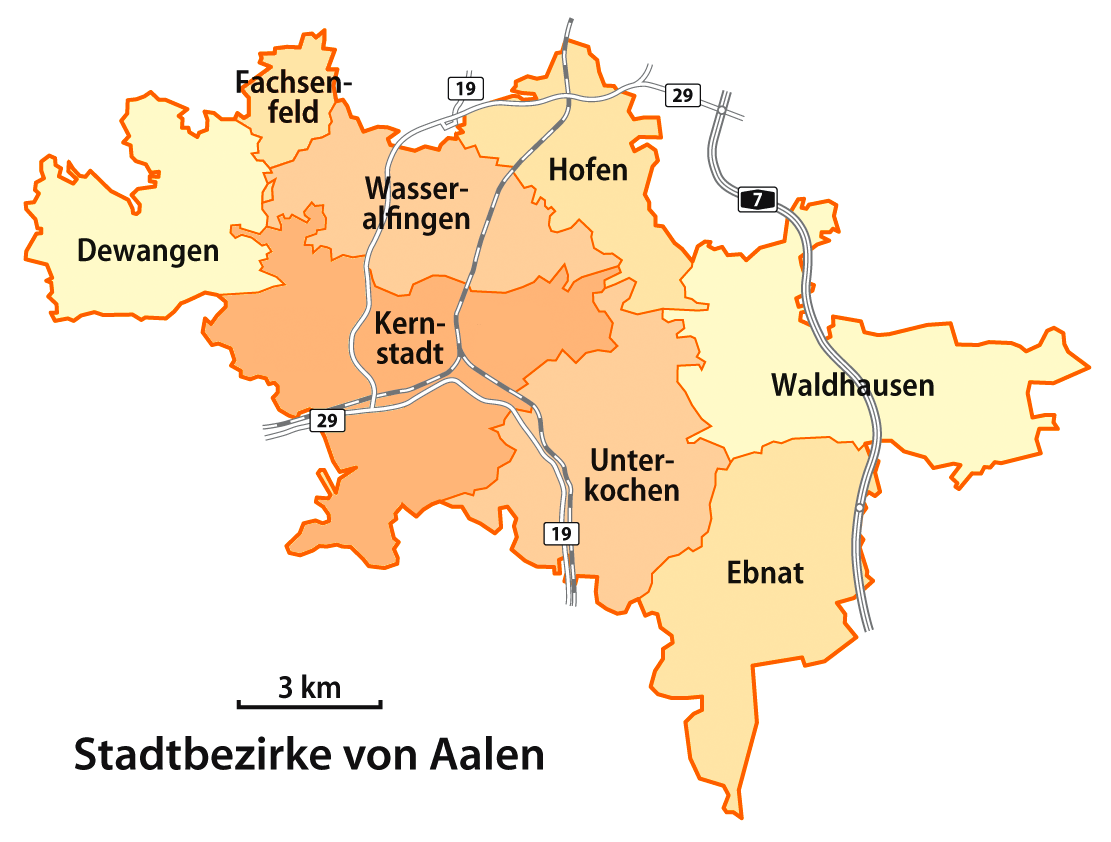
Karte der einzelnen Stadtbezirke

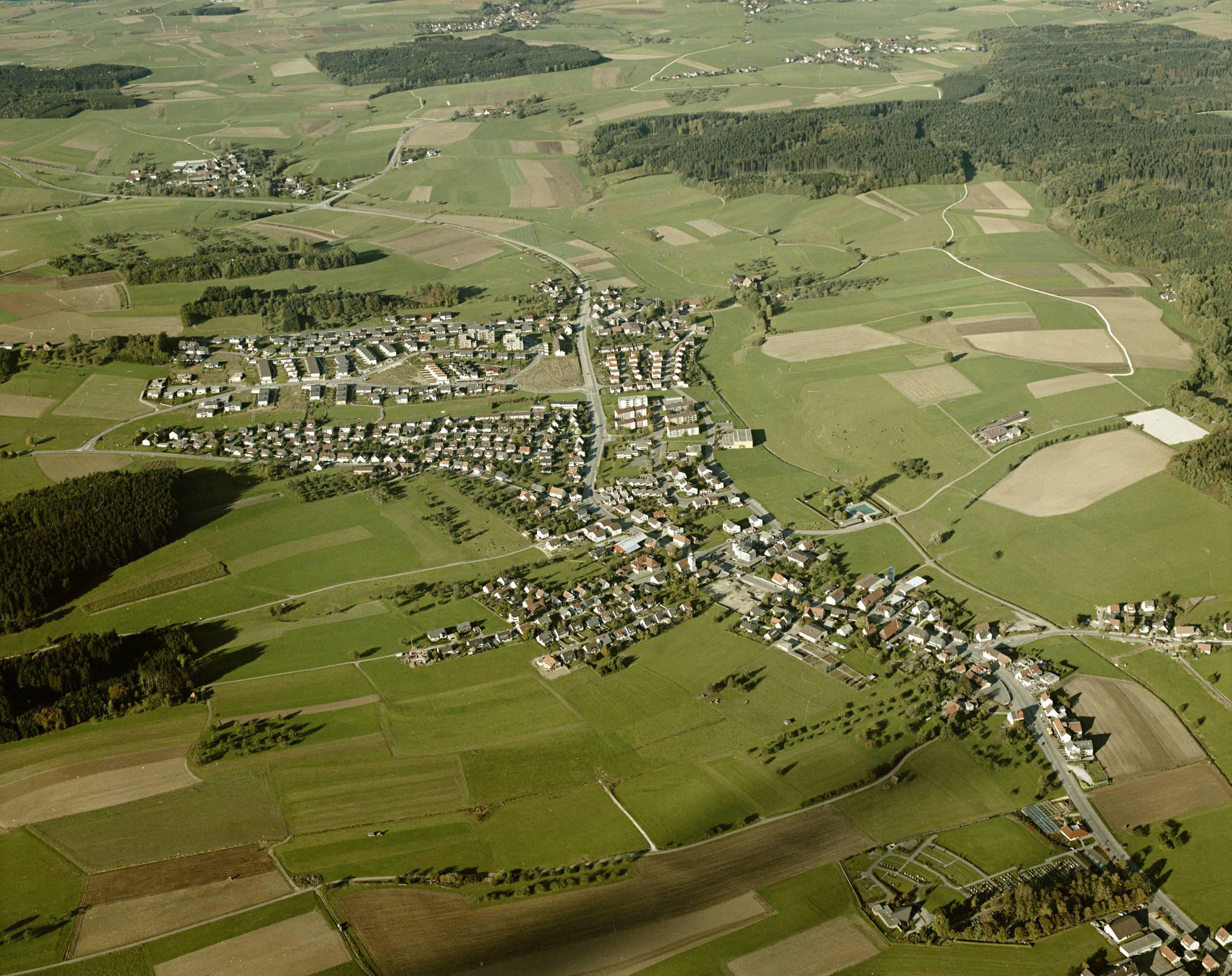
Unterrombach aus der Luft von Süden, 1984

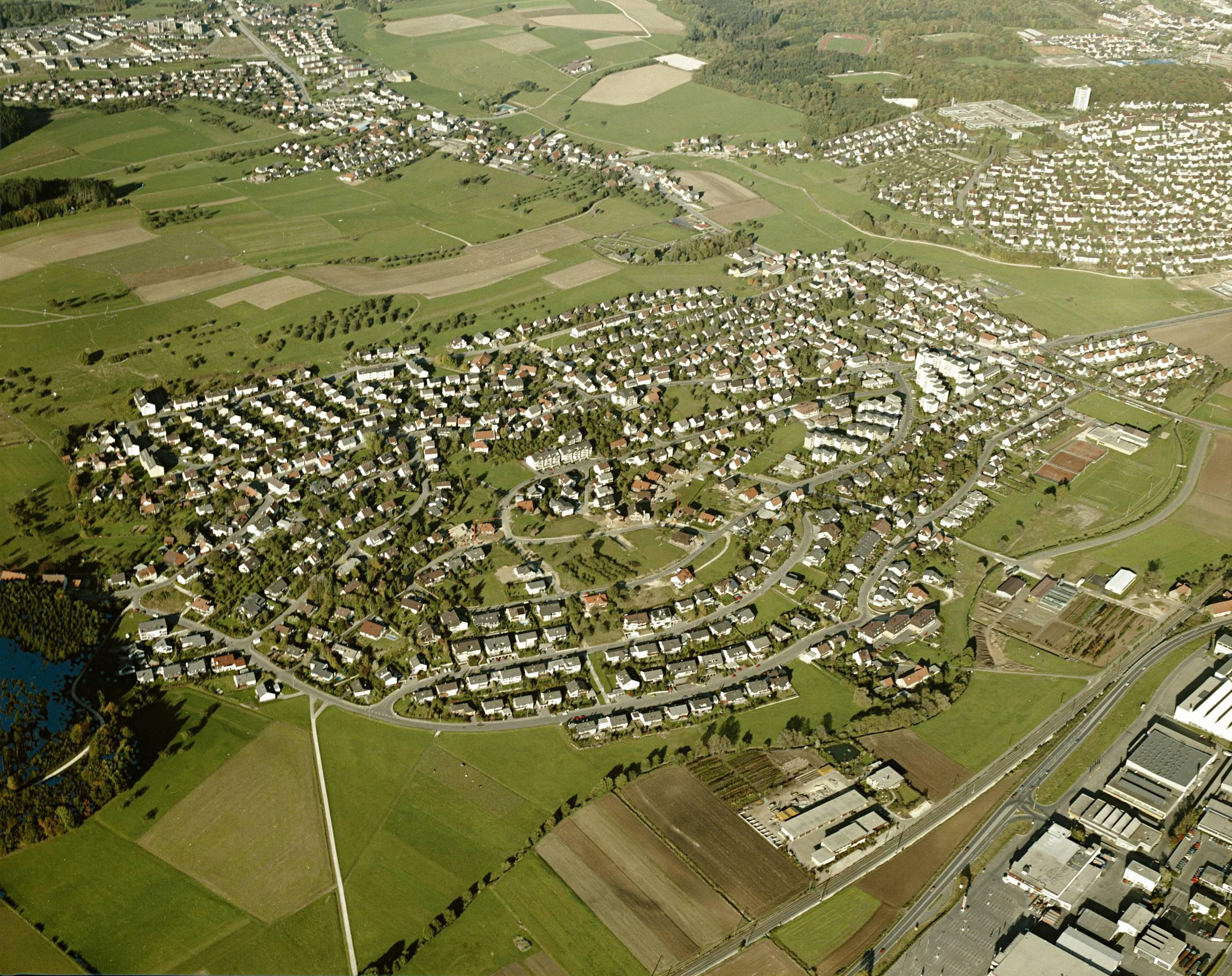
Hofherrnweiler aus der Luft von Südwesten, 1984, im Hintergrund Unterrombach

Das Stadtgebiet Aalens besteht aus der Kernstadt und den zwischen 1938 (Unterrombach) und 1975 (Wasseralfingen) eingegliederten Gemeinden (siehe Abschnitt Eingemeindungen). Die erst bei der jüngsten Gebietsreform in den 1970er Jahren eingegliederten Gemeinden werden auch als Stadtbezirke bezeichnet und sind zugleich Ortschaften im Sinne der baden-württembergischen Gemeindeordnung. Sie haben jeweils einen Ortschaftsrat, der bei den Kommunalwahlen gewählt wird und dessen Vorsitzender der Ortsvorsteher ist.
Zur Kernstadt Aalen und zu den eingegliederten Gemeinden gehören eine Vielzahl meist räumlich getrennter Teilorte. Die meisten haben eine lange eigenständige Geschichte; andere wurden als neue Baugebiete angelegt, die dann einen eigenen Namen, aber oftmals keine festgelegten Grenzen erhielten. Im Einzelnen bestehen folgende Teilorte:
| Ortschaft                   | Wappen 1                  | Fläche in km² | Einwohner (01. Januar 2024) | Teilorte |
| --------------------------- | ------------------------- | ------------- | --------------------------- | --- |
| Aalen (Kernstadt)           | Wappen von Aalen          | 20,858        | 27.636                      | Himmlingen, Hirschhof |
| Dewangen                    | Wappen von Dewangen       | 16,533        | 03.189                      | Aushof, Bernhardsdorf, Bronnenhäusle, Bubenrain, Degenhof, Dreherhof, Faulherrnhof, Freudenhöfle, Gobühl, Großdölzerhof, Haldenhaus, Hüttenhöfe, Kleindölzerhof, Kohlhöfle, Langenhalde, Lusthof, Neuhof, Rauburr, Reichenbach, Riegelhof, Rodamsdörfle, Rotsold, Schafhof, Schultheißenhöfle, Streithöfle, Tannenhof, Trübenreute |
| Ebnat                       | Wappen von Ebnat          | 21,161        | 03.328                      | Affalterwang, Diepertsbuch, Niesitz |
| Fachsenfeld                 | Wappen von Fachsenfeld    | 3,950         | 03.548                      | Bodenbach, Frankeneich, Hangendenbuch, Himmlingsweiler, Mühlhäusle, Sanzenbach, Scherrenmühle, Spitzschafhaus, Steinfurt, Waiblingen |
| Hofen                       | Wappen von Hofen          | 12,583        | 01.977                      | Attenhofen, Fürsitz, Goldshöfe, Heimatsmühle, Kellerhaus, Oberalfingen, Wagenrain |
| Unterkochen                 | Wappen von Unterkochen    | 21,444        | 05.255                      | Birkhof, Glashütte, Klause, Neukochen, Neuziegelhütte, Pulvermühle, Stefansweilermühle |
| Unterrombach-Hofherrnweiler | Wappen von Unterrombach   | 9,757         | 09.095                      | Hahnenberg, Hammerstadt, Hofherrnweiler, Lauchhof, Mädle, Mantelhof, Neßlau, Oberrombach, Pompelhof, Rauental, Sandberg, Sauerbachhof, Schwalbenhof, Sofienhof, Vogelsang |
| Waldhausen                  | Wappen von Waldhausen     | 24,375        | 02.511                      | Arlesberg, Bernlohe, Beuren, Brastelburg, Geiselwang, Hohenberg, Neubau, Simmisweiler |
| Wasseralfingen              | Wappen von Wasseralfingen | 15,965        | 11.804                      | Affalterried, Brausenried, Erzhäusle, Heisenberg, Mäderhof, Onatsfeld, Rötenberg, Röthardt, Treppach, Weidenfeld |

Die maximale Ausdehnung des Aalener Stadtgebiets beträgt 18 km in Nord-Süd- und 25 km in Ost-West-Richtung. Das Stadtgebiet hat Stand 31. Dezember 2023 eine Fläche von 14.663 Hektar. Davon sind 11614,1 ha Vegetationsflächen, davon 5995,9 ha Landwirtschafts- und 5454,9 ha Waldflächen. 2042,4 ha sind Siedlungsflächen. Der Anteil an Verkehrsflächen beträgt 955,4 ha. 51 ha sind Gewässerflächen.

### Flächenaufteilung
Nach Daten der Kommunalen Statistikstelle Aalen, Stand 2024.
| |  |  |  |  |
| |  |  |  |  |
| 14.663 ha Gesamtfläche 5.455 ha Wald 5.996 ha Landwirtschaft 51 ha Gewässer 106 ha Gehölz 2.042 ha Siedlung 955 ha Verkehr 58 ha Sonstige Flächen |  |  |  |  |

### Nachbargemeinden
Die folgenden Städte und Gemeinden grenzen an die Stadt Aalen (im Uhrzeigersinn, beginnend im Süden; in Klammern die Entfernung des jeweiligen Stadtkerns zum Aalener Stadtkern, Luftlinie):
Oberkochen (6 km), Essingen (6 km), Heuchlingen (11 km), Abtsgmünd (9 km), Neuler (10 km), Hüttlingen (6 km), Rainau (10 km), Westhausen (9 km), Lauchheim (12 km), Bopfingen (20 km) und Neresheim (20 km, alle Ostalbkreis) sowie Heidenheim an der Brenz (18 km) und Königsbronn (10 km, beide Landkreis Heidenheim).

### Raumplanung
Aalen bildet ein Mittelzentrum innerhalb der Region Ostwürttemberg, die kein eigenes Oberzentrum ausgewiesen hat. Zum Mittelbereich Aalen gehören die Städte und Gemeinden im zentralen und östlichen Teil des Ostalbkreises: Abtsgmünd, Bopfingen, Essingen, Hüttlingen, Kirchheim am Ries, Lauchheim, Neresheim, Oberkochen, Riesbürg und Westhausen. Verflechtungen gibt es mit dem rund 30 Kilometer östlich gelegenen, benachbarten Mittelzentrum Nördlingen in Bayern.

### Geologie
Die Stadt Aalen ist in der Geologie als Typlokalität international bekannt. Nach ihr wird das Aalenium, die älteste Stufe des Mitteljura, der auch als Dogger oder Braunjura bezeichnet wird, benannt. 1864 definierte der Schweizer Geologe Karl Mayer-Eymar in einer lithografischen Tafel den vor 170 Millionen Jahren entstandenen unteren Braunen Jura als „Etagé Aalenien“, „Aalenstufe“, „Alenio“ oder „Aalenseries“. Endgültig legte im Jahre 1962 ein internationales Jura-Kolloquium in Luxemburg das „Aalenium“ als Stufenbezeichnung fest.
Das Stadtgebiet Aalens erstreckt sich über alle drei lithostratigraphischen Gruppen des Süddeutschen Juras: der Süden und das Flexner-Massiv liegen auf dem Weißen, die Innenstadt auf dem Braunen, ein Teil Wasseralfingens auf dem Schwarzen Jura. Aus diesem Grund wirbt die Stadt Aalen als „Mekka der Geologen“ für sich.
Der Großteil des Aalener Stadtgebiets liegt auf der Opalinuston-Formation des Unteraaleniums. Auf dem Sandberg, dem Schnaitberg und dem Schradenberg (alle im Westen Aalens) tritt die Eisensandstein-Formation des Oberaaleniums zutage. Auf den restlichen Hügeln im Stadtgebiet lagern vor allem Sande und Kiese (Goldshöfer Sande) sowie Restschotter. Die Altstadt Aalens sowie weitere Gebiete am Verlauf des Kochers (u. a. Wasseralfingen) gründen komplett auf einer Talfüllung aus Auelehm und Flusskies.
Die größten Teile Dewangens und Fachsenfelds liegen auf den nach Norden aufeinanderfolgenden Jurensismergel-, Posidonienschiefer-, Amaltheenton-, Numismalismergel- und Obtususton-Formationen, die zum Jura gehören und reich an Fossilien sind. Den Abschluss bildet die bereits zum Keuper gehörende Knollenmergelschicht.
Auf dem Braunenberg wurde bis 1939 Eisenerz abgebaut (siehe Abschnitt Tiefer Stollen).

### Klima
Da sich das Stadtgebiet Aalens über das Albvorland, die Voralb, den Albuch und über das Härtsfeld erstreckt und dabei insgesamt 355 Höhenmeter Unterschied zwischen tiefstem und höchstem Punkt überwindet, ist das Klima von Stadtbezirk zu Stadtbezirk verschieden.
Die Messstation, von der die nachfolgenden Daten stammen, befindet sich zwischen der Kernstadt Aalen und Wasseralfingen auf ungefähr 48° 51′ 2″ N, 10° 5′ 44″ O und liefert seit 1991 Werte.
Die Anzahl der Sonnenstunden beträgt rund 1.800 pro Jahr, was einer durchschnittlichen täglichen Sonnenscheindauer von etwa 4,93 Stunden entspricht. Damit liegt Aalen bundesweit oberhalb des Mittels (1550 Stunden pro Jahr). Doch auch bei der Anzahl der Regentage pro Jahr liegt die Region mit 167 über dem deutschlandweiten Durchschnitt von 138 Tagen pro Jahr und mit einer jährlichen Niederschlagsmenge von rund 816,1 mm außerdem im gemäßigten Mittel Baden-Württembergs. Die Jahresmitteltemperatur (1991–2020) beträgt 10,21 °C. Auch hier liegt Aalen über dem Bundesschnitt von 8,2 °C und dem Landesschnitt Baden-Württembergs von 8,1 °C.
Am 28. Oktober 2021 hat der Gemeinderat beschlossen, dass Aalen bis zum Jahr 2035 klimaneutral werden soll. Um die Klimaneutralität zu erreichen, werden im Rahmen des Klimaaktionsplans Konzepte und Maßnahmen in den Handlungsfeldern Energie, Mobilität, Wirtschaft und Klimaanpassung erarbeitet und umgesetzt. Zur Unterstützung und Beratung der Verwaltung nahm im Jahr 2023 der städtische Klimabeirat seine Arbeit auf.
|                        | Jan  | Feb  | Mär  | Apr  | Mai  | Jun  | Jul  | Aug  | Sep  | Okt  | Nov  | Dez  |   |       |
| Mittl. Temperatur (°C) | 1,2  | 2,0  | 5,5  | 9,4  | 14,3 | 17,5 | 19,2 | 18,9 | 14,2 | 10,0 | 4,6  | 1,4  | ⌀ | 9,9   |
| Mittl. Tagesmax. (°C)  | 2    | 4    | 9    | 14   | 18   | 21   | 23   | 23   | 20   | 13   | 7    | 3    | ⌀ | 13,1  |
| Mittl. Tagesmin. (°C)  | −4   | −3   | 0    | 4    | 8    | 11   | 12   | 12   | 9    | 5    | 1    | −2   | ⌀ | 4,5   |
|                        |      |      |      |      |      |      |      |      |      |      |      |      |   |       |
| Niederschlag (mm)      | 54,5 | 50,8 | 74,3 | 55,4 | 79,4 | 68,7 | 87,9 | 80,8 | 67,6 | 72,4 | 59,0 | 56,1 | Σ | 806,9 |
|                        |      |      |      |      |      |      |      |      |      |      |      |      |   |       |
| Sonnenstunden (h/d)    | 2    | 3    | 5    | 6    | 7    | 7    | 8    | 7    | 6    | 4    | 2    | 2    | ⌀ | 4,9   |
|                        |      |      |      |      |      |      |      |      |      |      |      |      |   |       |
| Regentage (d)          | 16   | 13   | 12   | 14   | 14   | 15   | 15   | 14   | 14   | 12   | 15   | 13   | Σ | 167   |

| −4 |

| −3 |

| 0 |

| 4 |

| 8 |

| 11 |

| 12 |

| 12 |

| 9 |

| 5 |

| 1 |

| −2 |

| −4 |

| −3 |

| 0 |

| 4 |

| 8 |

| 11 |

| 12 |

| 12 |

| 9 |

| 5 |

| 1 |

| −2 |

| N i e d e r s c h l a g | 54,5 | 50,8 | 74,3 | 55,4 | 79,4 | 68,7 | 87,9 | 80,8 | 67,6 | 72,4 | 59,0 | 56,1 |
|                         | Jan  | Feb  | Mär  | Apr  | Mai  | Jun  | Jul  | Aug  | Sep  | Okt  | Nov  | Dez  |

## Geschichte

### Stadtgeschichte

#### Erste Besiedlung
Es wurden Feuersteingeräte und Spuren von menschlichen Rastplätzen aus der Mittelsteinzeit zwischen dem 8. und 5. Jahrtausend vor Christus an mehreren Stellen am Talrand von Kocher und Jagst gefunden. Der Bronzezeit zugerechnet wird der Kern einer Höhensiedlung auf dem 650 mal 350 Meter großen Hochplateau Schloßbaufeld hinter der Unterkochener Kocherburg. Im Wasseralfinger Wald Appenwang, in Goldshöfe und Ebnat sind Grabhügel der Hallstattzeit bekannt. Die Kelten hinterließen Gold- und Silbermünzen, die in Aalen und Wasseralfingen gefunden wurden. Sie befestigten die Siedlung auf dem Schloßbaufeld mit Abschnittswällen und einer Steinmauer. Bei Wasseralfingen-Heisenberg liegt, oberflächlich nicht mehr erkennbar, eine keltische Viereckschanze.

#### Römerzeit

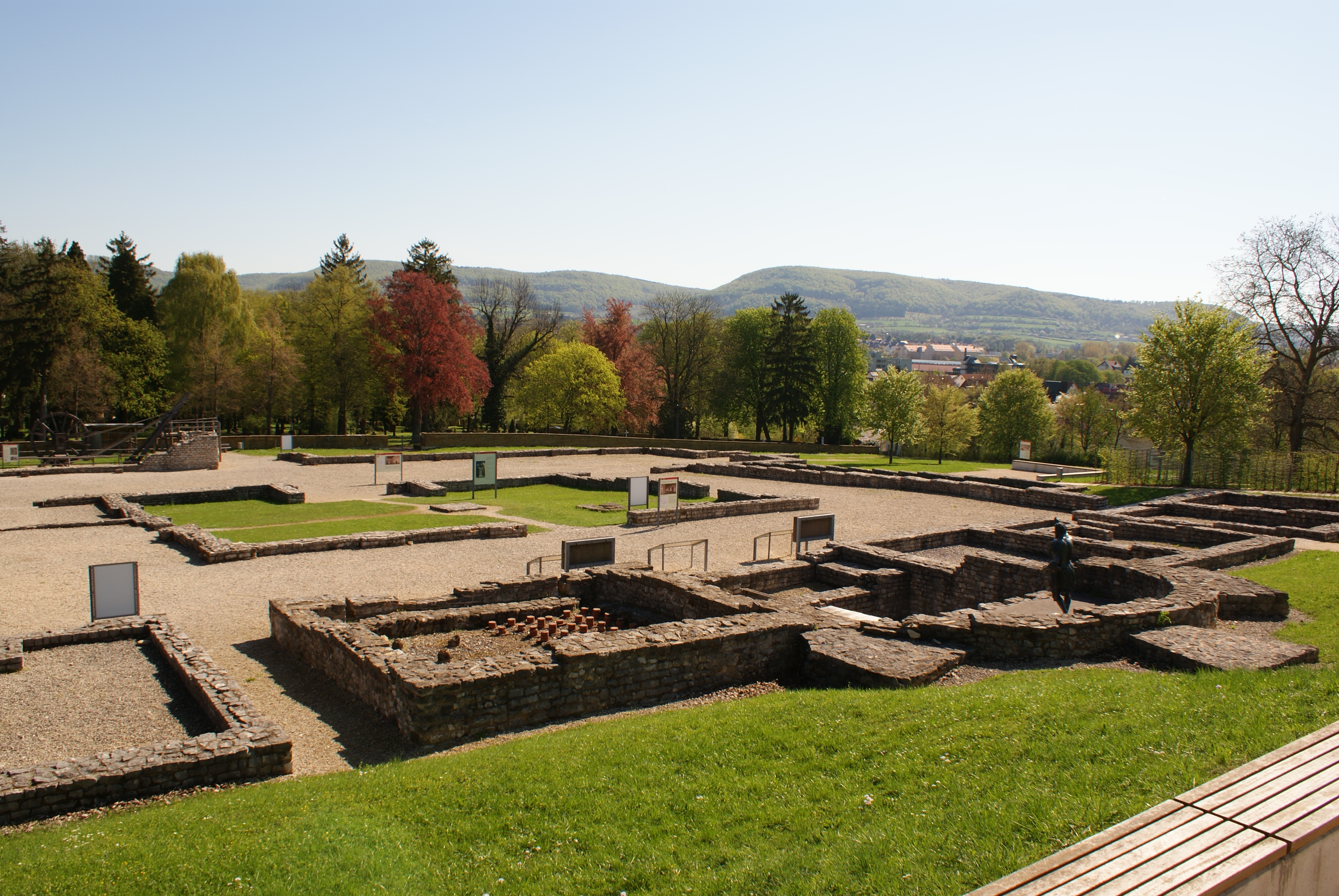
Freigelegte Grundmauern des Römerkastells

Nach der Aufgabe des Alblimes wurde das Gebiet der Stadt Aalen um das Jahr 150 nach Christus Teil des Römischen Reichs und lag direkt am damals neu gegründeten Obergermanisch-Raetischen Limes. Die Römer bauten für die Reitereinheit Ala Secunda Flavia Milliaria ein Kastell, dessen Überreste als Kastell Aalen bezeichnet werden. Es lag westlich des heutigen Stadtzentrums unterhalb der Schillerhöhe und war mit über tausend Reitern und fast ebenso vielen Pferdeknechten das größte Lager von Auxiliartruppen am gesamten Obergermanisch-Raetischen Limes. Zivilsiedlungen schlossen sich im Süden und Osten an. Um 260 gaben die Römer das Kastell auf, als sie ihre Grenze gegen das unbesetzte Germanien hinter die Flüsse Rhein und Donau zurückzogen. Anschließend übernahmen die Alamannen die Region. Nach Münzfunden, die dem späten 3. und dem 4. Jahrhundert zuzuordnen sind, bestand die Lagersiedlung zunächst weiter. Eine darüber hinausgehende kontinuierliche Besiedlung zwischen der Römerzeit und dem Mittelalter ist nicht nachweisbar.

#### Stadtgründung

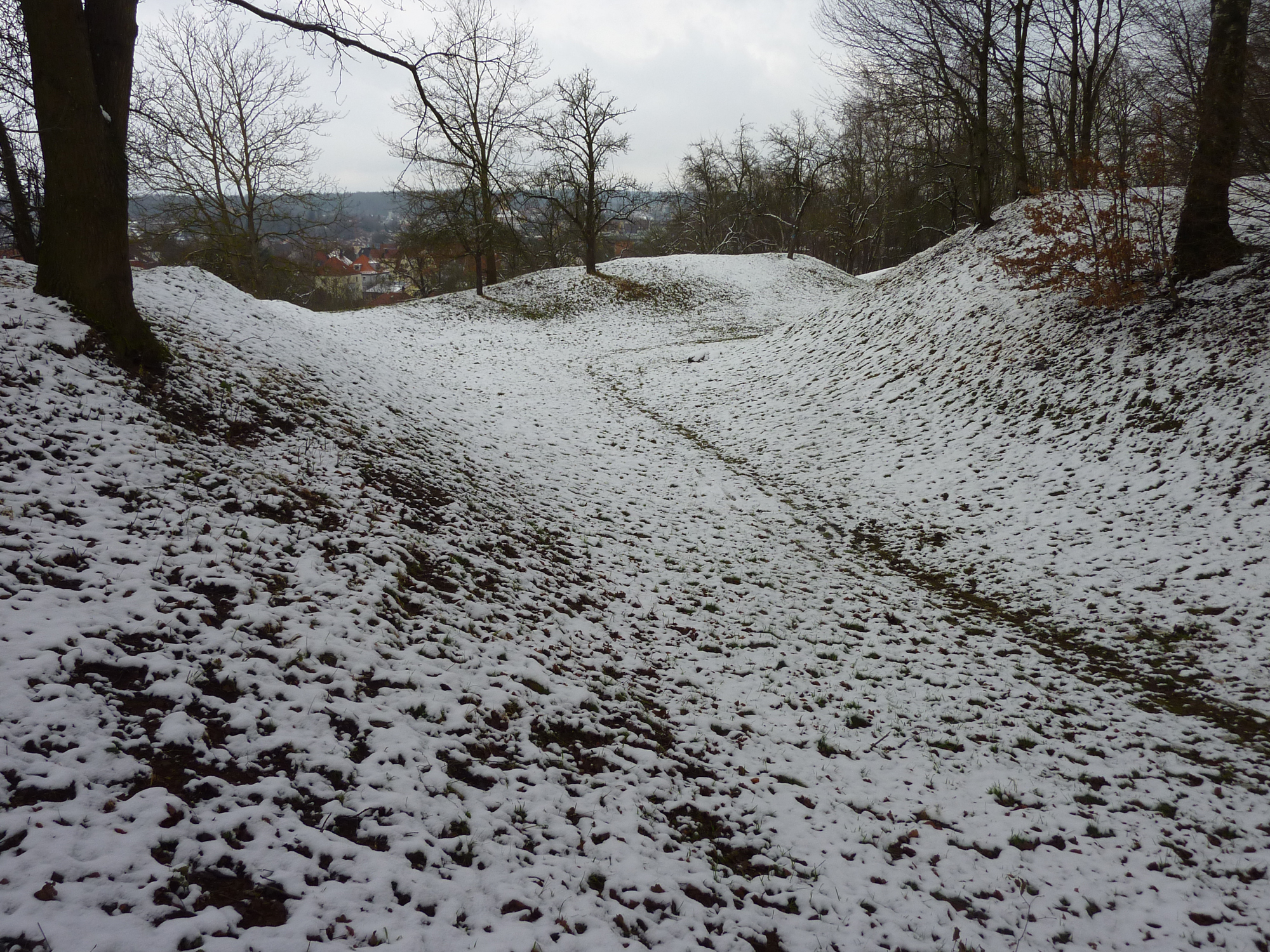
Graben um den Burgstall Aalen

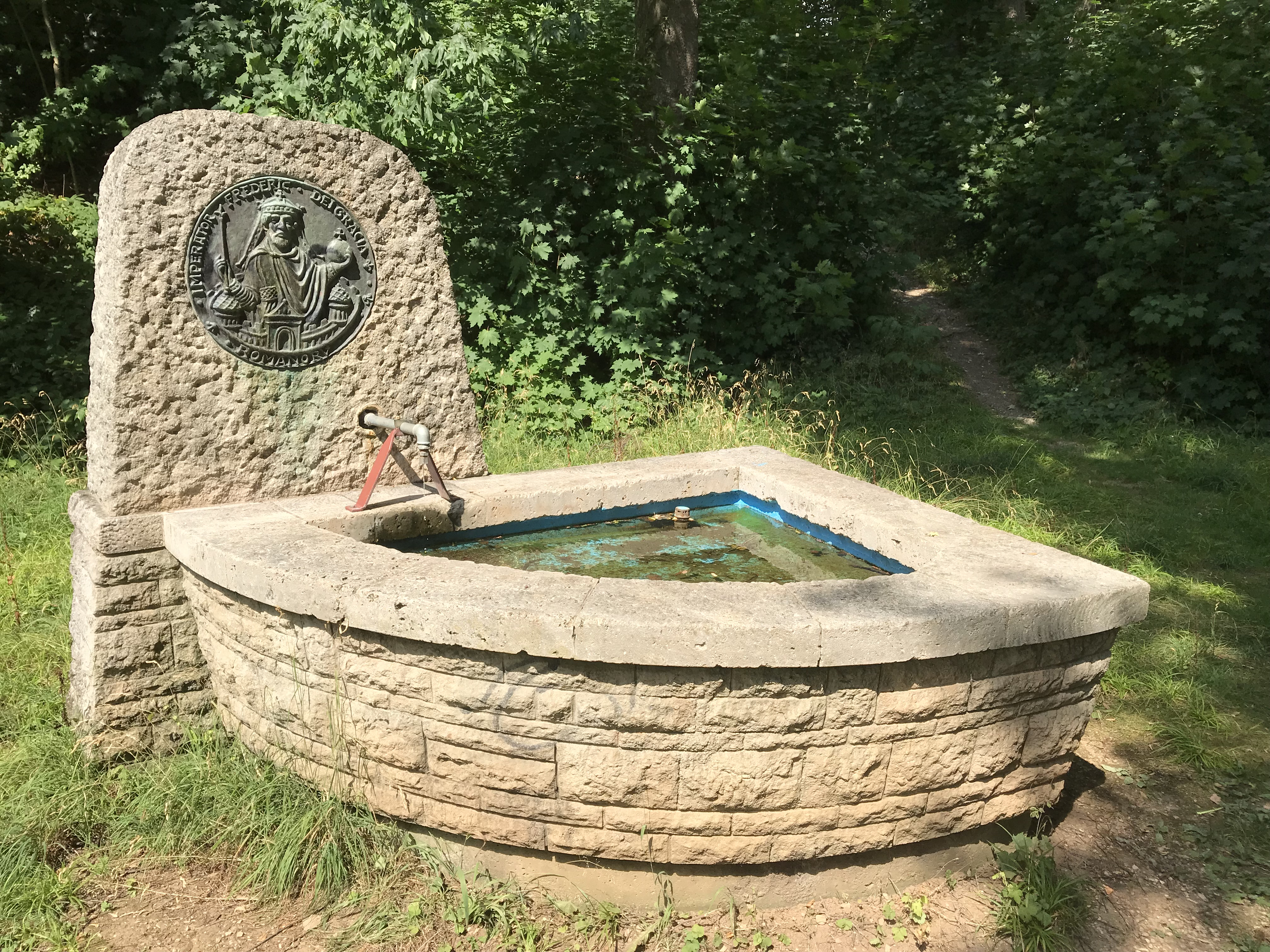
Barbarossa-Brunnen unterhalb vom Burgstall Aalen, einem Siegel von Kaiser Friedrich I. Barbarossa nachempfunden. Die Inschrift lautet: IMPERATOR FREDERIC[US] DEI GRATIA ROMANORU[M] (dt.: Friedrich von Gottes Gnade Kaiser der Römer).

Funde von aus dem 7. Jahrhundert stammenden Gräbern der Alamannen gelten Archäologen als Keimzelle des Dorfes Aalen. In der Nord- und Westwand der unmittelbar vor dem Osttor des Römerkastells gelegenen Johanneskirche wurden römische Steine verwendet; der heutige Bau stammt vermutlich aus dem 9. Jahrhundert.
Im Mittelalter wurde 839 erstmals ein heute zu Aalen gehörender Ort erwähnt, als Kaiser Ludwig der Fromme dem Kloster Fulda einen Gütertausch im Weiler Hammerstadt (Hamarstat) gestattete. Aalen selbst wurde das erste Mal in einem Güterverzeichnis des Klosters Ellwangen 1136 als Dorf Alon und ein Ortsadliger namens Konrad von Aalen erwähnt. Dieses Adelsgeschlecht hatte vermutlich seine Stammburg auf dem Burgstall südlich der Kernstadt und stand wohl zunächst in Diensten des Klosters Ellwangen, später der Staufer, anschließend der Oettinger. Zu Ehren von Kaiser Friedrich Barbarossa, der hier einer Erzählung aus dem 16. Jahrhundert zufolge einen Hoftag abgehalten haben soll, wurde unterhalb des Burgstalls ein Barbarossa-Brunnen errichtet. 1426 wurde das letzte Mal ein Mitglied der Familie in Verbindung mit Aalen bezeugt. Mittelalterliche Dokumente deuten darauf hin, dass die Stadt Aalen zwischen 1241 und 1246 von den Staufern an einer anderen Stelle als das Dorf Aalen gegründet wurde und dass dieses 1388 im Städtekrieg zerstört wurde. Später waren die Grafen von Oettingen bezeugte Stadtherren, was erstmals für 1340 belegt ist. Sie verpfändeten die Stadt 1358 oder 1359 für eine Geldsumme an Graf Eberhard II. und somit an die Grafschaft Württemberg.

#### Zeit als Reichsstadt

##### Ernennung zur Reichsstadt

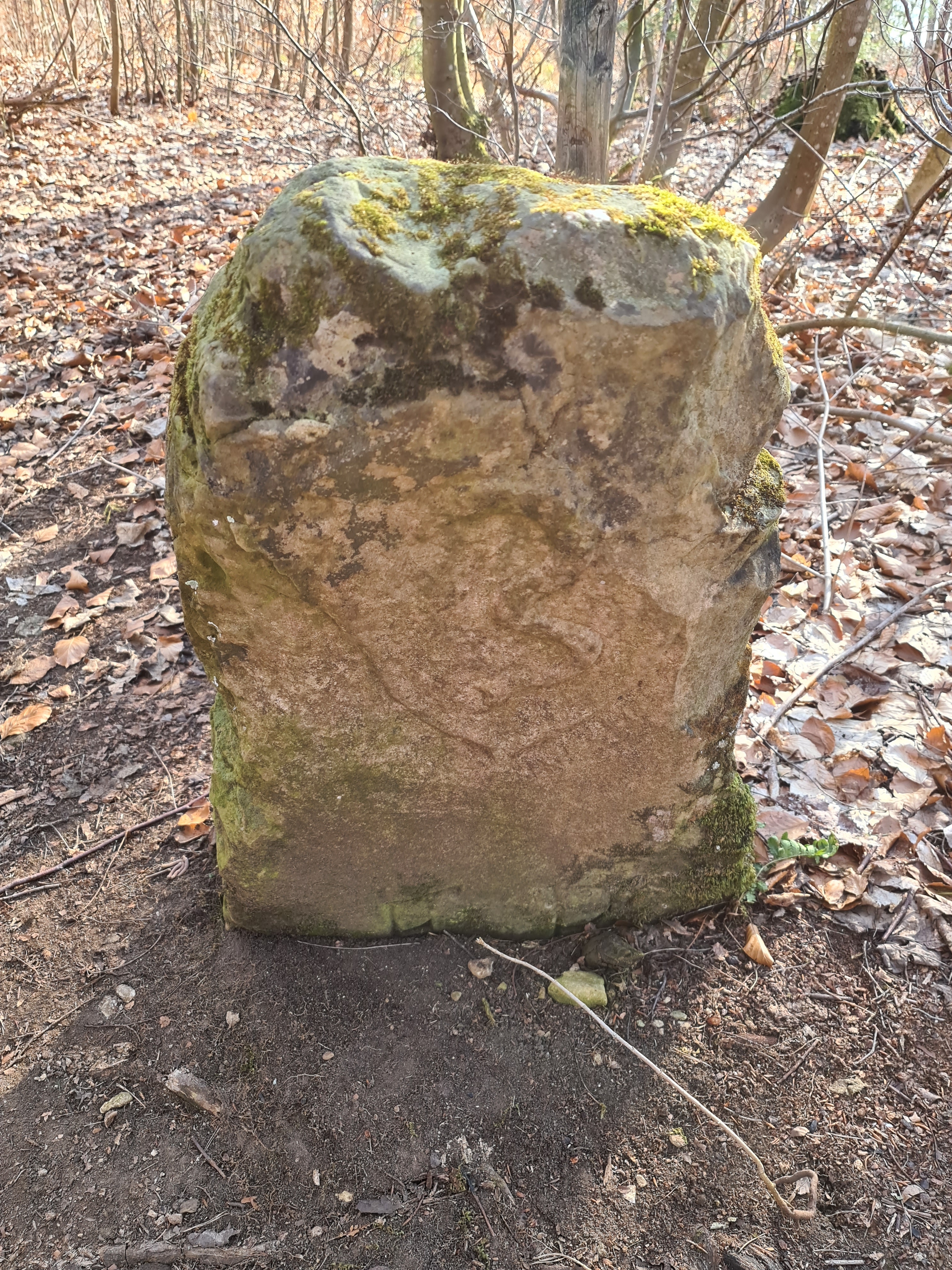
Grenzstein zwischen Aalen und Württemberg

Kaiser Karl IV. nahm die Stadt Aalen im Reichskrieg gegen  den württembergischen Herzog Ulrich IV. von Württemberg, nach kampfloser Belagerung ein. Am 3. Dezember 1360 erklärte er sie zu einer Reichsstadt (oft fälschlich: freie Reichsstadt), den Titel behielt sie noch bis 1803. Im Jahr 1377 wurde Aalen Mitglied des Schwäbischen Städtebundes, ab 1500 des Schwäbischen Reichskreises. 1385 tauchte erstmals die Bezeichnung civitas im Stadtsiegel auf. 1398 erhielt der Ort das Marktrecht, im Jahre 1401 die Gerichtshoheit. Ein großes Territorium konnte Aalen jedoch nicht erwerben: Außer der eigentlichen Stadt gehörten nur wenige nahe gelegene Weiler zum „Hoheitsgebiet“.

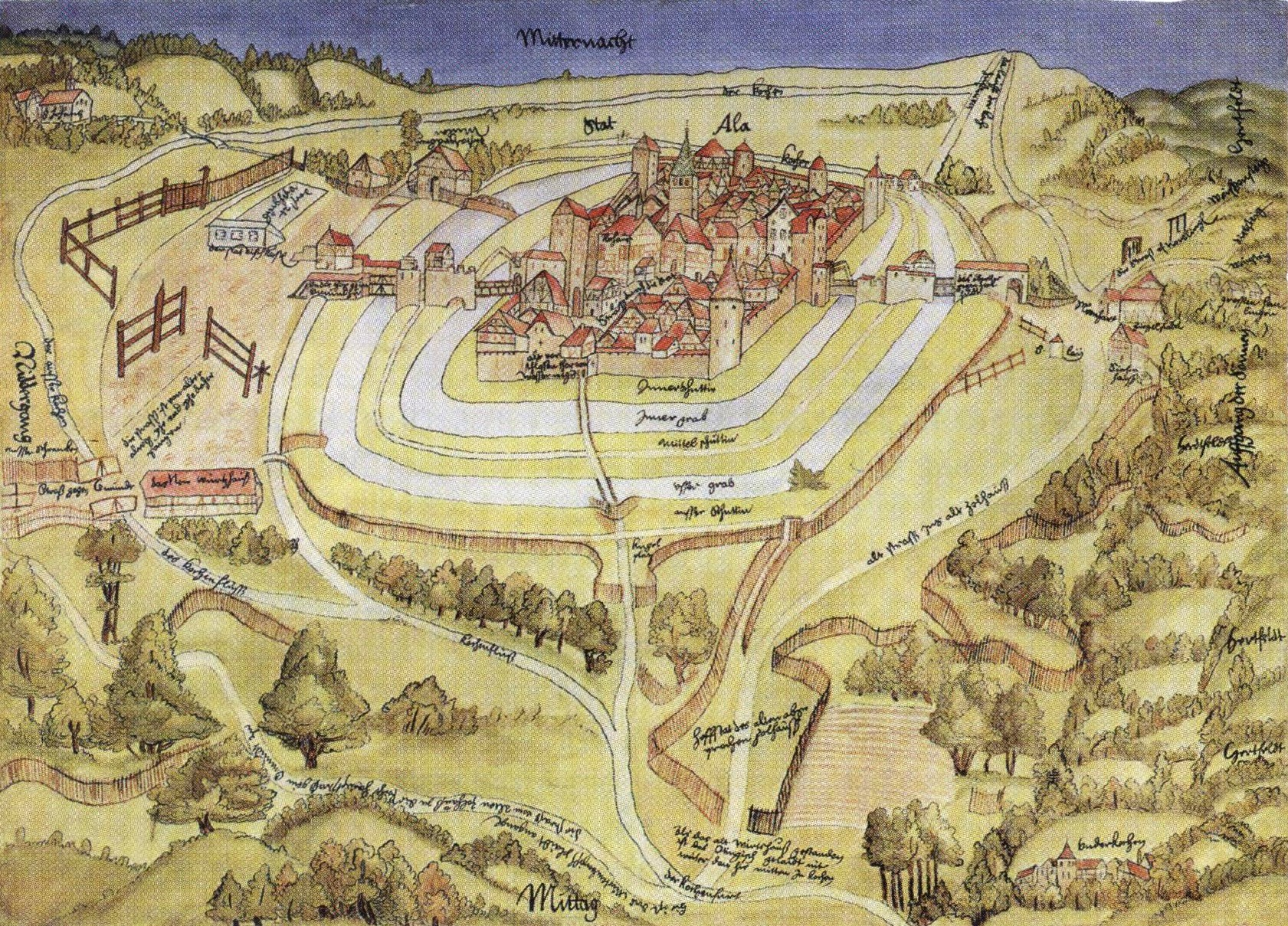
Stadtansicht von 1528

Die älteste erhaltene Stadtansicht stammt von 1528. Sie wurde als Grundlage eines Rechtsstreits der Stadt gegen die Grafen von Oettingen vor dem Reichskammergericht in Speyer gezeichnet und zeigt Aalen von Mauern, Türmen und doppelten Wassergräben umgeben. Der Verlauf der Wassergräben, zwischen denen ein Ringwall lag, ist an den heutigen Straßennamen Nördlicher, Östlicher, Südlicher und Westlicher Stadtgraben erkennbar. Die etwa 6 Meter hohe Mauer war 1518 Schritt (990 Meter) lang, das ummauerte Stadtgebiet 5,3 Hektar groß. Bei der Gründung besaß die Stadt zwei Tore: das Obere oder Ellwanger Tor im Osten und das Martinstor im Süden. Wegen häufigen Hochwassers wurde das Martinstor im 14. Jahrhundert zugemauert und durch das kurz vor 1400 im Westen gebaute Untere oder Gmünder Tor ersetzt. Später wurden mehrere kleinere Nebentore gebaut. Der zentrale Straßenmarkt fand auf der heute Marktplatz genannten Wettegasse und der Reichsstätter Straße statt und verlief somit, wie damals üblich, von einem Stadttor zum anderen, in Aalen allerdings in L-Form geknickt zwischen südlichem (Martinstor) und östlichem (Ellwanger) Tor. Rund 200 Meter vor dem Ellwanger Tor existierte ein Siechenhaus, das 1401 erstmals erwähnt wurde. Die genaue Lage ist nicht bekannt; es war St. Leonhard geweiht und war auch auf der Stadtansicht von 1528 eingezeichnet.
Um 1500 wurde der Friedhof von der Stadtkirche zur Johanneskirche verlegt. 1514 trat mit den Vierundzwanzigern erstmals eine aus der Bürgerschaft gebildete Versammlung zusammen.

##### Reformation
In der Reformationszeit – ab wann genau, ist nicht bekannt – gab es eine Gruppe von Wiedertäufern, die sich auf dem heute zu Aalen gehörenden Mantelhof trafen. Ein Urkunde berichtet von deren Hinrichtung, als um den Neujahrstag 1531 herum aus Ellwangen der Profos des Schwäbischen Bundes auf den Mantelhof kam. Er hängte dort den Bauern sowie einen seiner Söhne und verbrannte mindestens zwölf Personen im Kornkasten.
Beauftragt vom württembergischen Herzog Ludwig kam am 28. Juni 1575, fast dreißig Jahre nach Martin Luthers Tod, der Tübinger Universitätsprofessor und Kanzler der Universität, Jakob Andreae, in Aalen an. Seine Predigt am nächsten Tag überzeugte Bürgermeister, Stadtrat und Bürgerschaft, die Reformation in Aalen einzuführen; er blieb vier Wochen lang in der Stadt, um bei der Einführung zu helfen. Dies brachte enorme Veränderungen mit sich; so wurde zum Beispiel dem katholischen Pfarrer das Abhalten der Messe und die Predigt vom Stadtrat verboten. Bürgermeister Kaspar Voss (1512–1589) unterzeichnete 1579 für den Rat der Stadt die lutherische Konkordienformel von 1577. Nach den Siegen der Kaiserlichen zu Beginn des Dreißigjährigen Krieges konnte die Fürstpropstei Ellwangen, die nach wie vor Patronatsherrin Aalens war, 1628 vorübergehend wieder den Katholizismus durchsetzen. Nach den Erfolgen der Evangelischen Union 1632 wurde das evangelische Kirchenregiment jedoch wiederhergestellt.

##### Stadtbrand 1634
In der Nacht vom 5. auf den 6. September 1634 setzten zwei Fähnriche der sich nach der Schlacht bei Nördlingen zurückziehenden, für Schweden kämpfenden Armee Bernhards von Sachsen zwei Pulverwagen in Brand, um das Kriegsmaterial angesichts bereits in die Stadt eingerückter kroatischer Soldaten nicht dem Feind zu überlassen und dessen Vormarsch zu behindern. Die Folge war ein Stadtbrand, der in seinem Ausmaß unterschiedlich beurteilt wird. Nach der Darstellung aus dem 17. Jahrhundert fielen die Kirche und alle Gebäude der Stadt außer dem Schwörturm dem Brand zum Opfer, und nur neun Familien überlebten. Forschungen von Hermann Bauer aus dem 19. Jahrhundert halten dies für nicht schlüssig und übertrieben; unzweifelhaft ist jedoch, dass die Stadtkirche und „vielleicht ein ziemlich weiter Kreis von Häusern um dieselbe“ zugrunde gingen. Der Brand zerstörte auch das in einem Anbau der Stadtkirche untergebrachte städtische Archiv mit allen Dokumenten. Nach dem Brand zogen plündernde Soldaten der beiden Heere durch die Stadt. Erst nach fast hundert Jahren war die alte Einwohnerzahl von fast 2000 wieder erreicht.
Französische Truppen durchzogen Aalen 1688 im Pfälzischen Erbfolgekrieg, jedoch ohne, wie andernorts, schwere Schäden zu hinterlassen, sowie 1702 im Spanischen Erbfolgekrieg und 1741 im Österreichischen Erbfolgekrieg, in dem 1743 auch kaiserliche Truppen die Stadt passierten.
Der Turm der Stadtkirche stürzte 1765 ein, vermutlich weil beim Wiederaufbau nach dem Stadtbrand 1634 nicht ausreichend auf die Statik geachtet worden war. Der einstürzende Turm erfasste zwei Kinder des Turmwächters, die an ihren erlittenen Verletzungen starben. Die Stadtkirche wurde zerstört, lediglich das Altarkreuz blieb erhalten. Die Schäden waren so groß, dass die Kirchenruine abgerissen werden musste; noch im selben Jahr wurde mit dem Neubau der Kirche in ihrer heutigen Form begonnen.
Am 22. November 1749 wurde in der neutralen Reichsstadt Aalen das Aalener Protokoll zwischen dem Herzogtum Württemberg und der Fürstpropstei Ellwangen unterzeichnet, das das Zusammenleben von Protestanten und Katholiken in Oberkochen regeln sollte.

##### Napoleonische Zeit

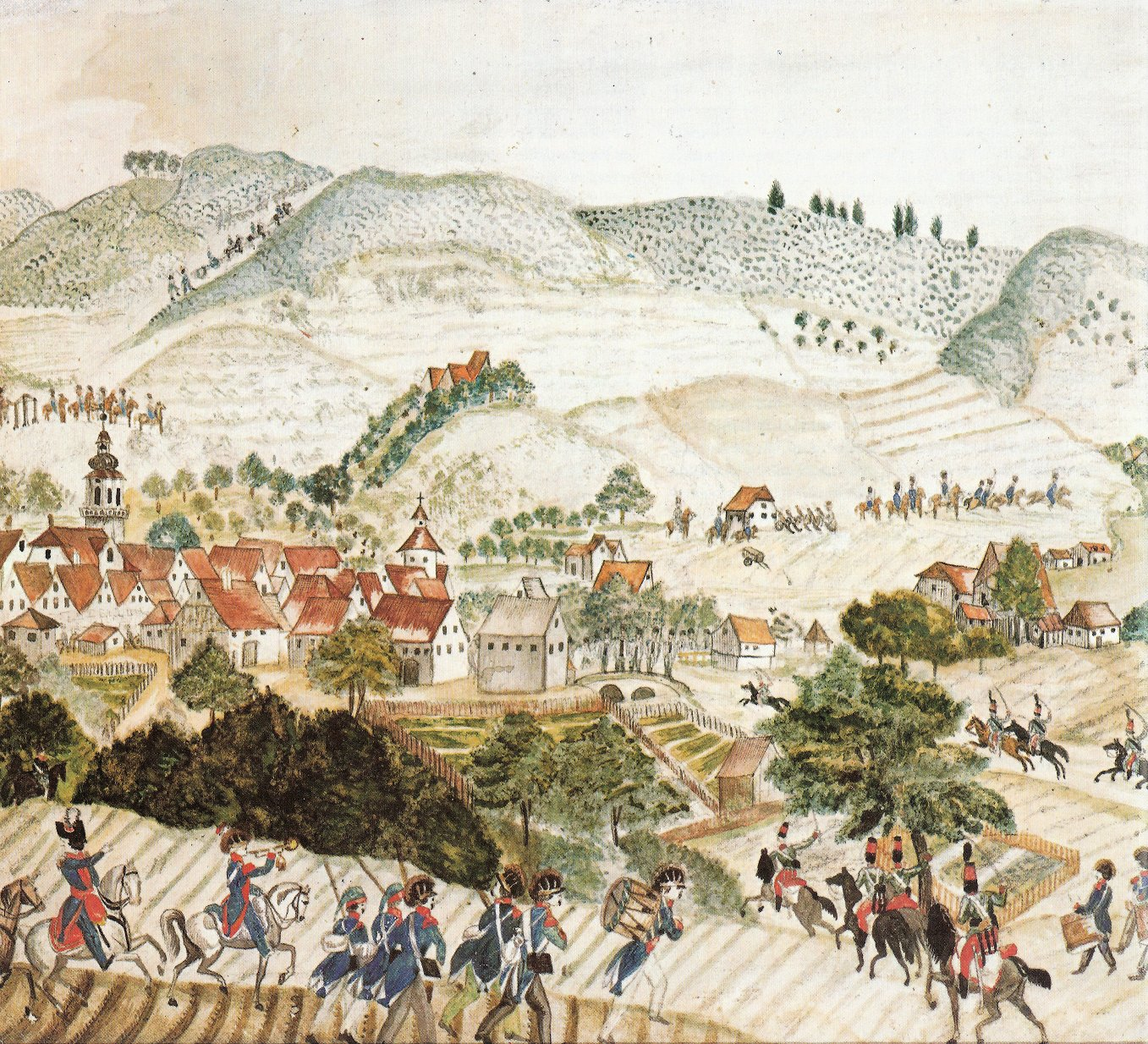
Französischer Angriff auf Aalen von 1796

Im Ersten Koalitionskrieg wurde Aalen 1796 schwer geplündert. Der Zweite Koalitionskrieg endete 1801 mit dem Frieden von Lunéville, der 1803 zum Reichsdeputationshauptschluss führte, mit dem die meisten Reichsstädte den jeweils benachbarten Fürstentümern zugeschlagen wurden. Aalen kam zum Kurfürstentum (später Königreich) Württemberg und wurde Sitz des Oberamtes Aalen. Während des Dritten Koalitionskrieges kam am 6. Oktober 1805 Napoleon Bonaparte, ein Heer von 40.000 Soldaten mit sich führend, in Aalen an. Dies und die einige Tage später einrückenden bayerischen und österreichischen Truppen führten laut dem Stadtschreiber zu Nöten, die „mit keiner Feder zu beschreiben“ seien.
Aus einigen Weilern, die teilweise zu Aalen, teilweise aber auch der Herrschaft Wöllwarth gehörten, wurde 1811 die Gemeinde Unterrombach gebildet. Die östlichen Weiler Aalens kamen zur Gemeinde Unterkochen.
Im Zeitalter der napoleonischen Kriege waren die Stadtmauern militärisch nicht mehr nützlich. Die Unterhaltung von Mauern, Toren und Türmen waren im 18. Jahrhundert immer mehr vernachlässigt worden, so dass mehr und mehr Bauwerke der Mauer baufällig wurden. Für eine Generalsanierung fehlte das Geld, auch angesichts der erheblichen Kriegsausgaben. Ab 1800 wurden die meisten Türme abgerissen, die anderen Bauwerke folgten wenig später, so dass die Befestigungsbauwerke heute nahezu restlos verschwunden sind.

#### Industrielle Revolution

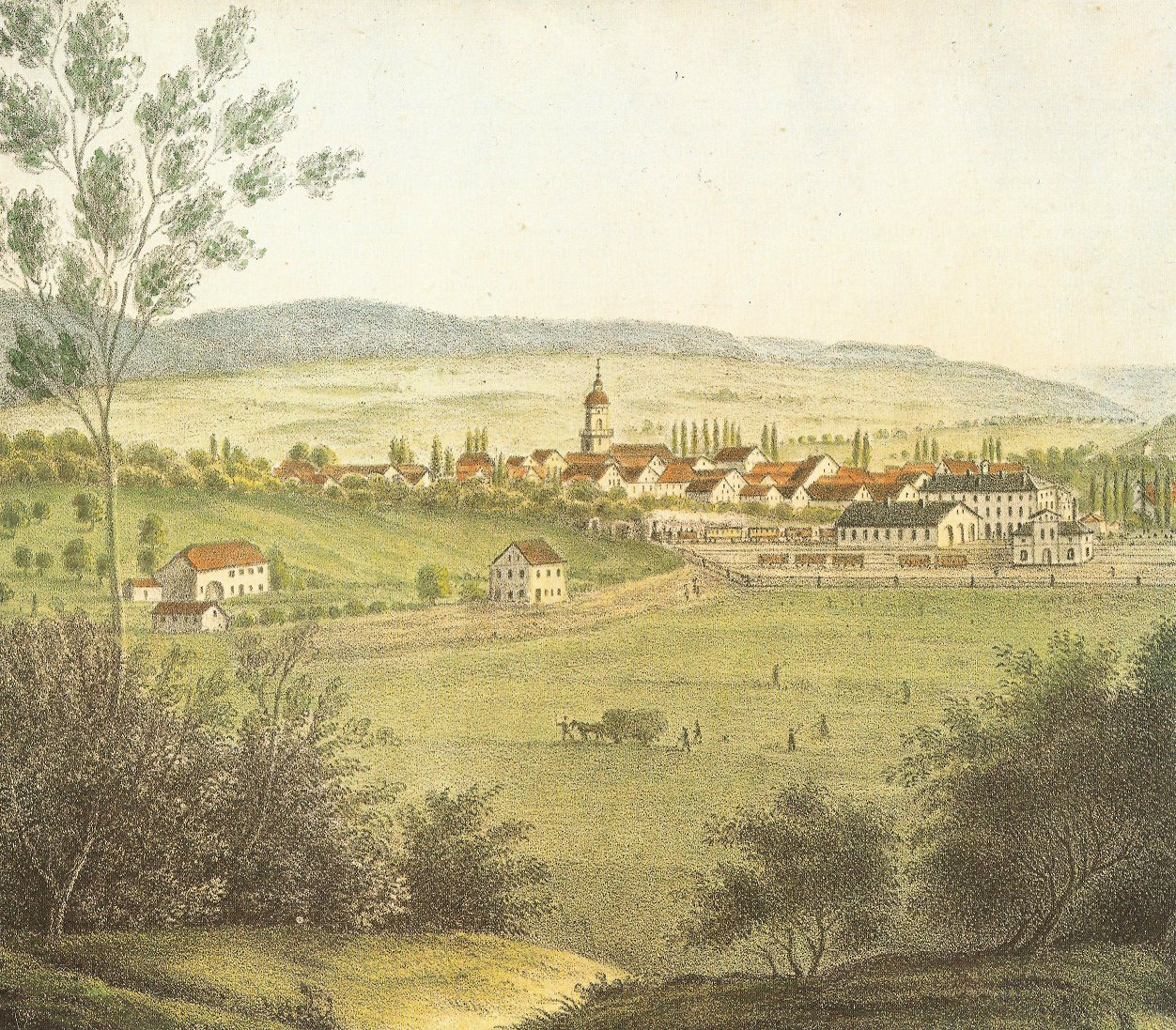
Bahnhof und Stadt nach 1861

Vor der Industriellen Revolution war Aalens Wirtschaftsstruktur von ihrem ländlichen Umfeld geprägt. Viele Stadtbürger betrieben als Ackerbürger neben ihrem Handwerk einen Landwirtschaftsbetrieb. Ein häufig betriebenes Handwerk war das des Gerbers; in Aalen bestanden zur Mitte des 19. Jahrhunderts zwölf Gerbereien, wichtiger Absatzmarkt war dabei Ulm. Weitere Handwerksschwerpunkte waren Webereien, die Woll- und Leinenprodukte herstellten, sowie Zuckerbäckerei und Lebküchnerei.
Ein erster Höhepunkt der Industrialisierung waren die 1840er Jahre, als in Aalen drei Drahtstiftfabriken und einige weitere Fabriken entstanden. Erst der Anschluss an das Eisenbahnnetz im Jahr 1861 mit der Eröffnung der Remsbahn von Cannstatt nach Wasseralfingen brachte Aufschwung in die Stadt, zusammen mit den königlichen Hüttenwerken (später Schwäbische Hüttenwerke) in Wasseralfingen blühte die Industrie in Aalen auf. Die Verlängerung der Remsbahn nach Nördlingen 1863, die Eröffnung der Brenzbahn 1864 und der Oberen Jagstbahn 1866 machten den Aalener Bahnhof zu einem Eisenbahnknoten. Ab 1876 verband schließlich die Zahnradbahn des Hüttenwerks Wasseralfingen als erste Zahnradbahn Deutschlands Wasseralfingen mit der Grube Tiefer Stollen. Außerdem führte von 1901 bis zur Stilllegung 1972 die Härtsfeldbahn über Neresheim nach Dillingen an der Donau. Eine Betriebswerkstatt, der große Lokomotivschuppen, ein Betriebsamt, zwei Bahnmeistereien und ein Güterbahnhof mit einer städtischen Industriebahn zur Erschließung Fabriken in der Südstadt und der Erlau prägten das Stadtbild so, dass Aalen während dieser Zeit von heutigen Lokalhistorikern auch als Eisenbahnerstadt bezeichnet wird. 1866 wurde das Aalener Gaswerk eröffnet und die Gasbeleuchtung eingeführt. Im Jahr 1870 bekam die Stadt eine moderne Wasserversorgung und 1912 erste Elektrizitätsleitungen. 1935 schließlich wurde die erste elektrische Straßenbeleuchtung in Betrieb genommen.
Um der Wohnungsnot während und nach dem Ersten Weltkrieg entgegenzuwirken, legte die Stadt Aalen in dieser Zeit Barackensiedlungen im Schlauch und beim Alten Turnplatz an. Trotz der durch die Weltwirtschaftskrise nach 1929 gelähmten Industrie wurde die Bade-Anstalt am Hirschbach 1931 zu einem modernen Freibad mit einem vergrößerten Schwimmbereich umgebaut.

#### Zeit des Nationalsozialismus
Bei der Reichstagswahl am 6. November 1932 schnitt die NSDAP in Aalen unterdurchschnittlich ab; dort erhielt sie 25,8 Prozent der Stimmen (gegenüber 33,1 Prozent im Reich) und war somit in Aalen nur die zweitstärkste Partei hinter der Zentrumspartei, die 26,6 Prozent (im Reich 11,9 Prozent) erhielt, und vor der SPD mit 19,8 Prozent (20,4 Prozent). Bis zur Reichstagswahl am 5. März 1933, der ersten nach der Machtübernahme der Nationalsozialisten, hatte sich das Bild geändert; die NSDAP schnitt mit 34,1 Prozent (43,9 Prozent im Reich) zwar immer noch unterdurchschnittlich ab, war aber nun auch in Aalen die mit Abstand stärkste Partei. Gefolgt wurde sie vom Zentrum, das unverändert 26,6 Prozent (Reich: 11,3) der Stimmen bekam, und von der SPD mit 18,6 Prozent (Reich: 18,3).
Zu Beginn der NS-Zeit blieb der demokratisch gewählte Bürgermeister Friedrich Schwarz zunächst im Amt, bis ihn die Nationalsozialisten 1934 entmachteten und zunächst durch den Vorsitzenden der NSDAP-Gemeinderatsfraktion und Brauereibesitzer Karl Barth als Amtsverweser und 1935 durch den Juristen Karl Schübel ersetzten.
Im August 1934 fand in Aalen die NS-Verbraucherausstellung „Braune Messe“ statt.
1936 wurde in der Stadt eine Reit- und Fahrschule des Wehrkreises stationiert sowie ein Heeresverpflegungsamt und ein Heeresnebenzeugamt errichtet und eine Heeresnebenmunitionsanstalt untergebracht.
1935 begann die Eingemeindung benachbarter Orte. 1934 wurde das Oberamt Aalen in Kreis Aalen umbenannt und 1938 im Rahmen der Verwaltungsreform während der NS-Zeit in Württemberg in den Landkreis Aalen überführt. Darüber hinaus wurde 1938 die Gemeinde Unterrombach aufgelöst, deren Gebiet größtenteils zu Aalen kam. Der Unterrombacher Ortsteil Hammerstadt wurde jedoch der Gemeinde Dewangen zugeteilt, die Orte Forst, Rauental und Vogelsang kamen zur Gemeinde Essingen (ab 1952 gehörte dann die gesamte ehemalige Gemeinde Unterrombach zu Aalen, mit Ausnahme von Forst, das bis heute bei Essingen blieb).
Im städtischen Krankenhaus wurden zunehmend die bisher dort tätigen Diakonissen durch Schwestern der Nationalsozialistischen Volkswohlfahrt ersetzt. Im Zuge der NS-Rassenhygieneideologie wurden dort, je nach Quelle, rund 490 Menschen bzw. rund 200 Menschen zwangssterilisiert.
Im September 1944 wurde in Wasseralfingen das Konzentrationslager Wiesendorf, ein Außenlager des KZ Natzweiler/Elsass, für 200 bis 300 Häftlinge errichtet, die in Industrieunternehmen der Umgebung Zwangsarbeit verrichten mussten. Bis zur Auflösung des Lagers im Februar 1945 starben 60 Häftlinge. In den Jahren 1946 bis 1957 wurden die Lagergebäude abgerissen; Fundamente sind noch im Haus Moltkestraße 44/46 vorhanden. Daneben waren in mehreren Arbeitslagern Kriegsgefangene sowie Frauen und Männer aus von Deutschland besetzten Ländern konzentriert, die in Großbetrieben wie den Schwäbischen Hüttenwerken und der Maschinenfabrik Alfing Kessler für die Rüstungsindustrie arbeiten mussten.
Von den Kampfhandlungen des Zweiten Weltkrieges blieb Aalen größtenteils verschont. Erst in den letzten Kriegswochen führten Luftangriffe zur Zerstörung oder schweren Beschädigung von Teilen der Stadt, des Bahnhofs und der anderen Bahnanlagen. Eine über drei Wochen andauernde Serie von Luftangriffen hatte ihren Höhepunkt am 17. April 1945, als Bomber der US-Luftstreitkräfte das in Aalen stationierte Heeresnebenzeugamt und die Bahnanlagen bombardierten. 59 Personen wurden getötet, davon über die Hälfte verschüttet, und über 500 obdachlos. 33 Wohngebäude, 12 andere Gebäude und 2 Brücken wurden zerstört und 163 Gebäude, darunter 2 Kirchen, beschädigt. Fünf Tage später wurden die nationalsozialistischen Machthaber Aalens von den amerikanischen Streitkräften abgesetzt.

#### Nachkriegszeit
1945 fiel Aalen in die Amerikanische Besatzungszone und gehörte somit zum neu gegründeten Land Württemberg-Baden. Mit der Gründung Baden-Württembergs 1952 wurde Aalen Teil dieses Bundeslandes. Bei der Kreisreform, die am 1. Januar 1973 in Kraft trat, wurde der Landkreis Aalen Bestandteil des Ostalbkreises. Aalen wurde Kreisstadt des neuen Kreises. 1975 erreichte das Stadtgebiet seine heutige Ausdehnung (siehe unten).
Die Einwohnerzahl der Stadt Aalen überschritt 1946 die Grenze von 20.000, die Voraussetzung für den Status Große Kreisstadt. Am 1. August 1947 wurde Aalen zur unmittelbaren Kreisstadt und mit Inkrafttreten der baden-württembergischen Gemeindeordnung am 1. April 1956 zur Großen Kreisstadt erklärt.
1992 fanden in Aalen die Heimattage Baden-Württemberg statt.
Das größte Stadtentwicklungsprojekt seit dem Jahr 2000 ist das sogenannte „Stadtoval“, eine zentral, nordöstlich des Bahnhofs Aalen gelegene Industriebrache. Im Jahr 2000 stellte eine Baustahlfirma auf dem rund vier Hektar großen Areal ihre Geschäftstätigkeit ein. Nachdem das Gelände 2003 von der Immobilienfirma Aurelis übernommen worden war, folgten Verhandlungen mit der Stadtverwaltung über die zukünftige Nutzung und im Jahr 2010 ein städtebaulicher Wettbewerb. Daraus folgte die Planung eines Mischgebiets mit Wohnungen für rund 460 Menschen und Firmenniederlassungen. Anfang 2013 kaufte die Stadt der Aurelis das Areal für 2,5 Millionen Euro ab, im Februar 2014 begann der Abriss der ehemaligen Werksgebäude. Kurz darauf begannen Sanierungsarbeiten an einem ehemaligen Bahngebäude auf dem Areal, das zum „Kulturbahnhof“ werden soll.
Am 21. Februar 2018 verlegte Gunter Demnig acht Stolpersteine in Aalen, um der Bürger, die in der Zeit des Dritten Reiches deportiert, ermordet oder vertrieben wurden, zu gedenken.[89][90]. 2019 und 2021 wurden weitere Stolpersteine u. a. in den Stadtbezirken Fachsenfeld, Unterrombach/Hofherrnweiler und Wasseralfingen verlegt. 2023 erfolgte die Verlegung der ersten Stolperschwelle auf der Stadtgemarkung für die KZ-Häftlinge des Konzentrationslagers Wiesendorf in Wasseralfingen.

### Eingemeindungen
Die heutige Stadt Aalen wurde am 21. Juni 1975 durch Vereinigung der Städte Aalen und Wasseralfingen zunächst unter dem Namen Aalen-Wasseralfingen gebildet, das jedoch bereits zum 1. Juli 1975 in Stadt Aalen umbenannt wurde. Die frühere Stadt Aalen hatte bereits folgende Gemeinden eingegliedert:
- 1938: Unterrombach
- 1. Januar 1970: Waldhausen
- 1. Juli 1972: Ebnat[48]
- 1. Januar 1973: Dewangen, Fachsenfeld (mit dem 1954 von Abtsgmünd umgemeindeten Weiler Hangendenbuch) und Unterkochen.[48] Mit der Eingemeindung von Dewangen wurde die bisherige Gemarkungsfläche von Aalen fast verdoppelt.

Die Stadt Wasseralfingen hatte am 1. April 1972 die Gemeinde Hofen eingegliedert.

### Einwohnerentwicklung und Bevölkerungsstruktur
Im Mittelalter und der frühen Neuzeit war Aalen nur eine kleine Stadt mit wenigen hundert Einwohnern. Die Bevölkerungszahl wuchs nur langsam und ging durch die zahlreichen Kriege, Seuchen und Hungersnöte immer wieder zurück. Erst durch den Beginn der Industrialisierung im 19. Jahrhundert beschleunigte sich das Bevölkerungswachstum. Lebten 1803 erst 1.932 Menschen in der Stadt, so waren es 1905 bereits 10.442. Auch danach stieg die Bevölkerungszahl weiter. 1939 hatte Aalen 15.890 Einwohner.
Durch den Zustrom von Flüchtlingen und Vertriebenen aus den deutschen Ostgebieten nach dem Zweiten Weltkrieg stieg die Bevölkerung der Stadt bis 1961 auf 31.814. Der Zusammenschluss mit Wasseralfingen am 21. Juni 1975 brachte einen Zuwachs von 14.597 Personen auf 65.165 Einwohner. Am 30. Juni 2005 betrug die „amtliche Einwohnerzahl“ für Aalen nach Fortschreibung des Statistischen Landesamtes Baden-Württemberg 67.125 (nur Hauptwohnsitze und nach Abgleich mit den anderen Landesämtern).
Die folgende Übersicht zeigt die Einwohnerzahlen nach dem jeweiligen Gebietsstand. Bis 1823 handelt es sich meist um Schätzungen, danach um Volkszählungsergebnisse (¹) oder amtliche Fortschreibungen des Statistischen Landesamtes. Vor 1871 wurde die Einwohnerzahl nach uneinheitlichen Erhebungsverfahren ermittelt. Die Angaben beziehen sich ab 1871 auf die „ortsanwesende Bevölkerung“, ab 1925 auf die Wohnbevölkerung und seit 1987 auf die „Bevölkerung am Ort der Hauptwohnung“.
| Jahr               | Einwohner |
| ------------------ | --------- |
| 1634 ²             | 02.000    |
| 1803 ²             | 01.932    |
| 1823 ²             | 02.486    |
| 3. Dezember 1843 ¹ | 03.319    |
| 3. Dezember 1855 ¹ | 03.720    |
| 3. Dezember 1861 ¹ | 04.272    |
| 1. Dezember 1871 ¹ | 05.552    |
| 1. Dezember 1880 ¹ | 06.659    |
| 1. Dezember 1890 ¹ | 07.155    |
| 1. Dezember 1900 ¹ | 09.058    |
| 1. Dezember 1905 ¹ | 10.442    |
| 1. Dezember 1910 ¹ | 11.347    |
| 1. Dezember 1916 ¹ | 10.655    |

| Jahr                 | Einwohner |
| -------------------- | --------- |
| 5. Dezember 1917 ¹   | 10.551    |
| 8. Oktober 1919 ¹    | 11.978    |
| 16. Juni 1925 ¹      | 12.171    |
| 16. Juni 1933 ¹      | 12.703    |
| 17. Mai 1939 ¹       | 15.890    |
| 31. Dezember 1945 ²  | 19.552    |
| 29. Oktober 1946 ¹   | 21.941    |
| 13. September 1950 ¹ | 25.375    |
| 25. September 1956 ¹ | 29.360    |
| 6. Juni 1961 ¹       | 31.814    |
| 31. Dezember 1965 ²  | 34.373    |
| 27. Mai 1970 ¹       | 37.366    |
| 31. Dezember 1975 ²  | 64.735    |

| Jahr              | Einwohner |
| ----------------- | --------- |
| 31. Dezember 1980 | 63.201    |
| 31. Dezember 1985 | 63.409    |
| 31. Dezember 1990 | 65.371    |
| 31. Dezember 1995 | 66.544    |
| 31. Dezember 2000 | 66.056    |
| 31. Dezember 2005 | 66.685    |
| 31. Dezember 2010 | 66.635    |
| 31. Dezember 2015 | 66.483    |
| 31. Dezember 2020 | 67.617    |
| 31. Dezember 2021 | 67.591    |
| 31. Dezember 2022 | 67.981    |
| 31. Dezember 2023 | 68.343    |

¹ Volkszählungsergebnis

Am 31. Dezember 2023 hatte Aalen genau 68.343 Einwohner. Darunter waren 34.143 Frauen und 34.200 Männer. Das Durchschnittsalter der Einwohner Aalens stieg von 40,5 Jahren am 31. Dezember 2000 auf 43,8 Jahren am 31. Dezember 2023. Am 31. Dezember 2023 lebten im gesamten Stadtgebiet 10.596 Personen mit einer anderen Staatsangehörigkeit als der deutschen, was einem Ausländeranteil von etwa 15,5 Prozent entspricht. Davon ist der größte Anteil der der türkischen Staatsbürger mit rund 17 Prozent. Durch diesen relativ hohen Anteil, der allerdings auf die Gesamteinwohnerschaft Aalens bezogen nur noch rund 2,66 Prozent entspricht, ist die Partnerschaft Aalens mit der südtürkischen Großstadt Antakya entstanden (siehe Abschnitt Städtepartnerschaften). Der zweitgrößte Anteil von Ausländern in Aalen ist der der Ukrainer mit 7,93 Prozent (Anteil an der Gesamtbevölkerung: 1,23 Prozent).

## Religionen

### Konfessionsstatistik
Laut der Volkszählung 2011 waren im Jahr 2011 49,9 % der Einwohner römisch-katholisch 23,5 % evangelisch und 26,6 % waren konfessionslos, gehörten einer anderen Glaubensgemeinschaft an oder machten keine Angabe. Der Anteil der Protestanten und Katholiken an der Gesamtbevölkerung ist seitdem jährlich um 1 Prozentpunkt gesunken. Mit Stand 31. Dezember 2023 hatte Aalen 26.475 (38,7 %) Katholiken, 12.334 (18,0 %) Protestanten und 29.534 (43,2 %) Einwohner, die entweder einer anderen oder keiner Glaubensgemeinschaft angehörten.

### Evangelische Kirche
Die Bevölkerung von Aalen gehörte ursprünglich zum katholischen Bistum Augsburg und war dem Kirchenpatronat der Abtei Ellwangen unterstellt. Mit Hilfe des Herzogs von Württemberg wurde 1575 die Reformation eingeführt. Entsprechende Versuche gab es bereits vorher, doch konnten der Bischof von Augsburg und der Propst von Ellwangen dies zunächst verhindern. Nach der Reformation war Aalen über Jahrhunderte eine überwiegend protestantische Stadt. Lediglich zwischen 1628 und 1632 wurde vorübergehend infolge des Dreißigjährigen Krieges der Katholizismus eingeführt (siehe Abschnitt Reformation). Als Reichsstadt konnte die Stadt ihre kirchlichen Angelegenheiten selbst regeln. Geistliche, Organisten und Chorleiter waren direkt dem Rat der Stadt unterstellt, der damit gleichsam bischöfliche Funktionen ausübte; es bestand auch ein eigenes Gesangbuch für Aalen. Nach dem Übergang an Württemberg wurde Aalen 1803 Sitz eines württembergischen Dekanats (siehe Kirchenbezirk Aalen), dessen Dekanatskirche die Stadtkirche (heutiger Bau von 1765 bis 1767 erstellt) ist. Als weitere Kirche wird die Johanneskirche auf dem Friedhof, die 1561 erneuert wurde, genutzt.
Im 20. Jahrhundert nahm die Bevölkerung Aalens zu, so dass weitere Gemeinden gegründet wurden. Es entstanden die Markusgemeinde (Kirche von 1967) und die Martinsgemeinde (Kirche von 1974). Im Stadtteil Unterrombach wurde von Aalen ebenfalls die Reformation eingeführt, doch blieb der Ort Filial von Aalen. Erst 1912 erhielt der Ort mit der Christuskirche eine eigene Kirche, und 1947 wurde eine eigene Pfarrei eingerichtet. Fachsenfeld wurde durch die Ortsherrschaft der Herren von Wöllwarth bzw. Leinroden reformiert. Die dortige Pfarrkirche wurde 1591 erbaut, im 18. Jahrhundert zogen jedoch vermehrt Katholiken zu, so dass der Ort danach mehrheitlich katholisch war. Die übrigen heutigen Stadtteile Aalens blieben nach der Reformation überwiegend katholisch, doch erhielt Wasseralfingen 1891 eine evangelische Pfarrei und 1893 eine eigene Kirche, die Magdalenenkirche. In Unterkochen wurde nach dem Zweiten Weltkrieg ebenfalls eine Pfarrei eingerichtet und 1960 eine Kirche gebaut. Alle vier Kirchengemeinden gehören zum Dekanat Aalen innerhalb der Evangelischen Landeskirche in Württemberg. In der Nachkriegszeit war Georg Pfäfflin 1952–1967 Dekan und Pfarrer in Aalen.
Ferner gibt es in Aalen altpietistische Gemeinschaften.

### Katholische Kirche

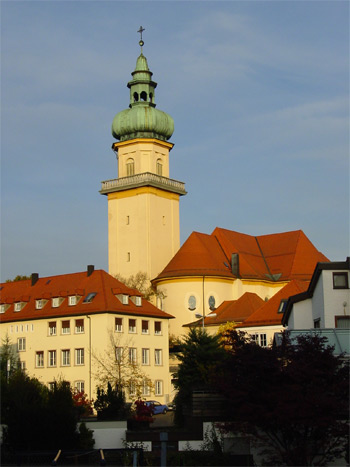
Salvatorkirche

Die wenigen Katholiken in der heutigen Kernstadt wurden bis ins 19. Jahrhundert von der Pfarrei Unterkochen versorgt, zunächst auch noch, nachdem 1868 die von Georg Morlok geplante Marienkirche gebaut worden war. 1872 erhielt Aalen jedoch wieder eine eigene Pfarrei und 1913 die zweite Kirche, St. Salvator. 1969 wurde innerhalb der Gemeinde die Heilig-Kreuz-Kirche gebaut. Bereits 1963 war die zweite Pfarrei St. Maria errichtet worden, für die 1972 anstelle der 1968 abgerissenen alten Marienkirche ein Neubau errichtet wurde. Sie erhielt 1970 auch die Kirche St. Augustinus. 1976 wurde schließlich die St.-Elisabeth-Kirche und 1988 die Kirche St. Thomas errichtet. Ferner gibt es seit 1963 die Seelsorgestelle St. Michael. Auch in Hofherrnweiler entstand bereits 1904 eine eigene katholische Kirche St. Bonifatius. Die Stadtteile Dewangen, Ebnat, Hofen, Waldhausen und Wasseralfingen blieben nach der Reformation katholisch. Daher gibt es dort alte Kirchengemeinden und Kirchen. Die Kirche Mariä Himmelfahrt Dewangen hat einen frühgotischen Turm, das Schiff wurde 1875 neu erbaut. Die Kirche Mariä Unbefleckte Empfängnis Ebnat wurde zwischen 1720 und 1725 gebaut und von 1979 bis 1981 durch einen Anbau erweitert.

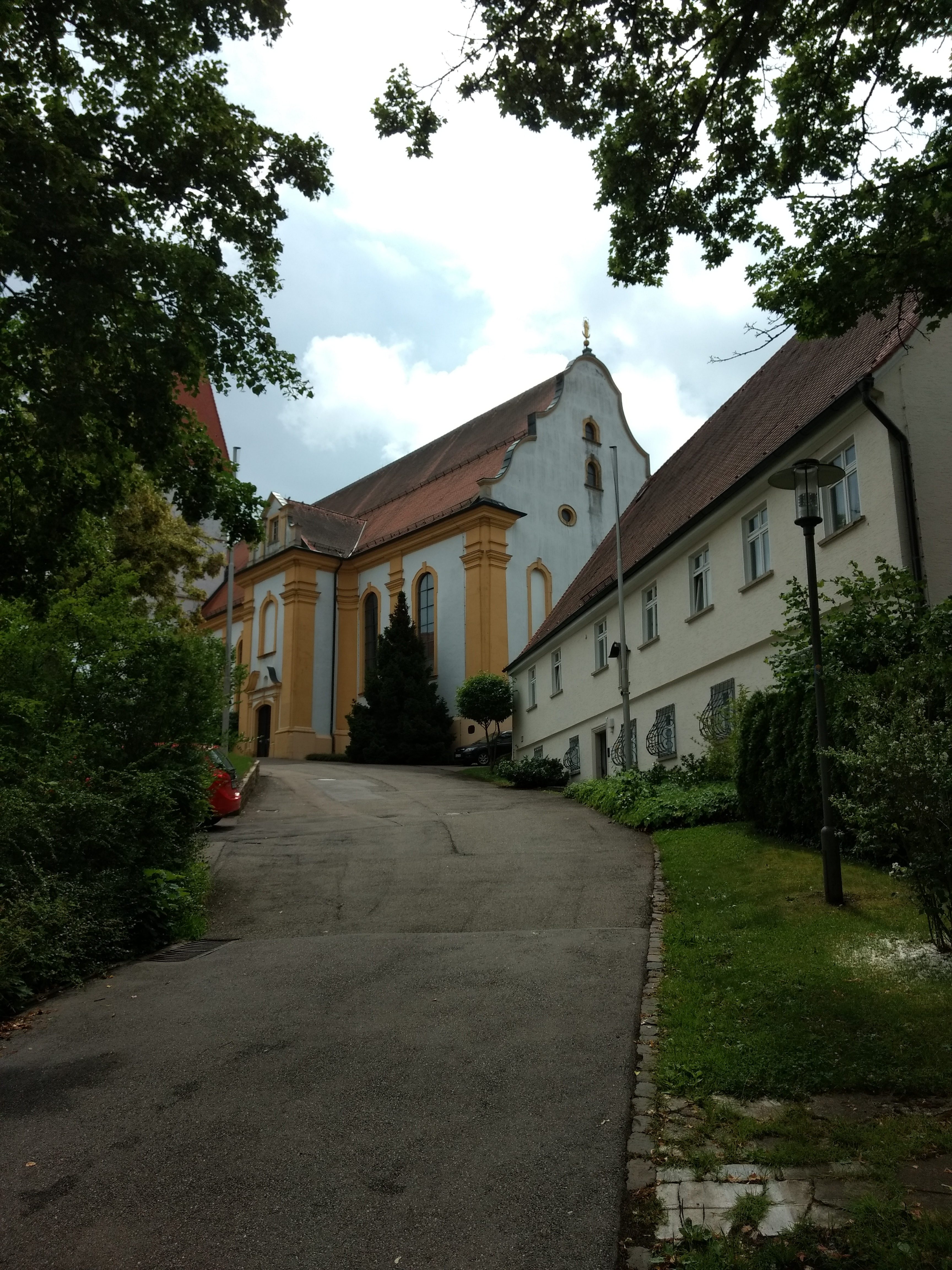
St. Maria in Unterkochen

Die Hofener Pfarrkirche St. Georg ist eine Wehrkirche, deren jetziges Schiff von 1762 bis 1775 erbaut wurde.
Neben der Kirche befindet sich die spätgotische Ottilienkapelle, über deren Eingang die Jahreszahl 1462 steht. Fundamente von Vorgängerbauten wurden auf das 11. und 13. Jahrhundert datiert.
St. Maria Unterkochen wurde 1248 erstmals erwähnt und war lange Zeit auch für die Katholiken in Aalen zuständig. Die Pfarrkirche St. Nikolaus Waldhausen wurde von 1699 bis 1716 gebaut. Wasseralfingen war zunächst Filiale von Hofen, hatte jedoch eine vermutlich 1353 errichtete Kapelle St.-Stephanus, die 1832 erweitert wurde. 1834 wurde die eigene Pfarrei errichtet. 1881 bis 1883 wurde die St.-Stephanus-Kirche in neuromanischem Stil gebaut, das heutige Wahrzeichen der Kirchengemeinde. Die Kapelle ist seitdem auch als Altes Kirchle bekannt. Auch Fachsenfeld bekam 1895 eine eigene Kirche Zum Heiligsten Herzen Jesu. Alle katholischen Kirchengemeinden im Aalener Stadtgebiet sind heute zu vier Seelsorgeeinheiten innerhalb des Dekanats Ostalb des Bistums Rottenburg-Stuttgart zusammengeschlossen. Diese Seelsorgeeinheiten umfassen aber teilweise auch Gemeinden außerhalb der Stadt Aalen. Zur Seelsorgeeinheit zwei gehören die Gemeinden Essingen, Dewangen und Fachsenfeld, zur Seelsorgeeinheit vier die Gemeinden Hofen und Wasseralfingen, zur Seelsorgeeinheit fünf die beiden Aalener Gemeinden und Hofherrnweiler, zur Seelsorgeeinheit sechs die Gemeinden Waldhausen, Ebnat, Oberkochen und Unterkochen.

### Andere christliche Gemeinschaften
Die meisten christlichen Kirchen und Gemeinden haben sich der ACK (Arbeitsgemeinschaft Christlicher Kirchen) zusammengeschlossen. Diese nennt sich in Aalen AAC (Arbeitsgemeinschaft Aalener Christen). Zu diesen gehören neben der evangelischen Kirchengemeinde: Agape Mission, Christen im Beruf (FGB MFI), Christlicher Verein junger Menschen Aalen, die Apis – Ev. Gemeinschaftsverband Baden-Württemberg, Evangelisch Freikirchliche Gemeinde (Baptisten), Evangelisch-methodistische Kirche, Hoffnung für Alle, Noomie e. V. und das Gospelhouse (Volksmission).
Weitere christliche Gemeinschaften in Aalen sind die Biblische Missionsgemeinde, die Freie bibeltreue Gemeinde, die Freie christliche Gemeinde, die Freikirche der Siebenten-Tags-Adventisten, der CVJM Wasseralfingen, die evangelische und katholische Hochschulgemeinde (EKHG Aalen) und die Studentenmission (SMD).
Des Weiteren gibt es die Zeugen Jehovas und die Neuapostolische Kirche.

### Andere Religionen
Bis ins späte 19. Jahrhundert sind in Aalen keine Juden bezeugt. Erst 1886 lebten vier Juden in Aalen; ihre Zahl stieg bis zum Jahr 1900 auf zehn an, ging bis 1905 auf sieben zurück und blieb bis 1925 unverändert. Als 1933 die Nationalsozialisten die Macht ergriffen, lebten sieben Juden, darunter zwei Kinder, in Aalen. In der Reichspogromnacht 1938 wurden in Aalen die Schaufenster der drei jüdischen Geschäfte zertrümmert und die Inhaber anschließend für mehrere Wochen inhaftiert. Nach ihrer Freilassung wanderten die meisten Aalener Juden aus. Die letzte Aalener Jüdin, Fanny Kahn, nach der heute in der Stadt eine Straße benannt ist und die im Jahr 1939 in der Kocherstraße 18 wohnte, wurde 1941 nach Oberdorf am Ipf zwangsumgesiedelt und später im Vernichtungslager Treblinka ermordet. Der Jude Max Pfeffer kehrte 1948 von Brüssel nach Aalen zurück, um sein Geschäft weiterzubetreiben, wanderte 1967 aber nach Italien aus. Insgesamt wurden fünf Aalener jüdischer Herkunft deportiert und ermordet.
In Aalen gibt es eine islamische Ditib-Gemeinde, die in der Ulmer Straße die D.I.T.I.B.-Moschee Aalen (Merkez Camii) unterhält, deren Spatenstich am 30. August 2008 war (48° 49′ 49,19″ N, 10° 6′ 27,18″ O). Die Islamische Gemeinschaft Millî Görüş unterhält, ebenfalls in der Ulmer Straße, die Fatih-Moschee. Circa 850 Gläubige kommen jeden Freitag hierher.

## Politik

### Gemeinderat
Der Gemeinderat besteht seit der Kommunalwahl am 9. Juni 2024 aus 52 Mitgliedern (2019: 49), deren Amtszeit fünf Jahre beträgt. Zur Verteilung der Sitze wurde dabei das Sainte-Laguë-Verfahren angewendet. Die Wahlbeteiligung stieg gegenüber 2019 von 56,1 % auf 58,7 %. Die Sitze verteilen sich auf die einzelnen Parteien und Gruppierungen wie folgt:
- Linke: 1
- SPD: 9
- Grüne: 10
- FW: 7
- AB: 2
- VA: 1
- FDP+: 1
- CDU: 14
- AfD: 7

| Partei / Liste          | Wahlergebnis | + / − %p. | Sitze    | + / − |
| ----------------------- | ------------ | --------- | -------- | ----- |
| CDU                     | 27,7 %       | 0− 0,9    | 14 Sitze | ± 0   |
| Bündnis 90/Die Grünen   | 19,9 %       | 0− 6,0    | 10 Sitze | − 3   |
| SPD                     | 16,6 %       | 0− 1,3    | 09 Sitze | ± 0   |
| AfD                     | 12,9 %       | 0+ 7,0    | 07 Sitze | + 4   |
| Die Linke               | 01,8 %       | 0− 2,4    | 1 Sitz   | − 1   |
| Freie Wähler Aalen (FW) | 13,3 %       | 0+ 1,9    | 07 Sitze | + 2   |
| Aktive Bürger (AB)      | 03,3 %       | 0+ 0,8    | 02 Sitze | + 1   |
| Vision Aalen (VA)       | 02,4 %       | 0+ 2,4    | 01 Sitz  | + 1   |
| FDP/Freie Wähler (FDP+) | 01,7 %       | 0− 1,9    | 01 Sitz  | − 1   |
| Herzschrittmacher       | 00,3 %       | 0+ 0,3    | 00 Sitze | –     |

Bürger und Bürgerinnen erhalten über das Allris-Informationssystem die aktuellsten Informationen über den Gemeinderat:
Im Januar 2023 wurde erstmalig ein Jugendgemeinderat eingerichtet.

### Bürgermeister
An der Spitze der Stadt Aalen standen bereits seit 1374 der Bürgermeister und der Rat. Im 16. Jahrhundert gab es zwei, später drei Bürgermeister. Der Rat hatte 1552 insgesamt 13 Mitglieder. Später wurde die Verwaltungsspitze mehrmals neu organisiert. In württembergischer Zeit stand zunächst ein Bürgermeister, ab 1819 der Stadtschultheiß an der Spitze der Stadt. Seit 1947 trägt das Stadtoberhaupt die Amtsbezeichnung Oberbürgermeister. Dieser wird von der wahlberechtigten Bevölkerung auf acht Jahre direkt gewählt. Er ist Vorsitzender und Mitglied des Gemeinderats und hat dort Stimmrecht. Derzeitiger Oberbürgermeister ist seit 2021 Frederick Brütting. Seine Stellvertreter sind ein Beigeordneter mit der Amtsbezeichnung Erster Bürgermeister (derzeit: Wolfgang Steidle) und ein Beigeordneter mit der Amtsbezeichnung Bürgermeister (derzeit: Bernd Schwarzendorfer), die für eine Amtszeit von acht Jahren vom Gemeinderat gewählt werden.
Stadtoberhäupter in Aalen seit 1802
- ab 1802: Theodor Betzler
- 1812–1819: Ludwig Hölder
- 1819–1829: Theodor Betzler
- 1829: Palm
- 1829–1848: Philipp Ehmann
- 1848–1873: Gustav Oesterlein
- 1873–1900: Julius Bausch
- 1900–1902: Paul Maier
- 1903–1934: Friedrich Schwarz
- 1935–1945: Karl Schübel (NSDAP)
- 1945–1950: Otto Balluff
- 1950–1975: Karl Schübel (parteilos)
- 1976–2005: Ulrich Pfeifle (SPD)
- 2005–2013: Martin Gerlach (parteilos)
- 2013–2021: Thilo Rentschler (SPD)
- seit 2021: Frederick Brütting (SPD)

### Verwaltungsgemeinschaft
Mit den Gemeinden Essingen und Hüttlingen ist die Stadt Aalen eine Vereinbarte Verwaltungsgemeinschaft eingegangen.

### Wappen und Flagge

Flagge der Stadt Aalen

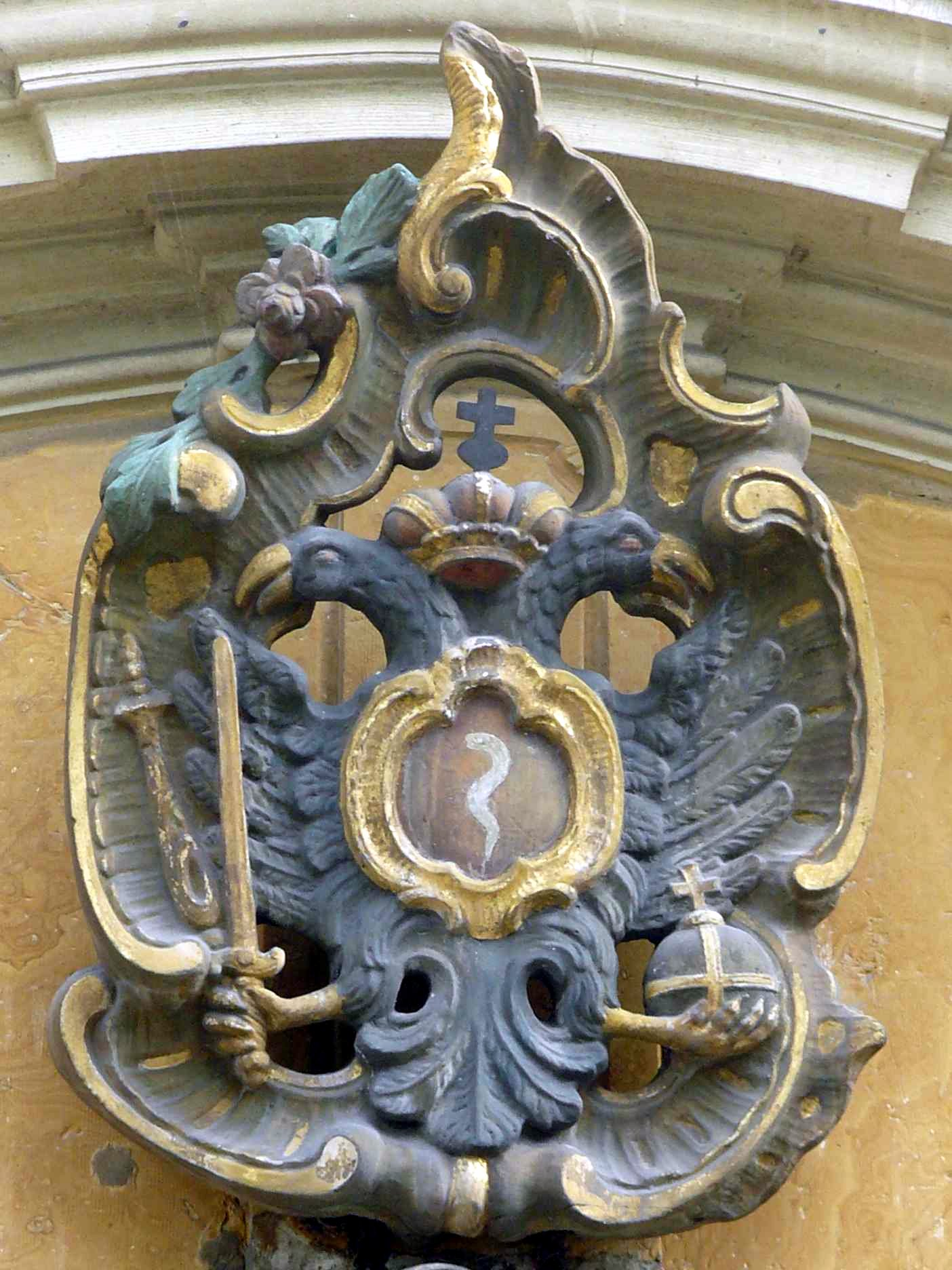
Stadtwappen von 1766 mit dem Adler und dem Aal

Das Wappen der Stadt Aalen zeigt einen rot bezungten, schwarzen Adler auf goldenem Hintergrund, auf dessen Brust sich ein roter Schild mit einem gekrümmten silbernen Aal befindet. Adler und Aal sind erstmals im Stadtsiegel von 1385 als Wappentiere bezeugt, wobei der Adler als Zeichen für die Reichsunmittelbarkeit Aalens steht. Nach der Gebietsreform wurde es am 16. November 1976 vom Regierungspräsidium Stuttgart neu verliehen.
Die Blasonierung des Wappens lautet: In Gold der schwarze Reichsadler, belegt mit einem roten Brustschild, darin ein gekrümmter silberner Aal.
Die Flagge der Stadt Aalen ist rot-weiß gestreift und enthält das Stadtwappen.

### Name
Die Herkunft des Stadtnamens ist unklar. Matthäus Merian (1593–1650) vermutete, dass der Name von der Lage am Kocher komme, „in welchem die Aale häufig gefangen werden“. Andere Deutungen führen Aalen als Standort einer Ala zur Römerzeit an, wieder andere als Verkürzung des römischen Namens „Aquileia“ als möglichen Namen des Römerkastells – ein Name, den auch das nahe gelegene Heidenheim an der Brenz trug. Eine weitere Deutung führt auf ein keltisches Wort, das die Bedeutung „Wasser“ beinhaltet.

### Städtepartnerschaften
Der Städtepartnerschaftsverein Aalen e. V. fördert „die freundschaftlichen Beziehungen“ zwischen Aalen und den Partnerstädten, die aus gegenseitigen Austauschen von Vereinen und Schulen oder anderen städtischen Einrichtungen bestehen. Anlässlich der Reichsstädter Tage fand vom 11. bis zum 13. September 2009 die erste Konferenz der Partnerstädte statt.
Aalen hat insgesamt sechs Partnerstädte:
- Saint-Lô (Frankreich), seit 1978
- Christchurch (Vereinigtes Königreich), seit 1981
- Tatabánya (Ungarn), seit 1987
- Antakya (Türkei), seit 1995; diese Partnerschaft initiierte der 1962 aus der Türkei nach Aalen migrierte İsmail Demirtaş, der zuletzt Sozialberater für ausländische Arbeitnehmer war[66]
- Cervia (Italien), seit 2011[67]
- Saint-Ghislain (Belgien), seit 2024[68], nachdem bereits seit 1984 eine Städtefreundschaft bestand.

und pflegt eine Städtefreundschaft:
- Vilankulo (Mosambik), seit 2018[69]

Der Stadtteil Dewangen unterhält mit Webster, und Ebnat mit Ebnat-Kappel eine Partnerschaft:
- Webster (South Dakota), seit 2003[70]
- Ebnat-Kappel (Schweiz, Kanton St. Gallen)

### Patenschaft
Anlässlich der Reichsstädter Tage 1980 übernahm die Stadt Aalen am 13. September 1980 die Patenschaft über die mehr als 3000 vertriebenen Deutschen aus der Wischauer Sprachinsel, von denen sich 972 im Jahr 1946 in Aalen angesiedelt hatten. Die Gemeinschaft Wischauer Sprachinsel veranstaltet regelmäßig Heimattreffen in Aalen. Die Trachten werden in den Räumen des alten Rathauses aufbewahrt.

### Gemeindefinanzen
Im Haushaltsplan 2024 betrugen die Einnahmen der Kommune insgesamt 230,67 Millionen Euro. Dabei entfielen 50 Millionen Euro auf die Gewerbesteuer und 49,42 Millionen Euro auf den Gemeindeanteil an der Einkommensteuer. Die Ausgaben der Kommune betrugen 247,15 Millionen Euro, wovon 72,04 Millionen Euro auf Personalausgaben, 43,72 Millionen Euro auf die Kreisumlage, 4,61 Millionen Euro auf die Gewerbesteuerumlage und 29,58 Millionen Euro auf die Finanzausgleichsumlage entfielen. Der Schuldenstand je Einwohner betrug im Jahr 2024 895 Euro.

## Kultur und Sehenswürdigkeiten

### Theater
Die Stadt betreibt das Theater der Stadt Aalen. Mit der Gründung im Jahr 1991 und fünf festangestellten Ensemblemitgliedern (Spielzeit 2024/2025) ist es eines der jüngsten und kleinsten städtischen Theater in Deutschland. Der Schwerpunkt des Spielplans liegt auf zeitgenössischer Dramatik. Neben dem normalen Spielbetrieb bietet das Theater drei Spielclubs für Kinder, Jugendliche und junge Erwachsene an. Außerdem gibt es einen inklusiven Spielclub und den Bürgerchor. Insgesamt wurden in der Spielzeit 2023/2024 bei rund 450 Veranstaltungen über 24.500 Menschen empfangen.
Ein weiteres Theater in Aalen ist das Theater STOA – Spiel & Theaterwerkstatt Ostalb e. V. unter der künstlerischen Leitung von Anne Klöcker. Der gemeinnützige Amateurtheater-Verein betreibt fünf Spielgruppen, veranstaltet jährlich die Ostalb-Spiel & Theatertage und entwickelt jährlich Präventionsstücke für Kitas, Grundschulen und weiterführende Schulen die daraufhin im gesamten Landkreis auf Tour gehen.

### Kunstvereine

#### Kunstverein Aalen
Der Kunstverein Aalen wurde im Jahr 1983 zur Förderung der bildenden Künste gegründet und gehört der Arbeitsgemeinschaft Deutscher Kunstvereine (ADKV) an. Der über 400 Mitglieder zählende Verein ist im Alten Rathaus beheimatet und widmet sich der Vermittlung hauptsächlich zeitgenössischer Kunst.

#### Kollektiv K
Das Künstlerkollektiv „Kollektiv K“ ist ein 2019 gegründeter Verein. Das „K“ steht für Kunst, Kultur, Kooperation und Konzeption. Der Verein organisiert Ausstellungen, bemalt Häuser, bietet verschiedenste Kurse an, organisiert Konzerte, Treffen zum Austausch und ein alljährliches Sommerfest. Er arbeitet gemeinschaftlich mit anderen Organisationen, Betrieben und städtischen Einrichtungen an kulturellen Projekten, arbeitet Ideen aus und setzt Filme, Events, Recordings und weitere Projekte um. Das bislang größte umgesetzte Projekt ist das AArthaus, bei dem die Fassade eines leerstehenden Lagerhauses mit der Aalener Stadtgeschichte von der Steinzeit bis in die Neuzeit bemalt wurde. Darüber hinaus fand 2019 eine Kunstausstellung des Vereins in Aalen statt. Das Kollektiv K zählt aktuell über 100 Mitglieder und hat seinen Sitz in Unterkochen.

### Schubart-Literaturpreis
Zu Ehren Christian Friedrich Daniel Schubarts, der in Aalen Kindheit und Jugend verbrachte, stiftete die Stadt 1955 den Schubart-Literaturpreis, der zu den ältesten Literaturpreisen in Baden-Württemberg zählt. Er wird alle zwei Jahre an deutschsprachige Autoren, deren Werke dem „freiheitlichen und aufklärerischen Denken“ Schubarts entsprechen, verliehen und ist mit 20.000 Euro dotiert.

### Aalener Esperanto-Kulturpreis
Der mit 3000 Euro dotierte Preis wird alle zwei Jahre während einer Matinee in Aalen einer Person, Organisation oder Institution, die sich um die internationale Verständigung mit Hilfe der Plansprache Esperanto verdient gemacht hat, verliehen. Der Förderer kultureller und wissenschaftlicher Projekte Franz Alois Meiners (1914–1993) rief im Jahr 1988 die FAME-Stiftung ins Leben. Die Stiftung und die Stadt Aalen haben die Verleihung des Preises vertraglich geregelt. Den Kulturpreis erhielten unter anderem die Schriftstellerin Spomenka Štimec, die Esperanto-Poetin Majorie Boulton, der Lyriker und Übersetzer William Auld, die Literaturzeitschrift Fonto, die Musikgruppe Kajto, das Internationale Kulturzentrum Herzberg, der Geschäftsführer der Deutschen Esperanto-Bibliothek in Aalen Karl Heinz Schaeffer und ihr Direktor Utho Maier sowie die Sprachwissenschaftlerin Ilona Koutny. Der 17. Aalener Esperanto-Kulturpreis ging an das Gesangsduo Jomart und Natascha.

### Museen und Gedenkstätten

#### Museen

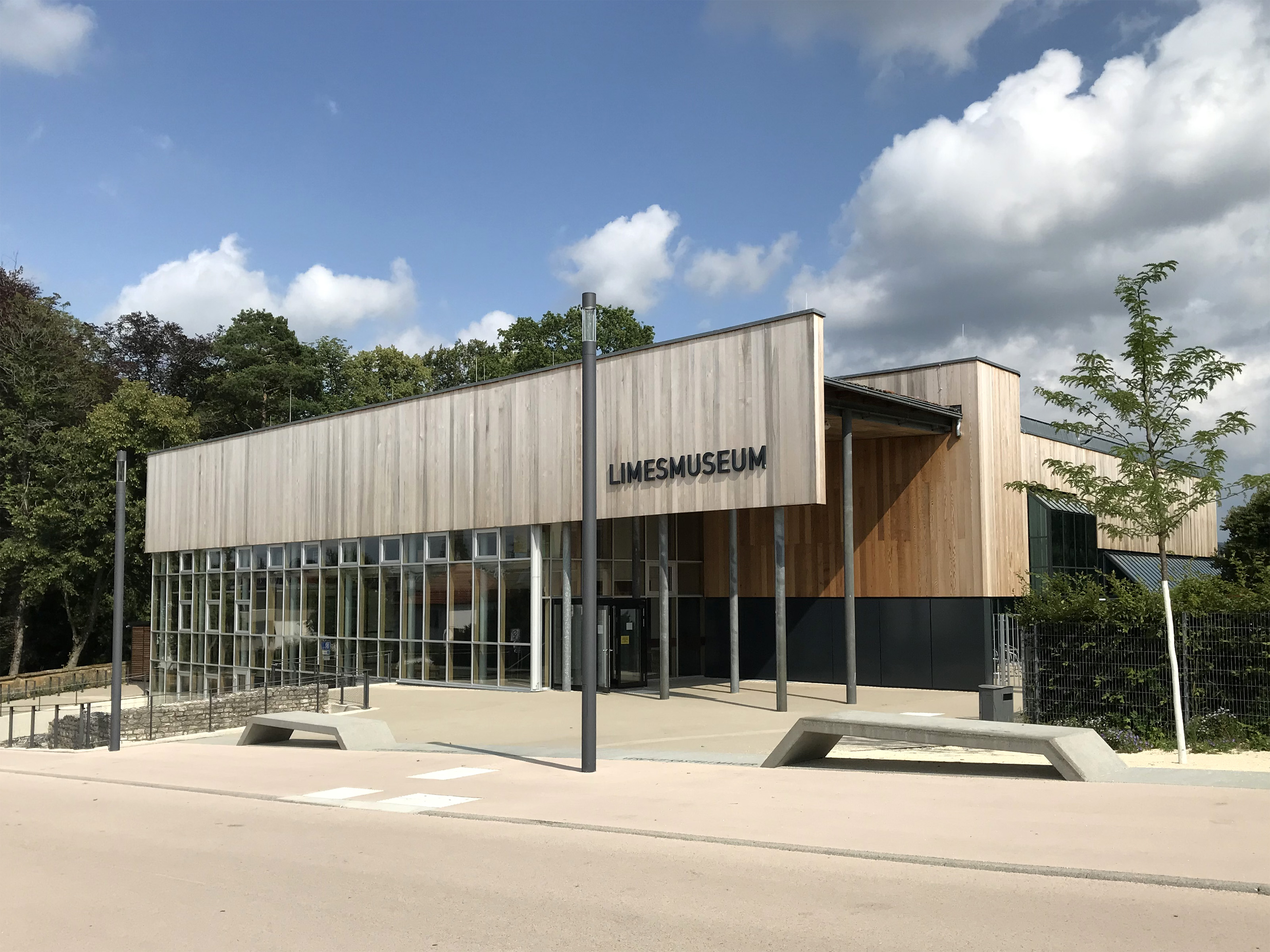
Limesmuseum Aalen

In der Aalener Kernstadt gibt es zwei Museen: Das Limesmuseum steht an der Stelle, an der sich vor etwa 1800 Jahren am Obergermanisch-Raetischen Limes das größte Reiterkastell der Römer nördlich der Alpen befand. Es zeigt zahlreiche Funde aus der Zeit der römischen Besatzung. Die neben dem Museum befindliche Ruine des Reiterkastells kann begangen werden. Jedes zweite Jahr finden auf dem Museumsgelände die Römertage (Festspiele) statt (siehe unten).
Im Geologisch-Paläontologischen Museum (genannt Urweltmuseum Aalen) im historischen Rathaus sind mehr als 1500 Versteinerungen der Schwäbischen Alb wie Ammoniten, Fischsaurier und verkieselte Korallen zu sehen. Seit April 2008 ist das Urweltmuseum Infostelle des UNESCO Geoparks Schwäbische Alb.
Auf dem Braunenberg befindet sich das Besucherbergwerk Tiefer Stollen, welches im Sommerhalbjahr besichtigt werden kann. In der Umgebung des Bergwerks befindet sich der Wanderweg „Bergbaupfad“. Im tiefen Stollen wurden viele Fossilien gefunden, was erheblichen Anteil an der Benennung des Aalenium nach der Stadt Aalen hatte.
Im Stadtbezirk Waldhausen gibt es im Heimatstüble eine Dauerausstellung zu den Themen Landwirtschaft und bäuerliches Wohnen.
Im Stadtbezirk Wasseralfingen befinden sich zwei weitere Museen: Im Museum Wasseralfingen ist neben einem Heimatmuseum auch eine Kunstgalerie, u. a. mit Werken von Hermann Plock, Helmut Schuster und Sieger Köder, untergebracht. Außerdem kann man in Wasseralfingen die Ofenplattensammlung der Schwäbischen Hüttenwerke (SHW) besichtigen. Künstler und Modelleure der SHW werden dort vorgestellt, ebenfalls gezeigt wird der Produktionsablauf einer Gussplatte vom Entwurf bis zum fertigen Produkt.

#### Gedenkstätten

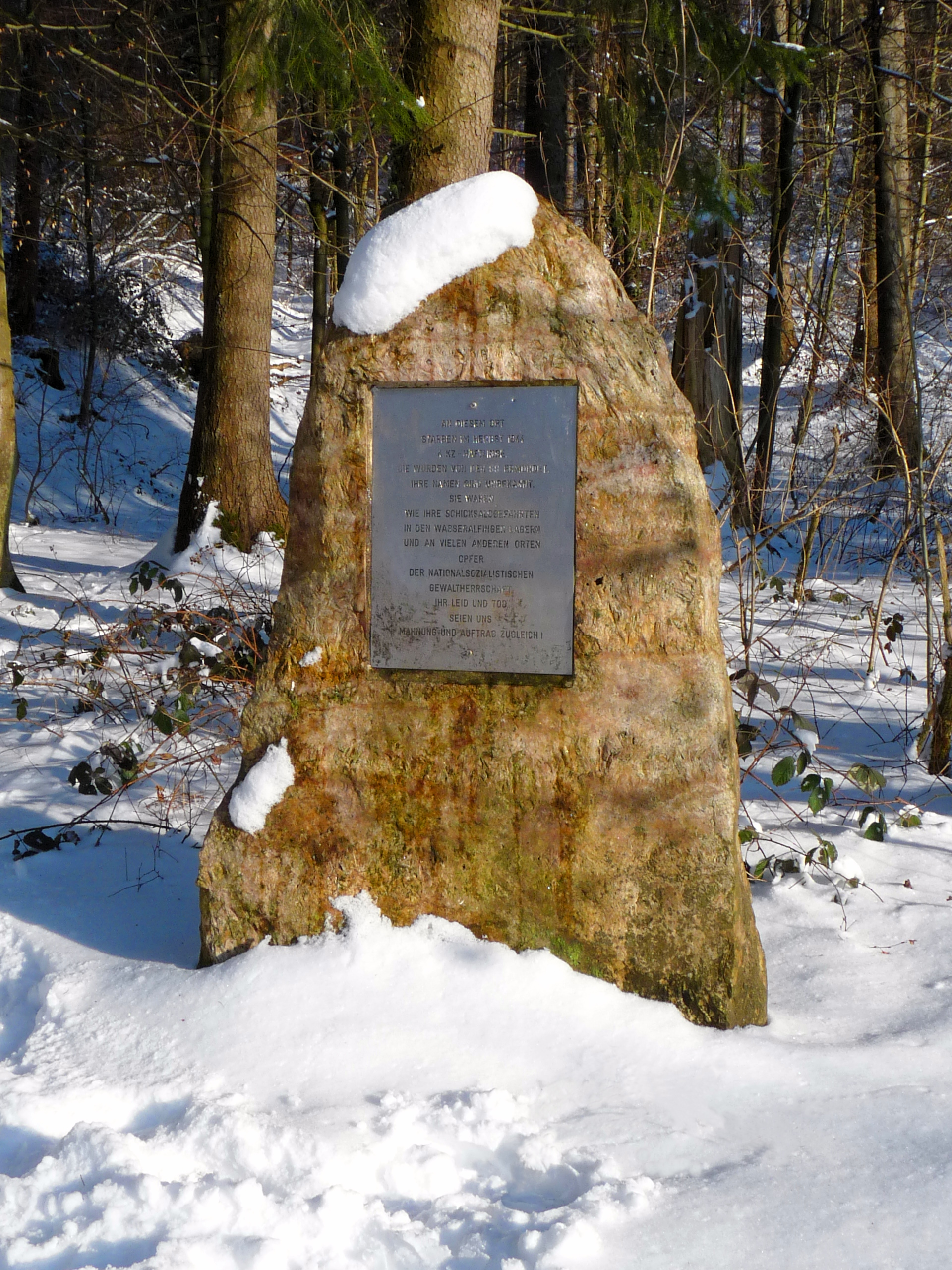
Gedenkstein an der Schillerlinde

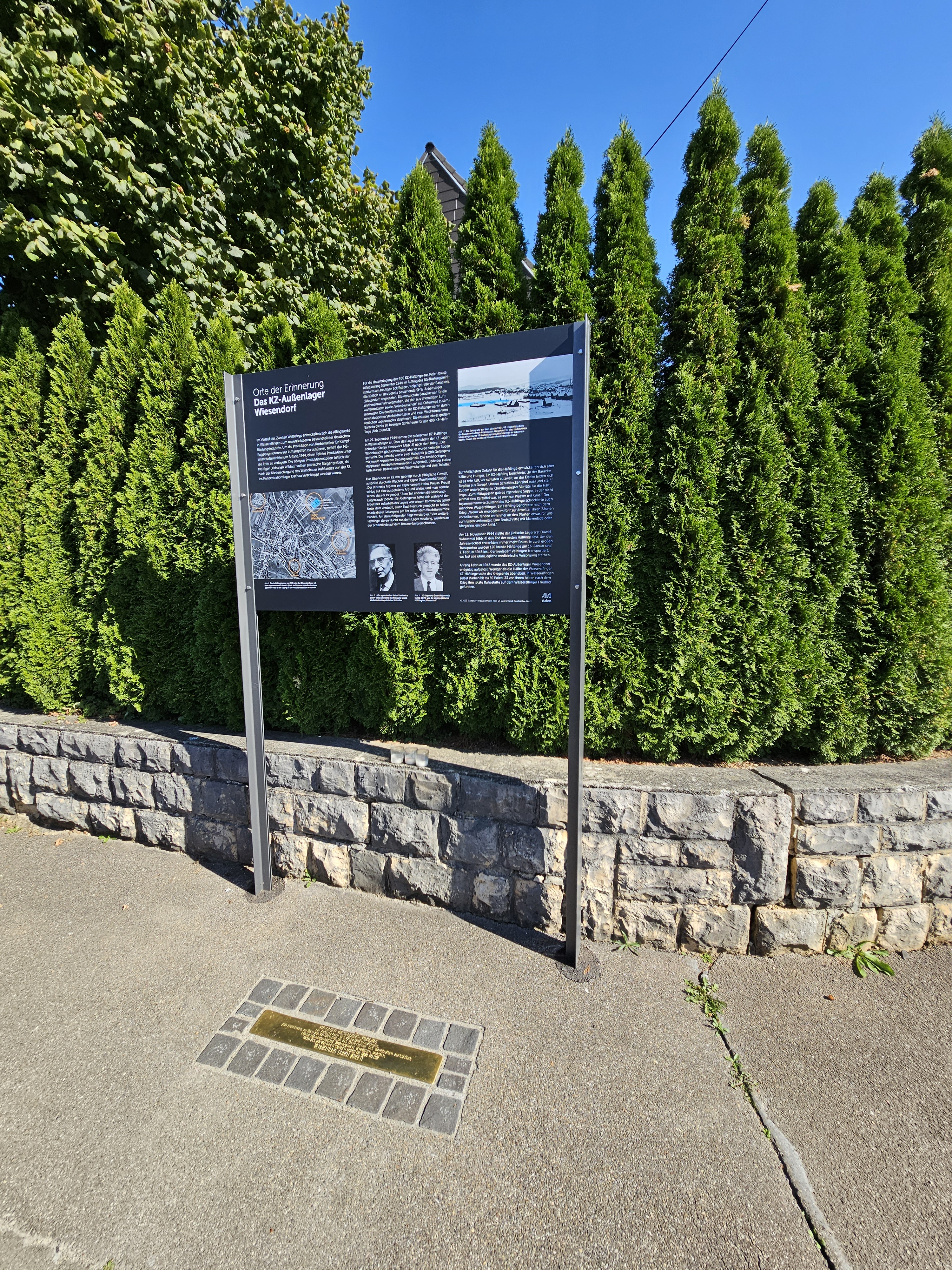
Gedenkstätte am ehemaligen KZ Wiesendorf (Aalen - Wasseralfingen)

Ein Gedenkstein an der Schillerlinde oberhalb der Wasseralfinger Erzgrube erinnert an vier dort getötete Häftlinge des KZ-Außenlagers. Ebenfalls in Wasseralfingen erinnert auf dem Friedhof ein Mahnmal mit der polnischen Inschrift „Den Opfern des Hitlerismus“ an die toten Zwangsarbeiter, die auf einem sowjetischen und einem polnischen Gräberfeld beigesetzt sind.

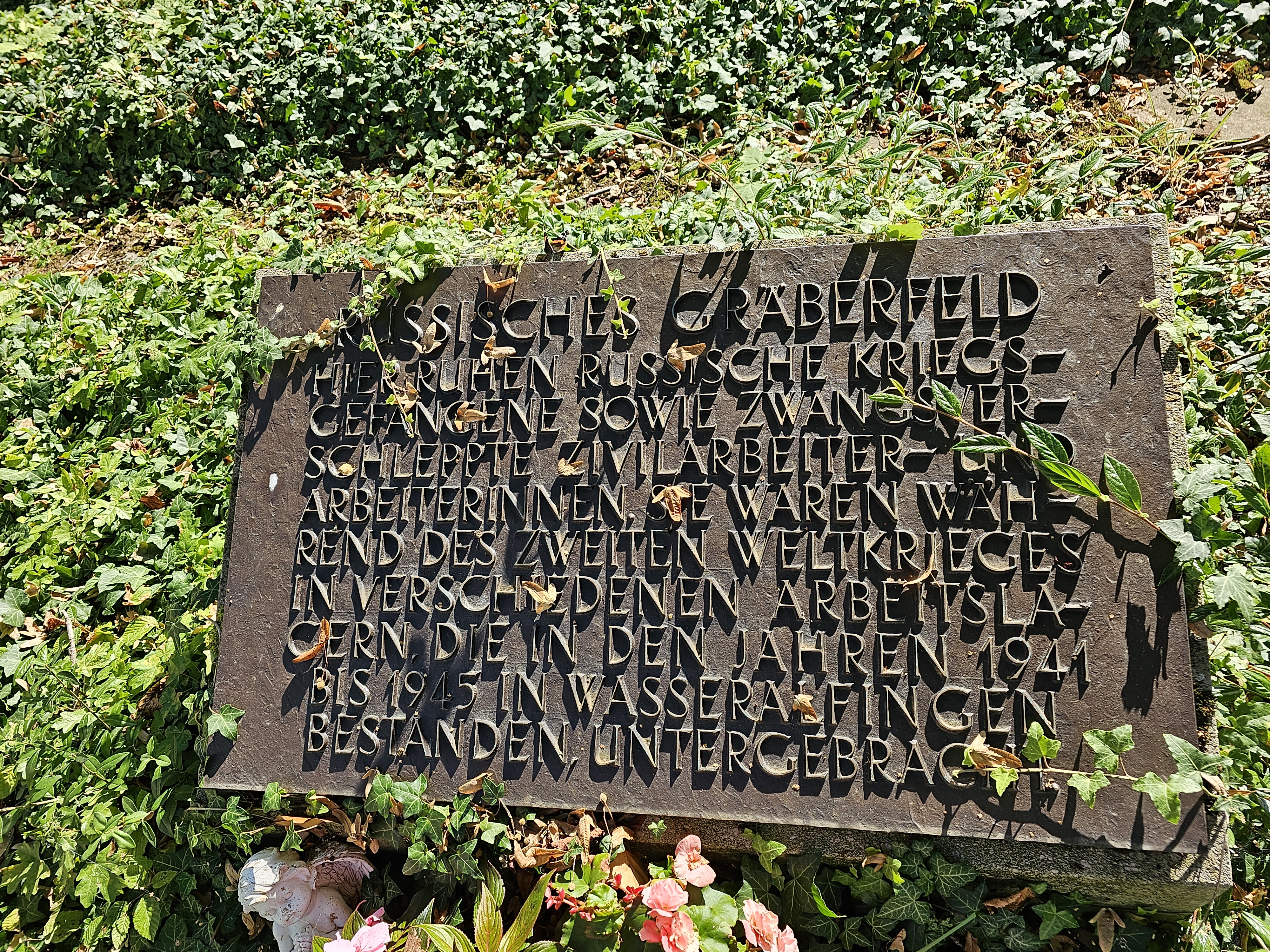
Gräberfeld der russischen (sowjetischen) Zwangsarbeiter auf dem Friedhof in Wasseralfingen

1954 errichtete die Stadt Aalen auf der Schillerhöhe zum Gedenken an die Aalener Opfer der beiden Weltkriege und die Vertreibung einen Glockenturm als Mahnmal. Die Pläne entwarf Emil Leo. Die Glocke wurde von Carl Schneider gestiftet. Sie ist auf ein tiefes C gestimmt. Der Turm ist auf Anfrage begehbar. Jeden Abend um 19:45 Uhr (von 2003 an zwischenzeitlich auch bereits um 18:45 Uhr) läutet die Glocke des Mahnmals.
Am Standort des ehemaligen Konzentrationslager Wiesendorf (Ortsteil Wasseralfingen) wurde eine Gedenkstätte errichtet.

### Musik
Seit 1952 besitzt die Freiwillige Feuerwehr Aalen einen Spielmannszug, dessen Wurzeln bis 1883 zurückreichen. 1959 erhielt der Zug anlässlich eines Fernsehauftrittes von Peter Frankenfeld seine erste Lyra.
Seit 1958 existiert die Musikschule der Stadt Aalen, an der heute rund 1.500 Schüler von 27 Musiklehrern in 30 verschiedenen Fächern unterrichtet werden.
1977 wurde in Aalen ein Sinfonieorchester gegründet, das heute als Aalener Sinfonieorchester e. V. firmiert und sich hauptsächlich aus Schülern und Lehrern der Musikschule zusammensetzt. Die Konzerttätigkeit des Orchesters besteht aus drei Konzerten im Jahr: dem Konzert zum neuen Jahr im Januar, dem Sinfoniekonzert im Juli und ein Weihnachtskonzert im Dezember.
Das Aalener Jazzfest fand erstmals 1990 statt und widmet sich dem Jazz und verwandten musikalischen Genres.
2018 fand erstmals ein „Festival Alte Musik Aalen“ in der „Villa Stützel“ statt.

#### Städtisches Orchester Aalen
Das Orchester entwickelte sich im 17. Jahrhundert aus den Stadtpfeifern und Turmbläsern rund um die Stadtkirche in Aalen, welche v. a. aus den Schuhmacherzünften bestanden. Das älteste existierende Dokument stammt aus dem Jahre 1679. Am 12. August 1679, nach dem Dreißigjährigen Krieg, beschäftigte sich der Rat der freien Reichsstadt Aalen erstmals mit der Zunftordnung der Stadtmusiker. Die Einrichtung des Turmbläsers wurde nach dem Krieg wieder aufgenommen. Der Brauch des Turmblasens auf dem Turm der Aalener Stadtkirche ist bis heute erhalten geblieben. Um 18 Uhr spielen junge Blechblasmusiker vierstimmige Choräle vom Balkon der Stadtkirche.
Im 18. Jahrhundert widmete sich der Dichter Friedrich Christian Daniel Schubart, dessen Vaterstadt Aalen war, auch dieser Stadtmusik. Er bildete ein Laienorchester zum Ensemblespiel heran.
Im 19. Jahrhundert formierte sich dann die Stadtkapelle Aalen, welche immer noch hauptsächlich aus Schuhmachern bestand. So wurde 1839 ein Stadtkapellmeister gewählt. Der Name „Stadtkapelle Aalen“ ist auch in der heutigen Zeit bei vielen älteren Bürgern in Aalen geläufig. Im Jahre 1906 bestand die Stadtkapelle aus 17 Musikern. Der damalige Stadtkapellmeister Albert Seibold gründete zur Ausbildung des Nachwuchses 1908 eine Jugendkapelle. Nach dem Ersten Weltkrieg 1922 hatte die Stadtkapelle 22 Mitglieder. In der Zeit des Nationalsozialismus wurde die Aalener Stadtkapelle zwangsläufig in die SA als Standartenkapelle unter Dirigent Karl Witte integriert. Auch 1935 wurde eine zweite Jugendkapelle gegründet, die sich aber, wie die erste, rasch wieder auflöste.
Nach dem Zweiten Weltkrieg bemühten sich die Musikdirektoren Otto Spranz und Bruno Viernickel (1951–1965) um einen systematischen Wiederaufbau der Stadtkapelle zum Städtischen Orchester. Im Oktober 1953 wurde die Jugendkapelle der Stadt Aalen ins Leben berufen, welche bis heute fort besteht. Ab 1965 übernahm Musikdirektor Henry Kaden (1965–1982) die Stabführung des Städtischen Orchesters und der Jugendkapelle Aalen. 
1983 übernahm Udo Lüdeking (1983–2011) als Musikdirektor der Stadt Aalen den Dirigentenstab des Orchesters sowie der Jugendkapelle und gründete zur Nachwuchsförderung eine eigene Bläserschule. Von 2011 bis 2015 dirigierte Alfred Sutter das Orchester, von 2015 bis 2016 Ralf Eisler. Im Jahre 2016 übernahm Christoph Wegel die Leitung der Musikschule Aalen und damit auch des Orchesters.

### Bauwerke

#### Kirchen

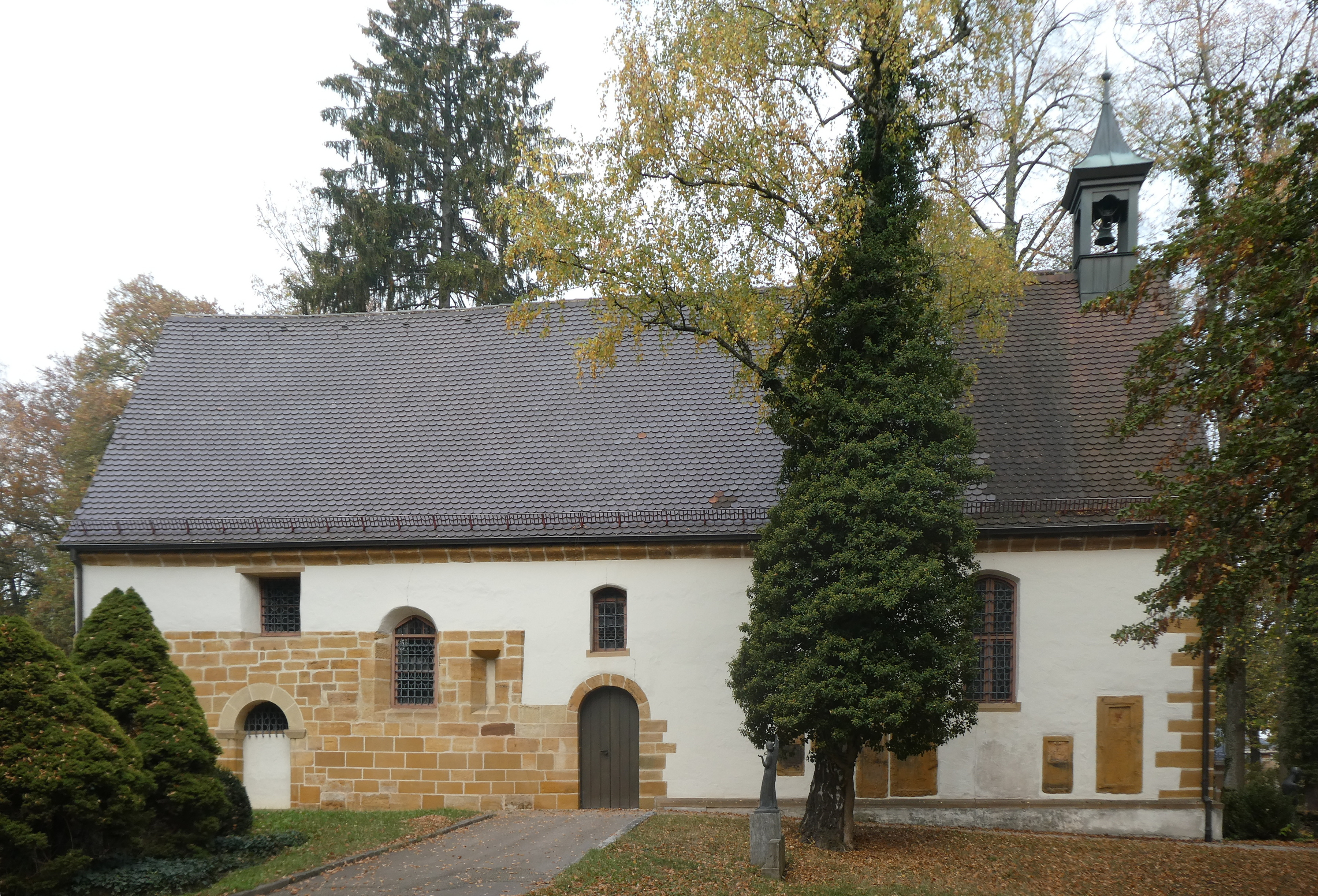
Johanneskirche

Die Innenstadt wird beherrscht von der evangelischen Stadtkirche St. Nikolaus im Herzen der Fußgängerzone. Die in heutiger Form von 1765 bis 1767 erbaute Kirche ist das einzige größere Gebäude des Spätbarocks in Aalen und die Hauptkirche der Evangelischen Kirchengemeinde Aalen.
Die Johanneskirche befindet sich im Johannisfriedhof im Westen der Innenstadt. Im Bauwerk wurden Steine eines römischen Tempels verwendet; es zählt zu den ältesten Kirchen Baden-Württembergs. Im Inneren befinden sich Fresken aus dem frühen 13. Jahrhundert.
Weitere Kirchen in Aalen:

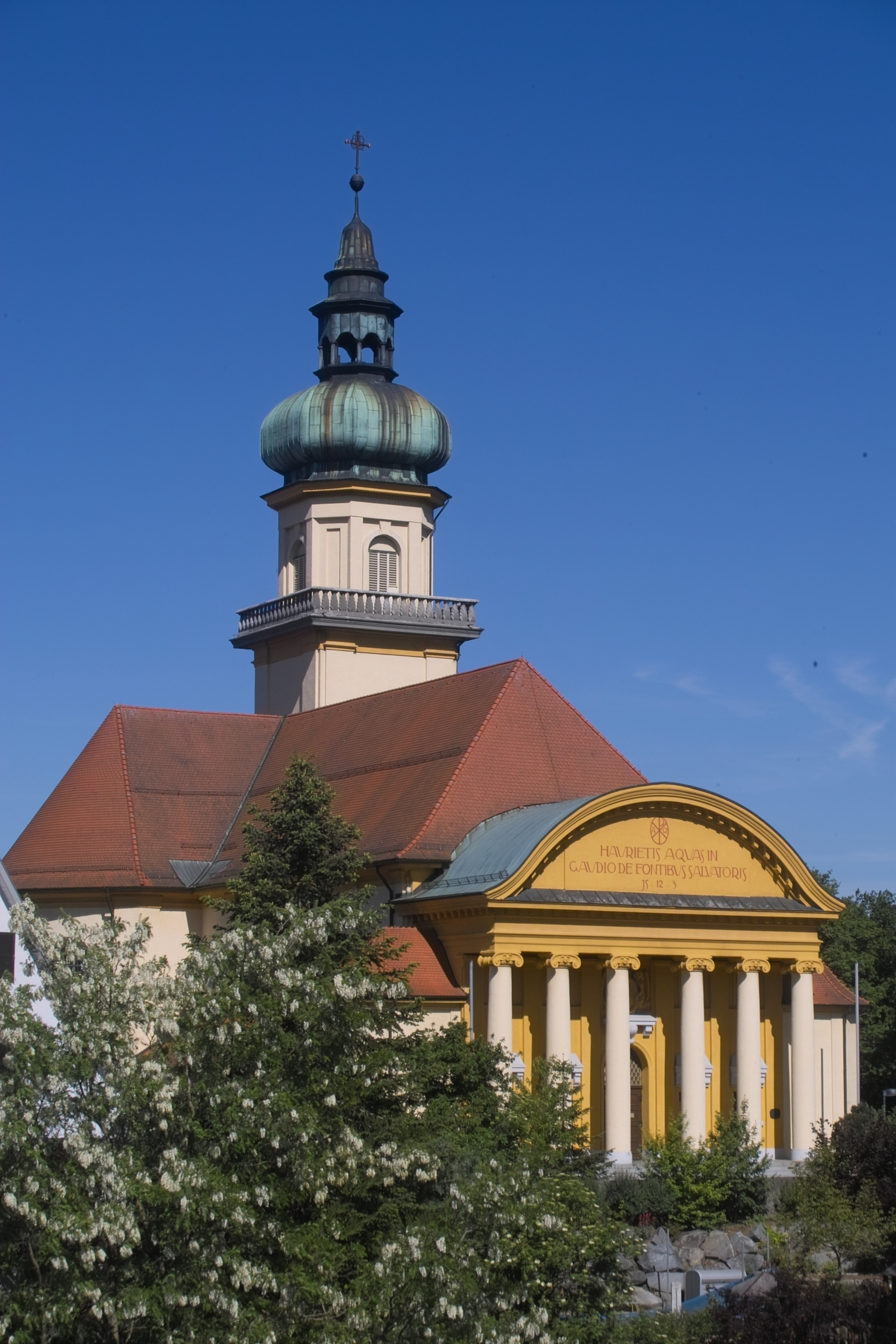
Salvatorkirche
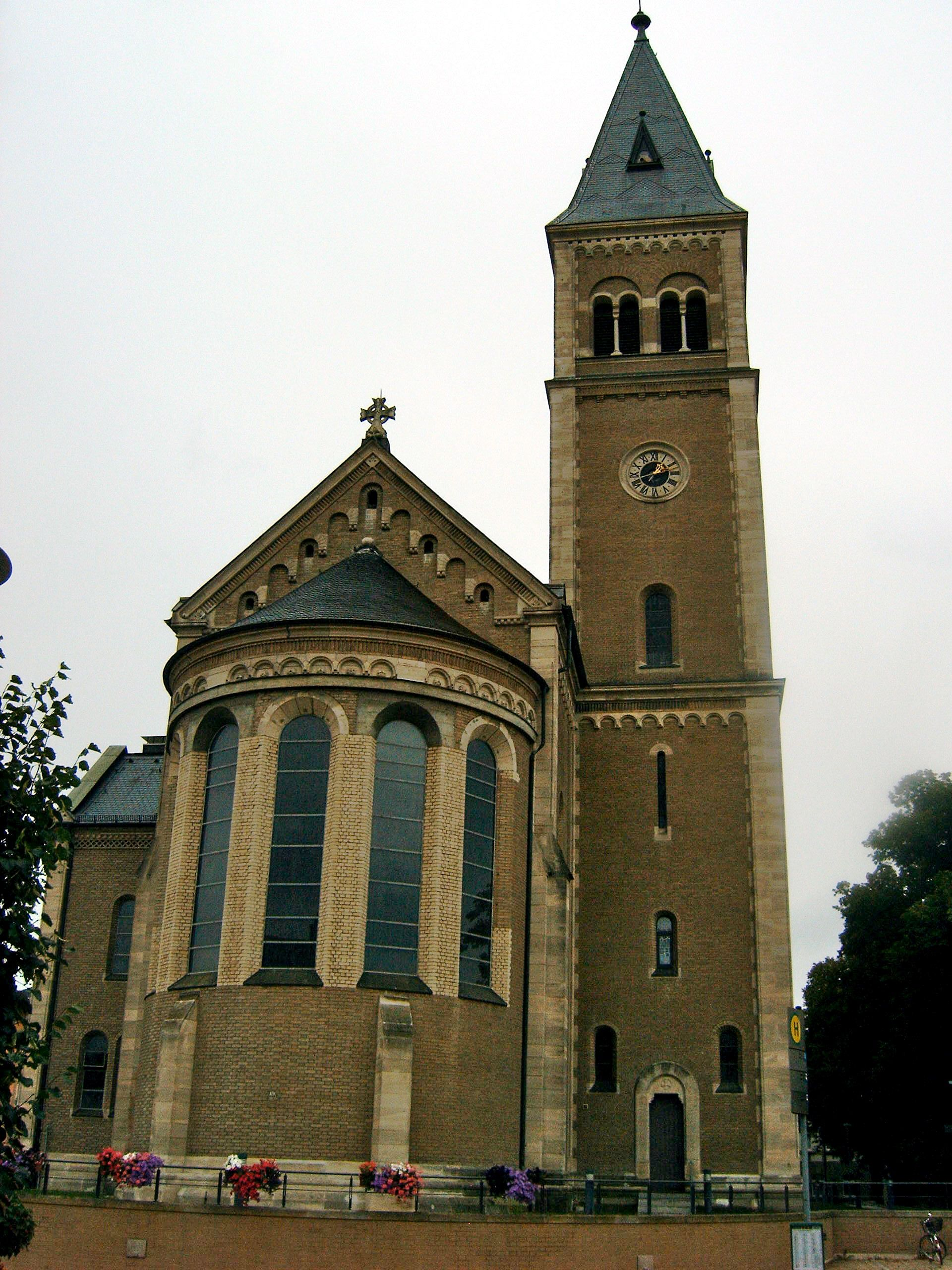
St. Stephanus (Wasseralfingen)
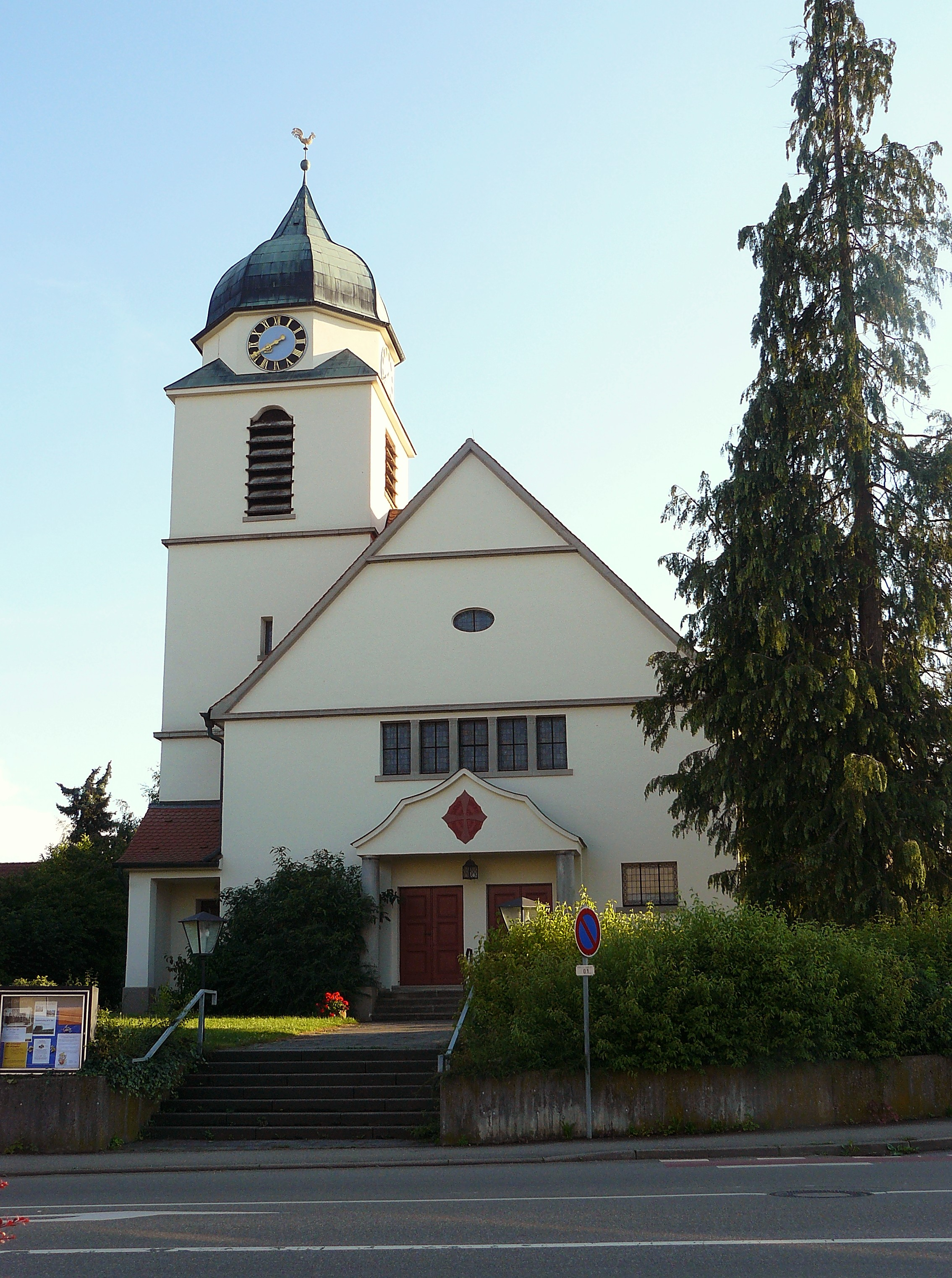
Christuskirche (Unterrombach)

→ siehe auch Abschnitt Religionen

#### Historisches Rathaus mit „Spion“

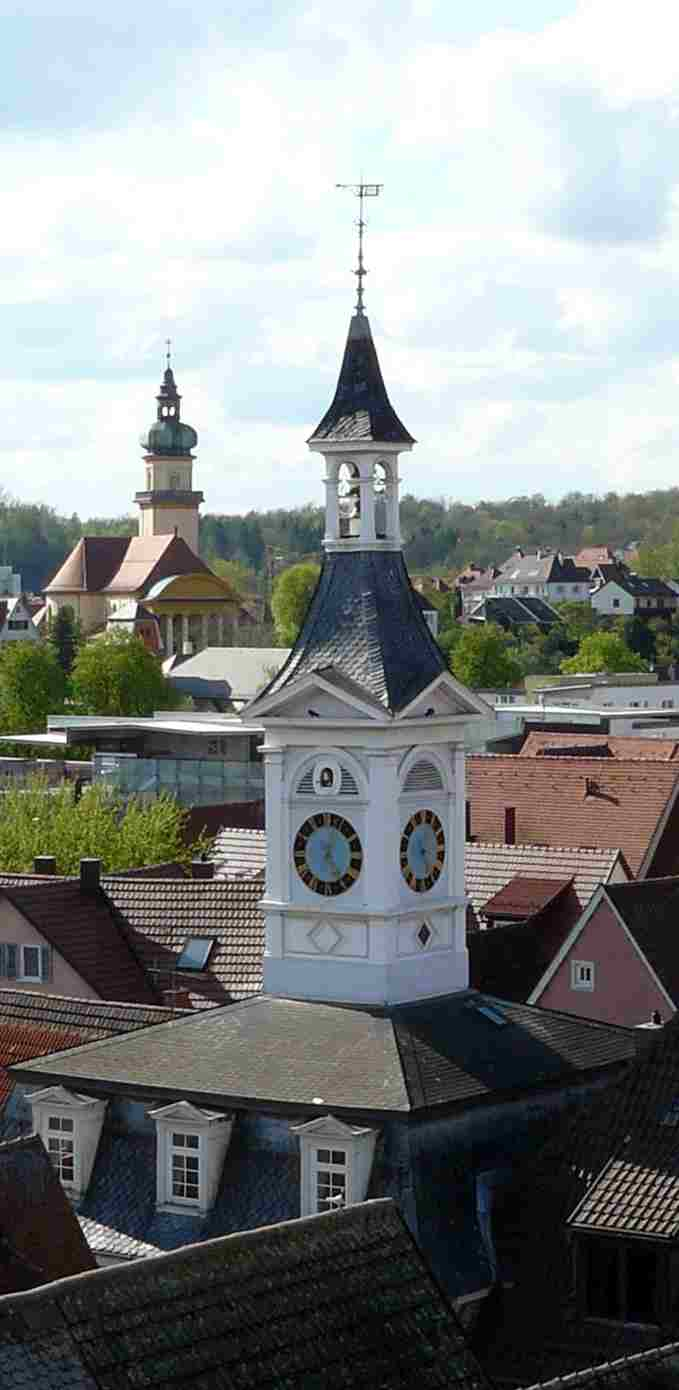
„Spionturm“

Das Historische Rathaus wurde ursprünglich im 14. Jahrhundert erbaut. Nach dem Stadtbrand von 1634 wurde es ab 1636 neu errichtet, hierzu kaufte die Stadt in Lauterburg eine Uhr, zu der die Reichsstadt Nürnberg ein Spielwerk stiftete. Dieses enthielt den Spion von Aalen und weitere Figuren, aber seit einem weiteren Brand 1884 ist nur noch die Relieffigur des Spions von Aalen erhalten. Dieser sitzt seitdem im wiedererrichteten Turm und hat sich zum Wahrzeichen der Stadt entwickelt. Das Gebäude diente der Stadt Aalen bis 1907 als Rathaus. Seit 1977 ist das Geologisch-Paläontologische Museum im Historischen Rathaus untergebracht.
Einer Sage nach verdanken es die Bürger der Stadt dem Spion von Aalen, dass sie einst von der Zerstörung durch das Heer des Kaisers verschont wurden:
Die Reichsstadt Aalen lag im Zwist mit dem Kaiser, und dessen Heer stand kurz vor den Toren der Stadt, um diese einzunehmen. Die Aalener bekamen es mit der Angst zu tun und schickten deshalb den Pfiffigsten ins feindliche Lager, um die Stärke der Truppen auszukundschaften. Dieser aber ging ohne Umschweife geradewegs mitten in das Lager des Feindes hinein, wo er zwangsläufig sofort gefangen genommen und dem Kaiser vorgeführt wurde. Als dieser ihn fragte, was er denn hier zu suchen habe, antwortete er: „Erschrecket net, ihr hohe Herra, i will bloß gucka, wie viel Kanone ond anders Kriegszeug ihr hent. I ben nämlich der Spion von Aale“ (freie Übersetzung: Erschreckt nicht, ihr hohen Herren, ich würde nur gerne schauen, wie viele Kanonen und sonstiges Kriegsmaterial ihr habt. Ich bin nämlich der Spion von Aalen). Der Kaiser lachte über so viel Unverfrorenheit und gespielte Einfalt, ließ ihn durch das ganze Lager führen und schickte ihn dann wieder nach Hause. Bald darauf zog er mit seinem Heer ab; denn er meinte, eine Stadt, in der solche Schlaumeier wohnten, habe Schonung verdient.

#### Altes Rathaus
Das Alte Rathaus wurde erstmals 1575 urkundlich erwähnt. An seiner Außenwand befindet sich das älteste bekannte Wappen der Stadt Aalen von 1664. Bis 1851 befand sich im Gebäude das Hotel Krone-Post, das zugleich eine Station der Thurn-und-Taxis-Post war. Es ging durch die Aufnahme prominenter Personen in die Geschichte ein; so erinnert das mit einem N bemalte sogenannte Napoleonfenster an den Aufenthalt des französischen Kaisers Napoleon Bonaparte im Jahre 1805, der sich an diesem Fenster einer Legende nach den Kopf blutig gestoßen haben soll, als er vom Lärm aufgeschreckt wurde, mit dem sich seine Soldaten über den Spion von Aalen lustig machten. Von 1907 bis 1975 diente das Gebäude als Rathaus der Stadt Aalen. Heute befinden sich in dem Gebäude die Galerie des Kunstverein Aalen, die Studiobühne des Theaters der Stadt Aalen und ein Kleinkunstcafé. Die Gemeinschaft Wischauer Sprachinsel, für die die Stadt die Patenschaft übernommen hat, bewahrt in den Räumen ihre Trachten auf.

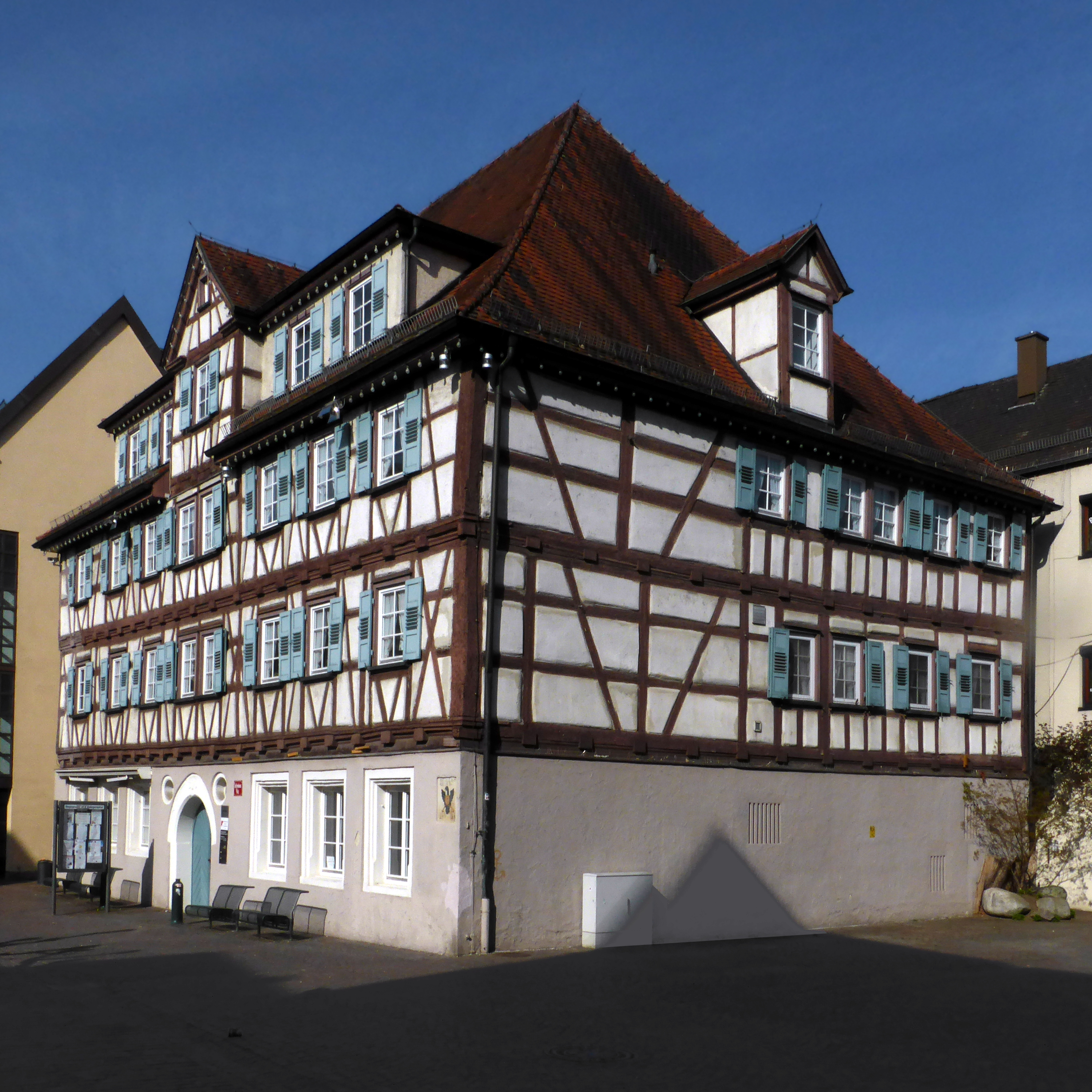
Bürgerspital

#### Bürgerspital
Das Bürgerspital ist ein Fachwerkhaus, das 1702 am Spritzenhausplatz erbaut wurde. Bis 1873 diente es als städtisches Krankenhaus. Danach wurde es in ein Altersheim umgewandelt. Nach einer umfassenden Restaurierung ist es seit 1980 eine Seniorenbegegnungsstätte.

#### Limes-Thermen
Auf einem Hang des Berges Langert südlich der Stadt befindet sich das Thermalbad Limes-Thermen, das in römisch-antikem Stil gebaut und 1985 eröffnet wurde. Die anerkannte Heilquelle wird mit 34 bis 36 °C warmem Wasser aus etwa 650 Metern Tiefe versorgt.

#### Marktplatz
Der Marktplatz ist der historische Mittelpunkt Aalens und zieht sich über rund 150 Meter vom Rathaus im Süden bis zum Historischen und zum Alten Rathaus im Norden hin und mündet dort in die Radgasse. Seit 1809 findet dort mittwochs und samstags der Wochenmarkt statt. Etwa 10 Meter vor dem Reichsstädter Brunnen am Rathaus sind die Wappen Aalens, der Partnerstädte und das der Wischauer Sprachinsel im Boden als Mosaik gepflastert.

##### Marktbrunnen

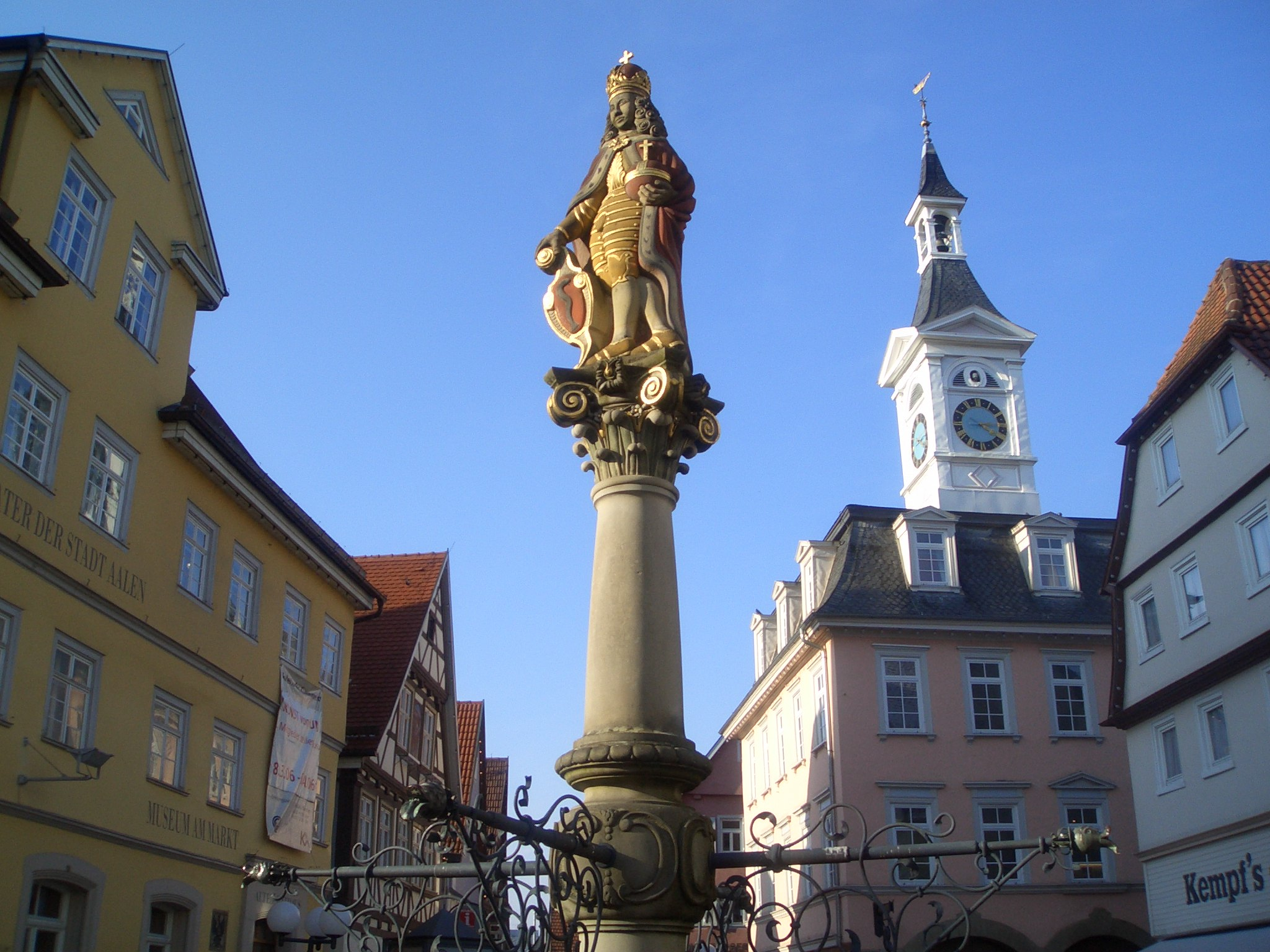
Statue von Joseph I. am Marktbrunnen

1705 wurde am nördlichen Ende des Marktplatzes vor dem Historischen Rathaus ein Brunnenkasten für die Wasserversorgung der Stadt Aalen als Geschenk des Herzogs Eberhard Ludwig von Württemberg errichtet. Der Brunnen trug eine Statue des Kaisers Joseph I., der 1705 inthronisiert wurde und 1707 die Privilegien Aalens als Reichsstadt erneuerte, und wurde durch Deichel gespeist. Zur Abwasserentsorgung dienten vom Kocher abgezweigte Stadtbäche. Als zu Beginn der 1870er Jahre das Aalener Wasserleitungsnetz ausgebaut wurde, wurde der Brunnen durch einen etwa 100 Meter entfernten kleineren Laufbrunnen ersetzt. 1979 wurde der alte Marktbrunnen im Stile des Barocks wiedererrichtet. Er trägt eine Kopie der Kaiserstatue, deren Original im Foyer des neuen Rathauses ausgestellt ist. Die gusseisernen Brunnenplatten zeigen das Wappen des Herzogtums Württemberg von 1718, das Aalener Stadtwappen und die Wappen der eingemeindeten Orte.

##### Neues Rathaus

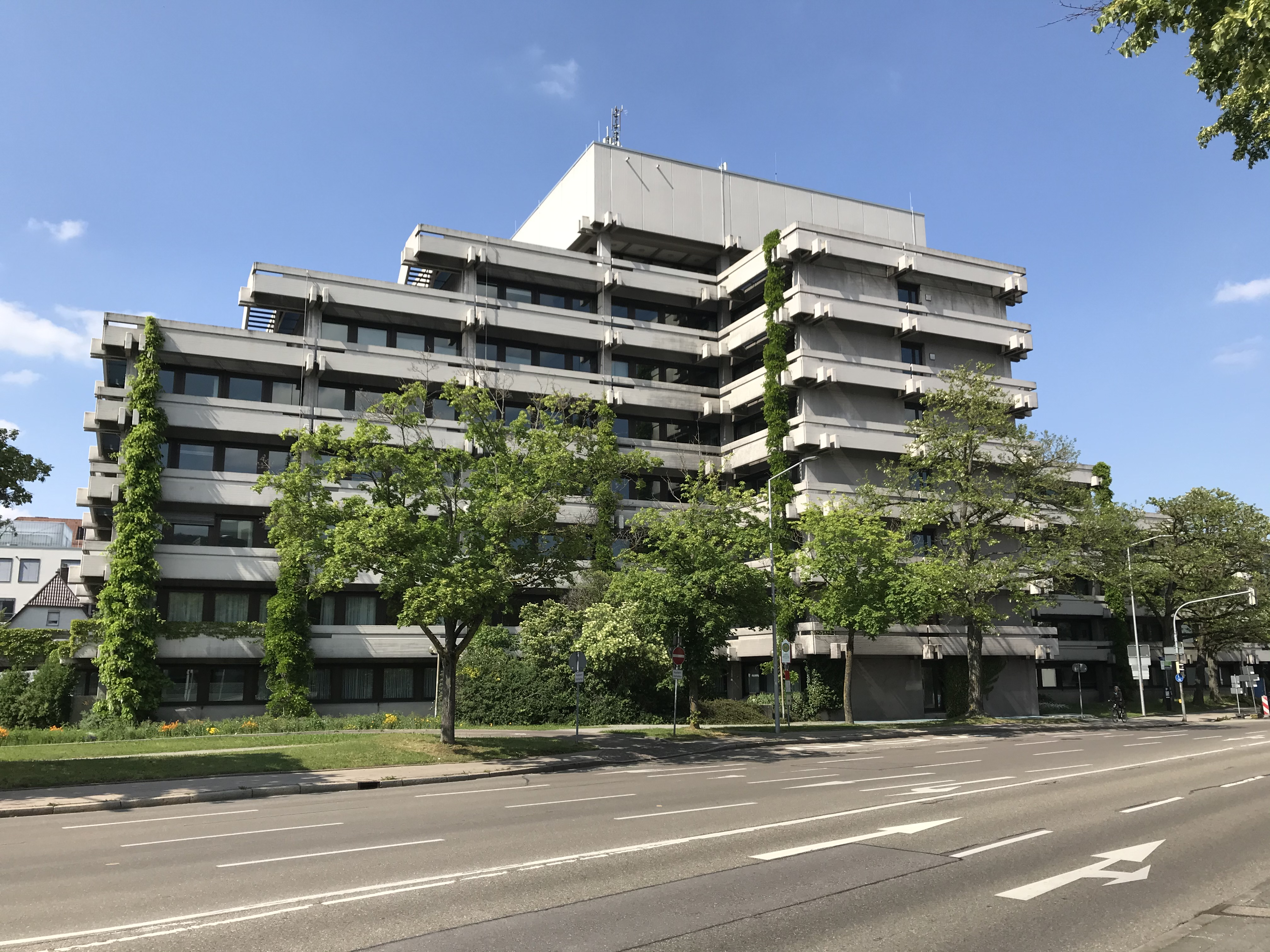
Neues Rathaus aus südlicher Richtung

Das vom Reutlinger Architekt Helmut Schaber entworfene Neue Rathaus am südlichen Ende des Marktplatzes wurde 1975 nach zweijähriger Bauzeit fertiggestellt. Es ist ein spätes Beispiel für den Architekturstil des Brutalismus. Dem 23 Millionen DM teuren Bauwerk waren eine mehrere Jahre anhaltende Debatte im Gemeinderat und ein Wettbewerbsverfahren vorausgegangen, bei dem Schaber im Jahre 1968 den Zuschlag erhielt. Die 1866 erbaute Alte Gewerbeschule wurde zu Gunsten des Rathausneubaus abgerissen.

##### Reichsstädter Brunnen

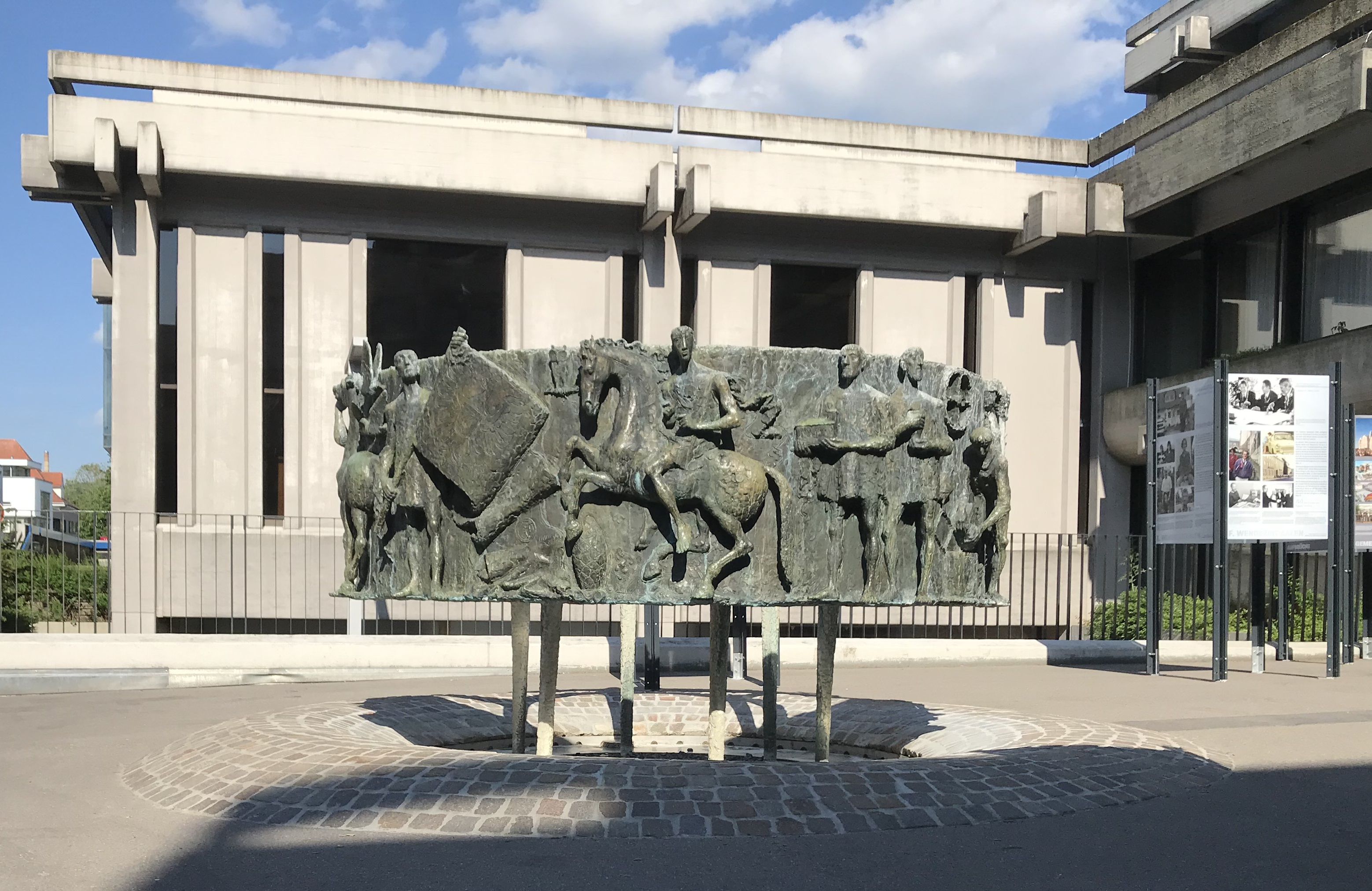
Reichsstädter Brunnen von Fritz Nuss (1977)

Der Reichsstädter Brunnen vor dem Neuen Rathaus wurde 1977 vom Bildhauer Fritz Nuss geschaffen und soll an die Zeit erinnern, als Aalen Reichsstadt war (1360–1803). Auf dem umlaufenden Brunnenfries symbolisieren Bronzefiguren die Stadtgeschichte.

#### Radgasse
Die älteste Hausfassade Aalens befindet sich in der Radgasse. Ursprünglich lag an dieser Stelle ein kleiner Weiher. Die Gebäude wurden zwischen 1659 und 1662 als für Aalen typische Ackerbürgerhäuser erbaut und in der Mitte der 1980er Jahre saniert. Nur die Fassaden sind original erhalten. Die Häuser selber sind neuen Datums. Namensgebend für die Radgasse war das Gasthaus Rad, das sich im Gebäude der heutigen Radgasse 15 befand.

#### Spitalstraße
Die ältesten Gebäude der Stadt stehen in der Spitalstraße. Es sind die einzigen Häuser, die den Stadtbrand 1634 überlebt haben. Sie stammen alle aus dem 14. Jahrhundert und sind in den 1970er Jahren renoviert und vom Putz befreit worden, um das Fachwerk der Öffentlichkeit zu präsentieren. Interessant sind die Holzbalken, die heute noch die Einkerbungen tragen, damit der Putz besser hielt.

#### Tiefer Stollen

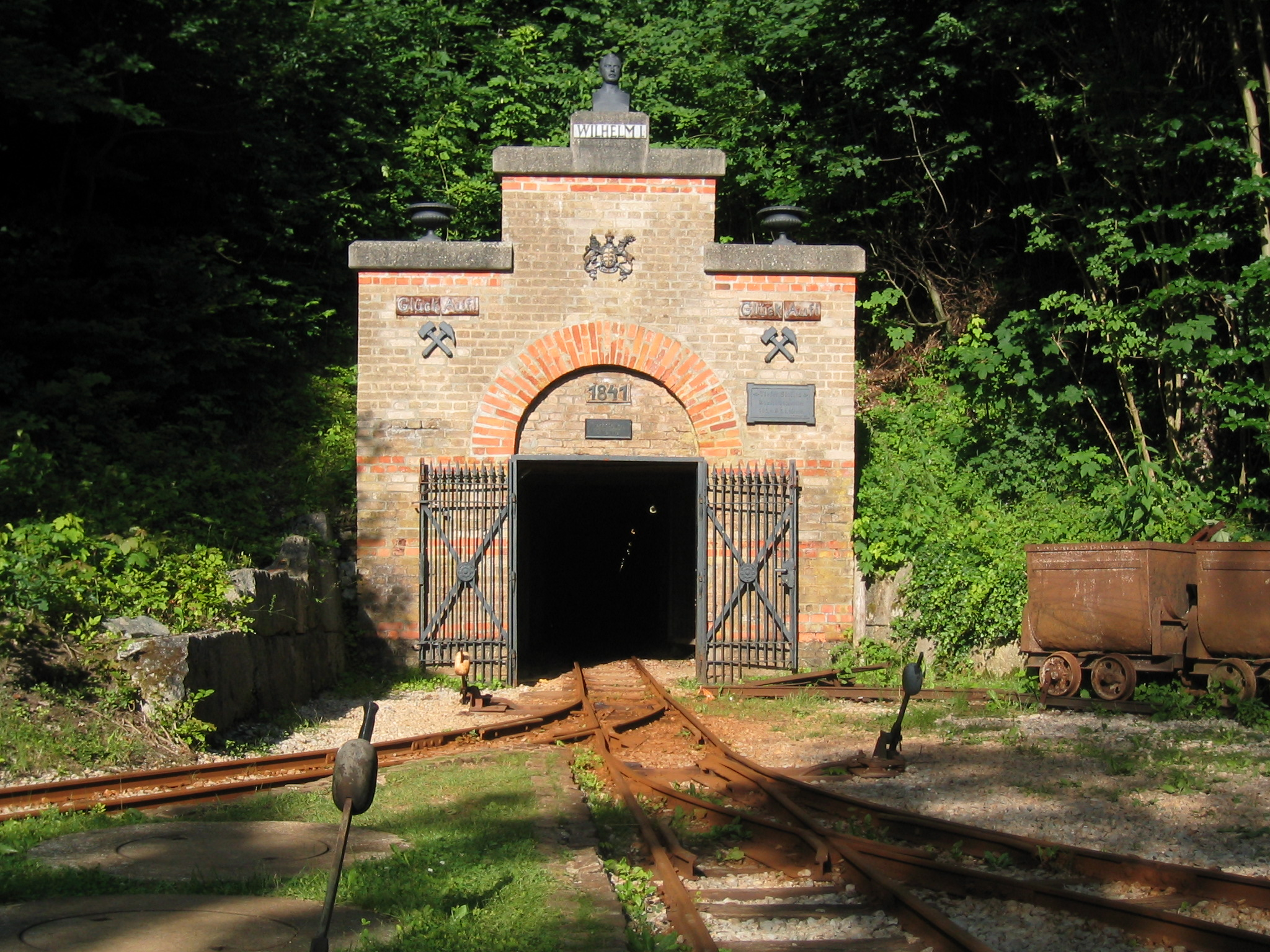
Besucherbergwerk Tiefer Stollen

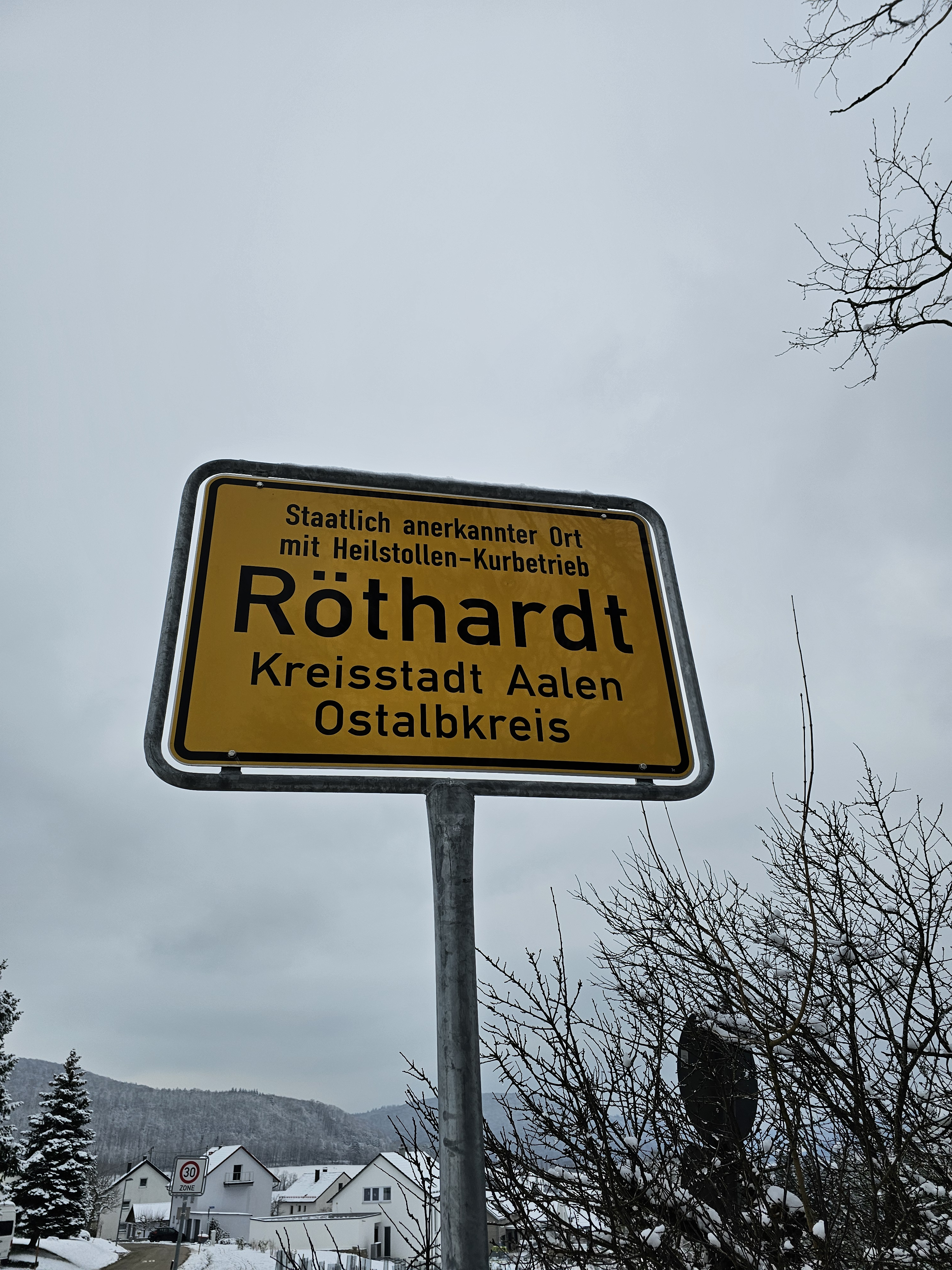
Ortsschild von Aalen - Röthardt „Staatlich anerkannter Ort mit Heilstollen - Kurbetrieb“

Die ehemalige Eisenerzgrube Wilhelm am Braunenberg wurde 1987 in das Besucherbergwerk Tiefer Stollen umgewandelt, um die Leistung der damaligen Bergleute zu würdigen und das Bergwerk als Denkmal der frühen industriellen Kultur im Aalener Raum zu erhalten. Die Stadt Aalen, ein Förderverein und viele Bürger richteten in tausenden von freiwilligen Arbeitsstunden das Bergwerk wieder so her, dass es besucht werden kann. Dabei wurde alles so weit wie möglich im Originalzustand belassen. Seit 1989 werden im so genannten Heilstollen zur Behandlung von Atemwegserkrankungen auch Liegekuren angeboten. Der Ortsteil Röthardt, in dem der Stollen liegt, bekam dafür 2004 das Prädikat Ort mit Heilstollenkurbetrieb zuerkannt. Am Tiefen Stollen beginnt der Wasseralfinger Bergbaupfad des Geopark Schwäbische Alb.

#### Sternwarte Aalen
Die Sternwarte Aalen wurde 1969 als Schulsternwarte des Schubart-Gymnasiums gebaut. 2001 wurde sie zur Volkssternwarte umfunktioniert und wird seitdem von der Astronomischen Arbeitsgemeinschaft Aalen geleitet. Sie steht auf der Schillerhöhe und verfügt über zwei Fernrohre der Firma Zeiss, die in Aalen ein Werk hat. Es finden regelmäßig Führungen und astronomische Vorträge statt.

#### Windpark Waldhausen
Der Windpark im Stadtbezirk Waldhausen wurde Anfang 2007 fertiggestellt. Er besteht aus sieben Windrädern mit einer Nennleistung von je 2000 kW mit der jeweiligen Nabenhöhe von 100 und dem Rotordurchmesser von 92 Metern.

#### Aalbäumle

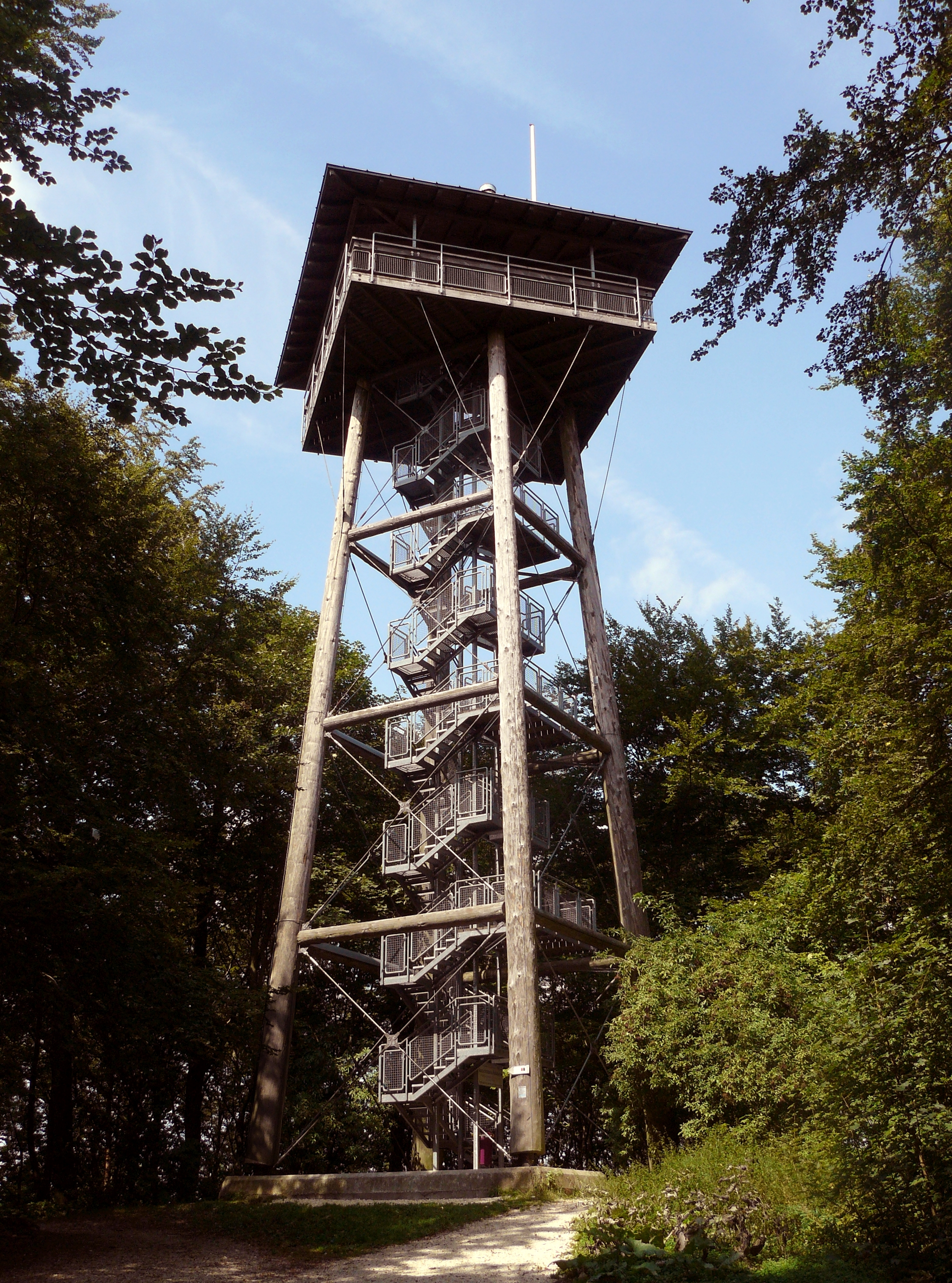
„Aalbäumle“

Auf dem südlich von Aalen gelegenen Berg Langert steht der 26 m hohe Aussichtsturm Aalbäumle, ein beliebtes Wanderziel. Nachdem 1898 der erste Turm mit einer Höhe von 10 m errichtet worden war, folgte 1964 ein zweiter Turm mit einer Höhe von 18,5 m. Der heutige dritte Turm wurde 1992 als Stahl/Holzkonstruktion errichtet und bietet bei gutem Wetter eine Sicht über Aalen und das Welland bis zum Rosenstein und Ellwangen. Unterhalb des Turmes befinden sich ein Abenteuerspielplatz und eine Hütte, deren Bewirtschaftung durch eine auf dem Turm gehisste Fahne signalisiert wird. Vom Waldparkplatz der Limes-Thermen erreicht man das Aalbäumle zu Fuß in etwa 20 Minuten.

### Denkmäler

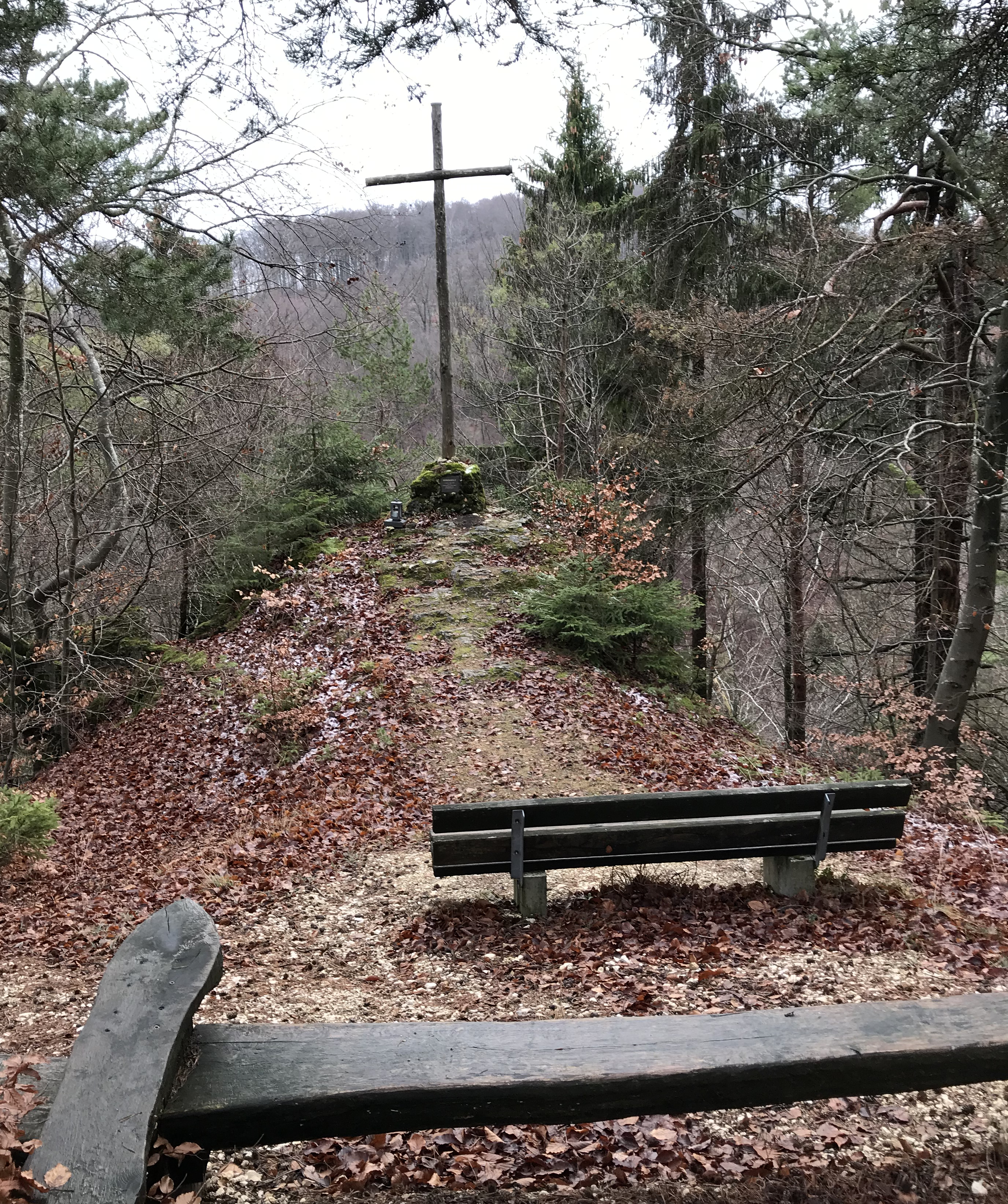
Bergkreuz von 1944 auf dem Dreikönigsfelsen bei Aalen-Unterkochen als Zeugnis des Widerstands

#### Naturdenkmäler
Die Landesanstalt für Umwelt, Messungen und Naturschutz Baden-Württemberg verzeichnet für Aalen neben sechs Landschaftsschutzgebieten (den Albtrauf zwischen Lautern und Aalen mit angrenzenden Gebieten, den Albtrauf zwischen Unterkochen und Baiershofen, das Hügelland um Hofen, das Kugeltal, Ebnater Tal, Teile des Heiligentals und angrenzende Gebiete, das Laubachtal und das Untere Leintal mit Nebentälern), zwei Schonwäldern (Glashütte und Kocherursprung), 65 flächenhaften Naturdenkmälern und 30 Naturdenkmälern als Einzelgebilde zwei Naturschutzgebiete:
Das 24,1 Hektar große Naturschutzgebiet Dellenhäule zwischen Aalen und Neresheim, das 1969 ausgewiesen wurde und zwischen dem Ortsteil Waldhausen und dem Neresheimer Stadtteil Elchingen liegt, ist eine Schafweide mit Wacholder und Hudewald mit alten Weideeichen.
Das 46,5 Hektar große Naturschutzgebiet Goldshöfer Sande wurde 2000 ausgewiesen und liegt zwischen dem Ortsteil Hofen und der Gemeinde Hüttlingen. Die auf einem Hügel liegenden Sande aus dem Altpleistozän sind ein bedeutendes Dokument der Erdgeschichte; die verschiedenen Gehölzstrukturen bieten stark gefährdeten Vogelarten Lebensraum.
Siehe auch: Liste der Naturdenkmale in Aalen

#### Bergkreuz als Zeichen des Widerstands (1944)
Auf dem Dreikönigsfelsen westlich oberhalb von Unterkochen steht ein hölzernes Bergkreuz, dessen Original am 1. Juli 1944 von der katholischen Jugend Aalen zum Zeichen des Widerstands gegen den Nationalsozialismus errichtet wurde. Der auch „Schwabenliesel“ genannte Felsen steht mitten im Wald und ist vom Tal aus nicht einsehbar. Mittlerweile handelt es sich um das vierte Holzkreuz aus dem Jahr 2000.

#### Stolpersteine (2018)
Am 21. Februar 2018 verlegte Gunter Demnig acht Stolpersteine in Aalen, um der Bürger, die in der Zeit des Dritten Reiches deportiert, ermordet oder vertrieben wurden, zu gedenken.

#### AArthaus – Fassade der Stadtgeschichte (2020)

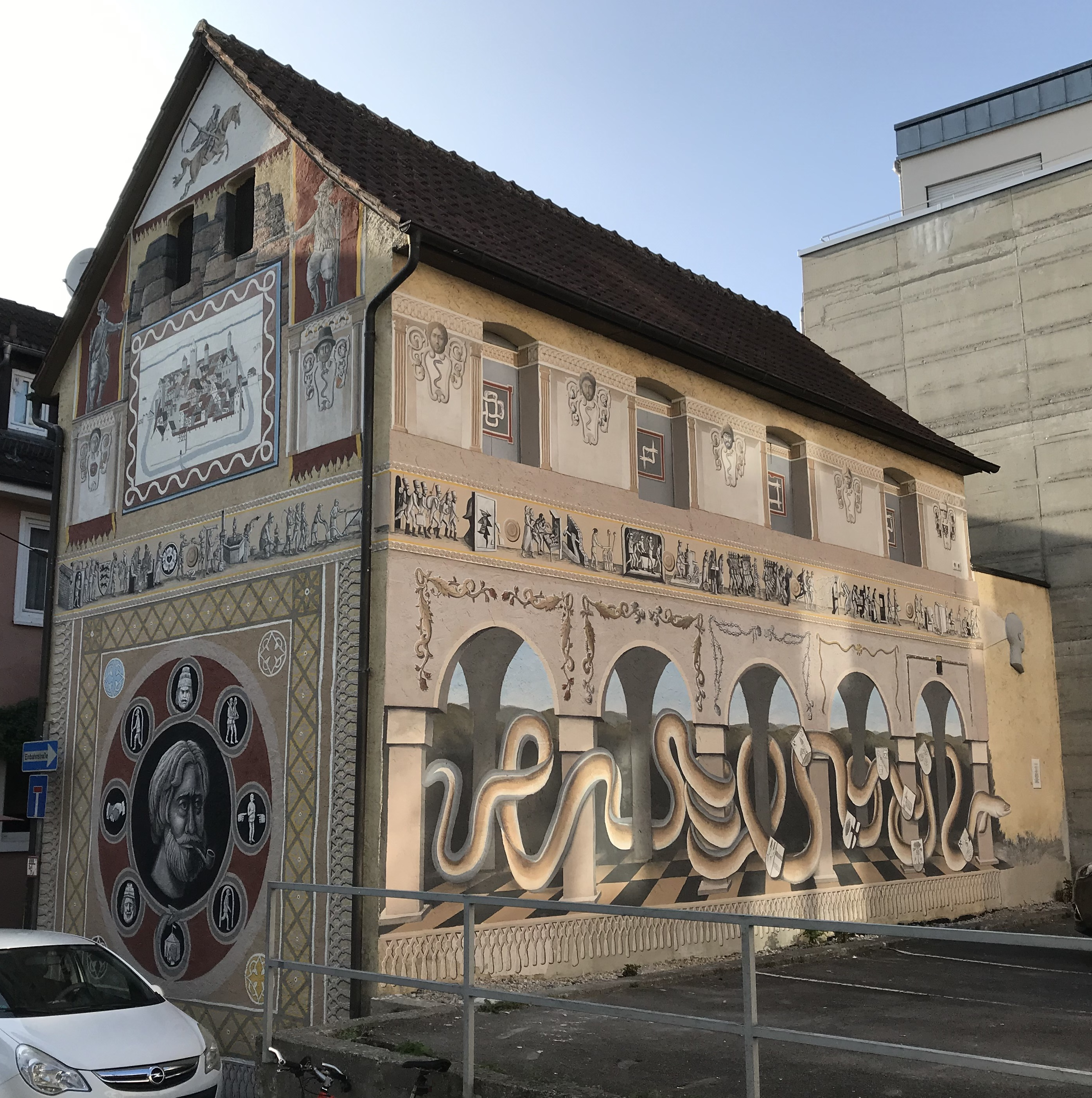
Ost- und Südfassade des AArthaus in der Rittergasse 1

Das AArthaus ist ein um 1870 erbautes leerstehendes Lagerhaus in der Rittergasse 1, dessen Fassade im Jahr 2020 innerhalb von zweieinhalb Monaten durch das Kollektiv K auf einer Fläche von 240 Quadratmetern mit Wandgemälden, Mosaiken und Reliefs gestaltet wurde. Der Name „AArthaus“ ist eine Wortkomposition aus „AA“ für Aalen, „Art“ (engl. Kunst) und „Haus“. Zu sehen ist die Geschichte der Stadt Aalen als Bordüre um drei Seiten der Fassade, die mit Strahlen aus dem Auge eines Anonymen an der Nordfassade beginnt und im Hinterkopf eines baugleichen Kopfes an der Ostfassade endet. Die Zeitlinie beginnt in der Steinzeit und endet mit den zweitausendzwanziger Jahren. Auf der Bordüre sind 149 Frauen und Männer abgebildet. Über und unter der Bordüre finden sich passend zu der auf dem Band dargestellten Epoche herausgegriffene Details. Ein wiederkehrendes Element des Kunstwerkes ist der Aal, das Wappentier der Stadt.
Auf der Westfassade ist ein der Bronzezeit nachempfundenes Kunstwerk zu sehen, mit dem die Bordüre beginnt. Die Kelten sind mit einer Tierdarstellung berücksichtigt und die Alamannen mit einer Brosche. Darüber umrahmen zwei gegossene Pferdeköpfe das aus 5000 Steinen zusammengesetzte Mosaik des Aalener Römerkastells. In dem darumliegenden Mäanderband stehen die Buchstaben S.P.Q.R., das Hoheitszeichen des antiken Rom. Das Tor ist mit einem Alamannen und einem Römer beim Schachspiel bemalt. Die Münzen in der linken und rechten unteren Ecke zeigen das Profil von zwei Unterstützern des Projekts. Über der Eingangstür ist ein von innen auf Glas gemalter Aal in Form einer Acht.
Auf der Südfassade beginnt die Bordüre mit dem Bau von Stadtmauer und -toren, gefolgt von den Staufern mit dem Dreilöwenwappen, weiter rechts der Einsturz des Kirchturmes der Stadtkirche im Jahre 1765. Darüber halten zwei Musketiere Fackeln in der Hand, in der Mitte türmen sich Pulverfässer, darüber ein Sensenmann auf einem Pferd. Durch die Sprengung zweier Pulverwagen kam es im Dreißigjährigen Krieg zum Stadtbrand 1634. Dieser ist auf einem Mosaik dargestellt, das aus über 15000 Steinen zusammengesetzt ist, die im Keller des benachbarten „Cafe Wunderlich“ gefunden wurden. Das historische Aalen basiert auf der ältesten bekannten Stadtansicht aus dem Jahr 1528. In einer Rotunde ist der Aalener Spion dargestellt. Seine Geschichte wird im Uhrzeigersinn erzählt. Der schwarze Hintergrund besteht aus Asche des Stadtbrandes, die bei Fundamentgrabungen bei der Renovierung eines nahegelegenen Gebäudes als dünne Schicht im Lehm entdeckt wurde.
Die Ostfassade beginnt in der Bordüre mit der französischen Besetzung und einer Anspielung auf das „Napoleonfenster“. Weitere Themen sind der Abbruch der Stadtmauer und die letzte Hinrichtung auf dem Galgenberg. Ein Lehrerehepaar wurde 1821 wegen Giftmordes zum Tode verurteilt und enthauptet. Die Köpfe wurden aufgespießt. Es folgen der Umbau des alten Rathauses, der Eisenerzabbau und die Industrialisierung, die zwei Weltkriege und die US-Besatzung. Am Ende sind der wirtschaftliche Aufschwung und die Digitalisierung abgebildet. Über der Bordüre sind fünf ähnliche Ornamente, die einem am Schubart-Gymnasium Aalen hängenden Relief nachempfunden sind. Entsprechend der Zeit tragen sie unterschiedliche Früchte: Eisenerz, Bomben, goldene Eier, Smartphones und das aktuelle Wappen der Stadt. Außerdem finden sich ganz oben rechts ein Power-Button und ein Menü-Button eines iPhones, ein Ladekabel und zwei Steckdosen. In dem Säulengang unter dem Band ist im Hintergrund eine regionaltypische Landschaft zu sehen. Die Rundbögen beziehen sich auf das Stabsgebäude des Reiterkastells auf der Westfassade. Der Boden des Säulengangs ist dem „Café Wunderlich“ nachempfunden. Um die Säulen schlängelt sich ein Aal, auf dem die Wappen der Aalener Stadtteile zu sehen sind. Über den Säulen hängen fünf den Epochen des Bandes angepasste Girlanden.

### Sport

#### Fußball

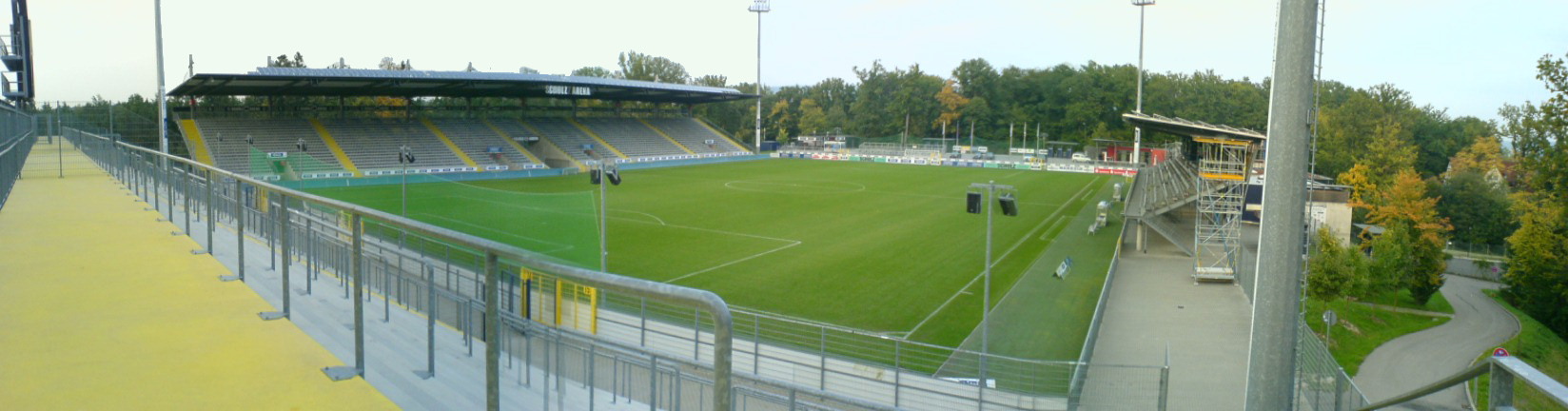
Ostalb Arena

Die Fußballmannschaft des 1921 gegründeten VfR Aalen spielte zwischen 2012 und 2015 drei Spielzeiten in der 2. Fußball-Bundesliga und in der Saison 2024/25 in der fünftklassigen Baden-Württemberg. Von 1939 bis 1945 spielte der VfR in der Gauliga, der damals höchsten deutschen Spielklasse. Die Spielstätte der Mannschaft ist die im Westen der Stadt gelegene Centus Arena, die sich im Besitz der Stadt Aalen befindet und daher auch bis 2008 Städtisches Waldstadion Aalen hieß.

#### Ringen
In der Ringer-Bundesliga kämpft der KSV Aalen, der 2005 aus der KSV Germania Aalen hervorging, und 2010 Deutscher Meister im Mannschaftsringen wurde. Zuvor war er als Germania seit 1976 insgesamt achtmal Deutscher Meister und fünfmal Vizemeister. Ein weiterer Aalener Verein, der TSV Dewangen, kämpfte bis 2009 ebenfalls in der Ringer-Bundesliga.

#### American Football und Baseball
Zwei amerikanische Sportarten, American Football und Baseball, werden u.a bei der Aalener Sportallianz angeboten. Auch Volleyball spielt in Aalen seit Jahren eine wichtige Rolle. Die erste Herrenmannschaft der Aalener Sportallianz kämpft nach dem Abstieg aus der 3. Liga in der Saison 2022/23 um den Wiederaufstieg.

#### Ski
An dem südlich des Stadtzentrums gelegenen Langert, dem Nordhang der Schwäbischen Alb, befinden sich die Ostalb-Skilifte. Das Skigebiet besteht aus zwei Schleppliften, von denen der eine 30 und der andere 130 Meter Höhenunterschied überwindet, einer 800 Meter und einer 1200 Meter langen Abfahrt sowie einer Anfänger-Abfahrt.

#### Hockey
In Aalen wird seit 1981 vereinsmäßig Hockey gespielt. Zunächst als Hockeyabteilung des VfR Aalen organisiert, spaltete sich der Aalener Hockeyverein 1991 vom VfR ab und wurde am 3. Februar 1992 als Hockeyclub Suebia Aalen e. V. neu gegründet.
Die Trainingsplätze befinden sich für die Feldsaison auf den städtischen Kunstrasenplätzen im Bürgle, während im Winter in der Ulrich-Pfeifle-Halle trainiert wird.
Nach den Aufstiegen 2009 und 2012 aus der jeweils 3. Verbandsliga spielen die Herren in der 2. Verbandsliga Baden-Württemberg; die 2. Herrenmannschaft des Vereins spielt in der 6. Verbandsliga. Die Aalener Damenmannschaft spielt derzeit (2012) wie die Herren in der 2. Verbandsliga. Neben diesen drei Teams gibt es noch zahlreiche erfolgreiche Kinder- und Jugendmannschaften, die hauptsächlich an landesweiten Turnieren teilnehmen.
Hervorzuheben ist das mittlerweile europaweit bekannte Aalener Internationale Hallenhockeyturnier, das zum 31. Mal im Herbst 2017 stattfand. Das Jubiläumsturnier 2011, mit dem die 25. Edition und gleichzeitig 30 Jahre Hockey in Aalen gefeiert wurde, konnte bei den Damen die Mannschaft aus Fürth und bei den Herren die Mannschaft aus Plzeň (Tschechien) für sich entscheiden.

#### Radsport
Im Stadtzentrum von Aalen wurde 2024 die Weltmeisterschaft im XCE CrossCountry-Eliminator ausgetragen.

### Regelmäßige Veranstaltungen

#### Reichsstädter Tage
Seit 1975 werden jährlich am zweiten Septemberwochenende die Reichsstädter Tage in der Innenstadt Aalens gefeiert. Sie gelten als das größte Stadtfest der Region Ostwürttemberg. und sind mit einem verkaufsoffenen Sonntag verbunden. Zu dem Stadtfest reisen auch Delegationen aus den Partnerstädten an. Auf dem Rathausvorplatz findet am Sonntag des Festes ein ökumenischer Gottesdienst statt.

#### Römertage
Die internationalen Römertage finden alle zwei Jahre auf dem Gelände des ehemaligen Römerkastells und heutigen Limesmuseums statt. Die 13. Römertage im Jahr 2023 wurden von rund 10.000 Gästen besucht.

#### Aalener Jazzfest
Das Aalener Jazzfest bringt jährlich in der zweiten Novemberwoche unbekannte und bekannte Künstler nach Aalen. Im Programm waren bereits Musiker wie Miles Davis, B. B. King, Ray Charles, David Murray, McCoy Tyner, Al Jarreau, Esbjörn Svensson oder Albert Mangelsdorff.

## Wirtschaft und Infrastruktur
2024 lebten in Aalen 34.745 sozialversicherungspflichtig angestellte Arbeitnehmer. Davon waren 12.409 (35,7 Prozent) im produzierenden Gewerbe beschäftigt. Die meisten Beschäftigten waren mit 58,2 % (22.326) in Handel, Verkehr und Gastgewerbe sowie im Dienstleistungsgewerbe beschäftigt. Außerdem pendelten 2023 täglich 19.870 Arbeitnehmer in die Stadt ein und 14.228 Arbeitnehmer aus.

### Unternehmen
In Aalen dominiert die Metallverarbeitung. Neben dem Maschinenbau sind die Industriezweige Optik, Papier, Informatik und Textil wichtige Träger der Wirtschaftsstruktur.
Bedeutende Unternehmen sind SHW und ihre Tochterunternehmen in der Kfz-, Bearbeitungstechnik- und Werkzeugmaschinenbranche, die Maschinenfabrik Alfing Kessler, der Werkzeughersteller MAPAL Dr. Kress, der Kettenhersteller RUD Ketten Rieger & Dietz, die Gesenkschmiede Schneider, die SDZ Druck und Medien, die Papierfabrik Palm, der Alarmsystemhersteller Telenot, die Papiergroßhandlung Karl-Heinz Geiger, das Telekommunikationsunternehmen sdt.net AG, der Lasershow-Dienstleister LOBO electronic sowie der Textilveredler Lindenfarb, die alle ihren Unternehmenssitz in Aalen haben. Eine Niederlassung in Aalen hat die im benachbarten Oberkochen ansässige Carl Zeiss AG. Die Firma Alkadur RobotSystems GmbH, Entwickler des Dönerfleischschneideroboters Der Gerät, hat ihren Sitz in Aalen. Seit 2023 ist das weltweit tätige IT- und Business-Consulting-Unternehmen CGI (Unternehmen) mit einer Niederlassung in Aalen vertreten.

### Medien
Als erste örtliche Zeitung erschien ab 1837 mittwochs und samstags Der Bote von Aalen. Aktuell erscheinen in Aalen als lokale Tageszeitungen die Schwäbische Post, die ihre überregionalen Seiten von der Südwest Presse in Ulm bezieht, sowie die Aalener Nachrichten (früher Aalener Volkszeitung), ein Kopfblatt der Schwäbischen Zeitung aus Ravensburg.
Zu den Aalen abdeckenden Stadtmagazinen zählen Xaver, åla und ålakultur.
Die Privatsender Radio Ton und Radio 7 sowie der Fernsehsender Regio TV Schwaben haben Studios in Aalen. Der öffentlich-rechtliche Südwestrundfunk unterhält in Aalen ein Korrespondenten-Büro mit Zuständigkeit für den gesamten Ostalbkreis.
In der Stadt ansässig sind die Lesezirkel Brabandt LZ plus Media GmbH und Lesezirkel Portal GmbH.

### Öffentliche Einrichtungen
Aalen verfügt über ein Amtsgericht, dem das Landgericht Ellwangen und das Oberlandesgericht Stuttgart übergeordnet sind, ferner über Kammern des Arbeitsgerichts Stuttgart, ein Finanzamt und eine Agentur für Arbeit. Die Stadt ist Sitz des Landratsamts Ostalbkreis, des Kirchenbezirks Aalen der Evangelischen Landeskirche in Württemberg und des neuen Dekanats Ostalb des Bistums Rottenburg-Stuttgart, das aus den alten Dekanaten Aalen, Ellwangen, Neresheim und Schwäbisch Gmünd besteht.
Für Aalen sind das Verwaltungsgericht Stuttgart, das Arbeitsgericht Stuttgart und das Sozialgericht Ulm zuständig.
Aalen besaß ein städtisches Krankenhaus, das bis 1873 im Bürgerspital untergebracht war, danach in einem Gebäude in der Alten Heidenheimer Straße. 1942 wurde das Krankenhaus vom Landkreis übernommen. Das Kreiskrankenhaus am heutigen Standort Kälblesrain, jetzt Ostalb-Klinikum, wurde 1955 in Betrieb genommen.
Das Stadtarchiv Aalen besteht seit 1950.

### Bildung

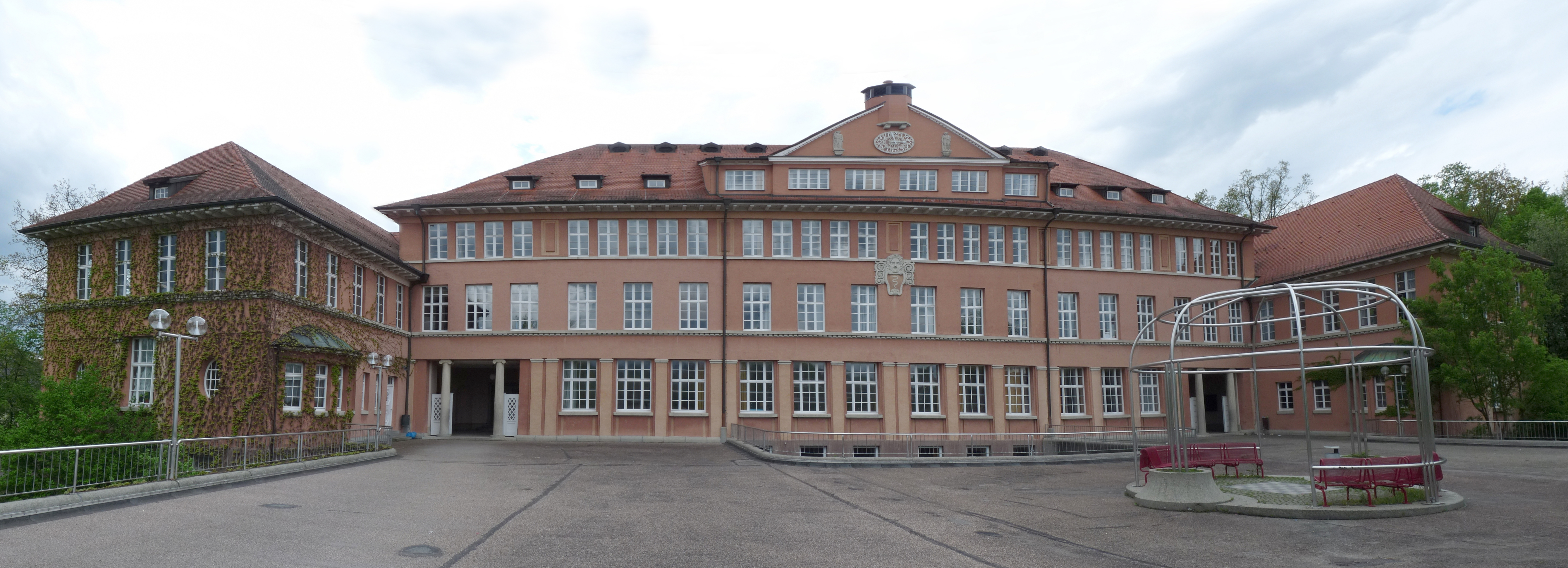
Schubart-Gymnasium

Eine Lateinschule wurde in Aalen erstmals 1447 erwähnt; sie wurde 1616 und später in verschiedenen Gebäuden neu eingerichtet, die alle in der Nähe der Stadtkirche lagen, und bestand bis ins 19. Jahrhundert. Mit der Reformation wurde parallel dazu eine Deutsche Schule als Vorläufer der späteren Volksschulen eingerichtet. 1860 wurde die Ritterschule als Volksschule für Mädchen gebaut; dort ist heute die Pestalozzischule untergebracht. Ein Neubau für die Lateinschule und die 1840 eingerichtete Realschule entstand 1866. Dieses später als Alte Gewerbeschule bekannte Gebäude wurde 1975 für den Rathaus-Neubau abgerissen. 1912 wurde die von Paul Bonatz entworfene Parkschule eingeweiht, das heutige Schubart-Gymnasium.

Logo der HS Aalen

Die größte Bildungseinrichtung der Stadt ist die Hochschule für Technik und Wirtschaft (früher: Fachhochschule), die 1962 gegründet wurde. Dort studieren derzeit über 4000 Studenten in fünf verschiedenen Fakultäten. Insgesamt werden derzeit an der Hochschule 60 Studiengänge angeboten. Seit dem 1. Oktober 2024 führt Aalen die offizielle Zusatzbezeichnung „Hochschulstadt“.
Die Stadt ist Träger von drei Gymnasien (Kopernikus-Gymnasium Wasseralfingen, Schubart-Gymnasium, und Theodor-Heuss-Gymnasium), zwei Realschulen (Realschule auf dem Galgenberg und Uhland-Realschule), zwei Sonderpädagogische Bildungs- und Beratungszentren (SBBZ, Weitbrechtschule und Hermann-Hesse-Schule), zwei Gemeinschaftsschulen (Gemeinschaftsschule Welland und Schillerschule), eine Grund- und Gemeinschaftsschule (Kocherburgschule), eine Grund-, Werkreal- und Gemeinschaftsschule (Karl-Kessler-Schule) sowie zehn Grundschulen (Gartenschule Ebnat, Grauleshofschule, Greutschule, Grundschule Waldhausen, Kappelbergschule Hofen, Langertschule, Rombachschule Unterrombach, Reinhard-von-Koenig-Schule, Braunenbergschule und Schwarzfeldschule Dewangen).
Der Ostalbkreis ist Schulträger der Beruflichen Schulen (Technische Schule, Kaufmännische Schule und Justus-von-Liebig-Schule – Hauswirtschaftliche und Landwirtschaftliche Schule) sowie der Schloss-Schule Wasseralfingen, Schule für Sprachbehinderte und Kranke mit längerer Krankenhausbehandlung.
Die privaten Schulen Abendgymnasium Ostwürttemberg, Abendrealschule Aalen, DAA Pflegeschule Aalen, Freie Waldorfschule Aalen e. V., die Bernd-Blindow-Schule sowie zwei Schulkindergärten runden das schulische Angebot ab. Zum einen die inklusive Kindertagesstätte Rosengarten für Kinder mit und ohne Behinderung der Konrad-Biesalski-Schule (Betrieb der Reha-Südwest Ostwürttemberg-Hohenlohe gGmbH) und zum anderen ein Schulkindergarten für Erziehungshilfe (des Aufwind e. V.).
Die Stadtbibliothek Aalen besteht aus einer Hauptstelle sowie drei Zweigstellen in Unterkochen, Fachsenfeld und Wasseralfingen. In den Räumen der Hauptstelle ist seit 1989 die Deutsche Esperanto-Bibliothek untergebracht.

### Fernseh- und Radioturm
Der Südwestrundfunk betreibt mit dem Sender Aalen auf dem Braunenberg seit 1956 einen Grundnetzsender für Radio und Fernsehen. Als Antennenträger dient ein freistehender, 140 Meter hoher Stahlbetonturm.

### Verkehr

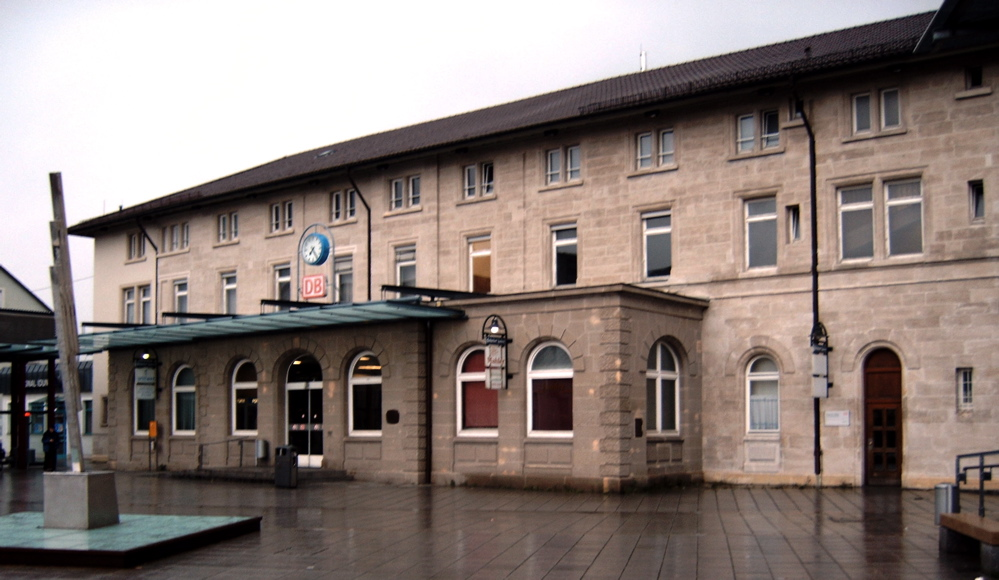
Hauptbahnhof Aalen

#### Bahn
Der Hauptbahnhof Aalen ist Knotenpunkt zwischen der Bahnstrecke Stuttgart-Bad Cannstatt–Nördlingen mit der Brenzbahn von Ulm und der Bahnstrecke Goldshöfe–Crailsheim von Crailsheim. Im Stadtgebiet liegen außerdem die Bahnhöfe Wasseralfingen und Goldshöfe sowie die Haltepunkte Hofen (b Aalen) und Unterkochen. Nicht mehr betrieben wird der Haltepunkt Aalen-Erlau im Süden. Bis 1972 bestand ferner mit der Härtsfeldbahn eine Verbindung über Neresheim nach Dillingen an der Donau.
Die im Zweistundentakt verkehrende Intercity-Linie 61 von Karlsruhe über Stuttgart nach Nürnberg schließt Aalen an den Schienenpersonenfernverkehr an. Im Regionalverkehr wird der Bahnhof Aalen von verschiedenen Regional-Express- und Regionalbahn-Linien bedient. Die Stadt betrieb außerdem die mittlerweile stillgelegte Städtische Industriebahn Aalen, die zwei Industriestammgleise umfasste und auf der kurz nach der Jahrtausendwende noch rund 250 Wagenladungen jährlich befördert werden.

#### Straße
Über die Anschlüsse Aalen/Westhausen und Aalen/Oberkochen gelangt man auf die A 7 (Würzburg–Füssen). Aalen ist über die Bundesstraßen B 19 (Würzburg–Ulm), B 29 (Waiblingen–Nördlingen) und B 290 (Tauberbischofsheim–Westhausen) an das Bundesstraßennetz angeschlossen.
Am 3. Dezember 2021 wurde die Nordumfahrung Ebnat eröffnet. Diese ist Teil des Autobahnzubringers (bisher L 1084) mit der Streckenführung Anschlussstelle Unterkochen (B 19) – Ebnat-West – Ebnat-Ost – Anschlussstelle Aalen / Oberkochen (A7) und wird zum 1. Januar 2022 zur B 29a umgewidmet. Die 1977/78 geschaffene Schwäbische Dichterstraße führt durch Aalen.
Die B 29 führt, teilweise zusammen mit der B 19, westlich der Stadt als zweistreifige Ortsumgehung vorbei. Aufgrund des hohen Verkehrsaufkommens zu Stoßzeiten, etwa im Berufsverkehr, ist die Strecke häufig stark überlastet, jedoch gibt es derzeit lediglich Bestrebungen zum Teilausbau.
Im Stadtgebiet führen mehrere Buslinien den öffentlichen Personennahverkehr durch. Das Busunternehmen Omnibus-Verkehr Aalen setzt seit 1966 auch Doppeldeckerbusse ein. Seit Dezember 2007 gilt in Aalen der Tarif des Verkehrsverbunds OstalbMobil, der damals den Tarif der Verkehrsgemeinschaft Aalen (VGA) ablöste. Letztere ist weiterhin für die Fahrplan-Koordination zwischen den verschiedenen Omnibusunternehmen im Altkreis Aalen zuständig.

#### Luftverkehr
Der internationale Flughafen Stuttgart in Leinfelden-Echterdingen ist rund 90 Kilometer entfernt, die Fahrtzeit mit der Bahn beträgt rund 100 Minuten. Der rund 15 km südöstlich Aalens gelegene Verkehrslandeplatz Aalen-Heidenheim/Elchingen und der Verkehrslandeplatz Heubach sind für kleine Flugzeuge zugelassen. In der Umgebung von Aalen befindet sich darüber hinaus der Sonderlandeplatz Bartholomä-Amalienhof.

#### Radverkehr
Durch Alltagsrouten aus dem Radnetz Baden-Württemberg ist Aalen 
- über Essingen, Mögglingen und Böbingen mit Schwäbisch Gmünd,
- über den Stadtteil Wasseralfingen und über Hüttlingen mit Ellwangen,
- über den Stadtteil Unterkochen und über Oberkochen und Königsbronn mit Heidenheim und
- über die Stadtteile Wasseralfingen, Hofen und Oberalfingen und über Westhausen, Lauchheim und Bopfingen Richtung Nördlingen verbunden.

Durch Aalen verlaufen verschiedene Landes-Radfernwege, über die Aalen an das deutsche Radfernwegenetz angeschlossen ist:
- Der Kocher-Jagst-Radweg ist ein Rundkurs entlang der beiden Flüsse Kocher und Jagst zwischen Bad Friedrichshall und einer Querverbindung zwischen den Tälern bei Aalen (Stadtteil Unterkochen) und Lauchheim.
- Der Remstal-Radweg[118] führt ab Aalen über Essingen und Schwäbisch Gmünd zur Mündung der Rems in den Neckar in Remseck und von dort weiter durch Fellbach und Kernen im Remstal nach Weinstadt.
- Der frühere  Hohenlohe-Ostalb-Weg wurde gemeinsam mit dem Alb-Neckar-Radweg durch den Württemberger Tälerradweg abgelöst. Er führt von Crailsheim über Aalen, Heidenheim und Giengen nach Ulm und weiter über Göppingen nach Schwäbisch Gmünd.

Bis vor einigen Jahren führte auch der Schwäbische-Alb-Radweg durch Aalen, der vom Bodensee nach Nördlingen führte. Er wurde aber unter anderem zwischen Lauterstein und Bopfingen verlegt und führt jetzt durch Heidenheim; außerdem wurde er nach Donauwörth verlängert.
Als weiterer Radfernweg folgt der Deutsche Limes-Radweg dem Obergermanisch-Raetischen Limes über 818 km von Bad Hönningen am Rhein über Aalen nach Regensburg an der Donau.
Aalen ist Mitglied der AGFK (Arbeitsgemeinschaft Fahrrad- und Fußverkehrsfreundlicher Kommunen) in Baden-Württemberg.

## Namenspatenschaften
- Die Stadt Aalen ist seit 2012 Namenspatin der Airbus A319 D-AIBB der Lufthansa. Bis 2011 war die Boeing 737-500 D-ABJF der Lufthansa auf den Namen der Stadt getauft.[120]
- Seit dem 21. Juni 2008 ist Aalen Namenspatin des ICE 3 Tz309 der Deutschen Bahn.[121]

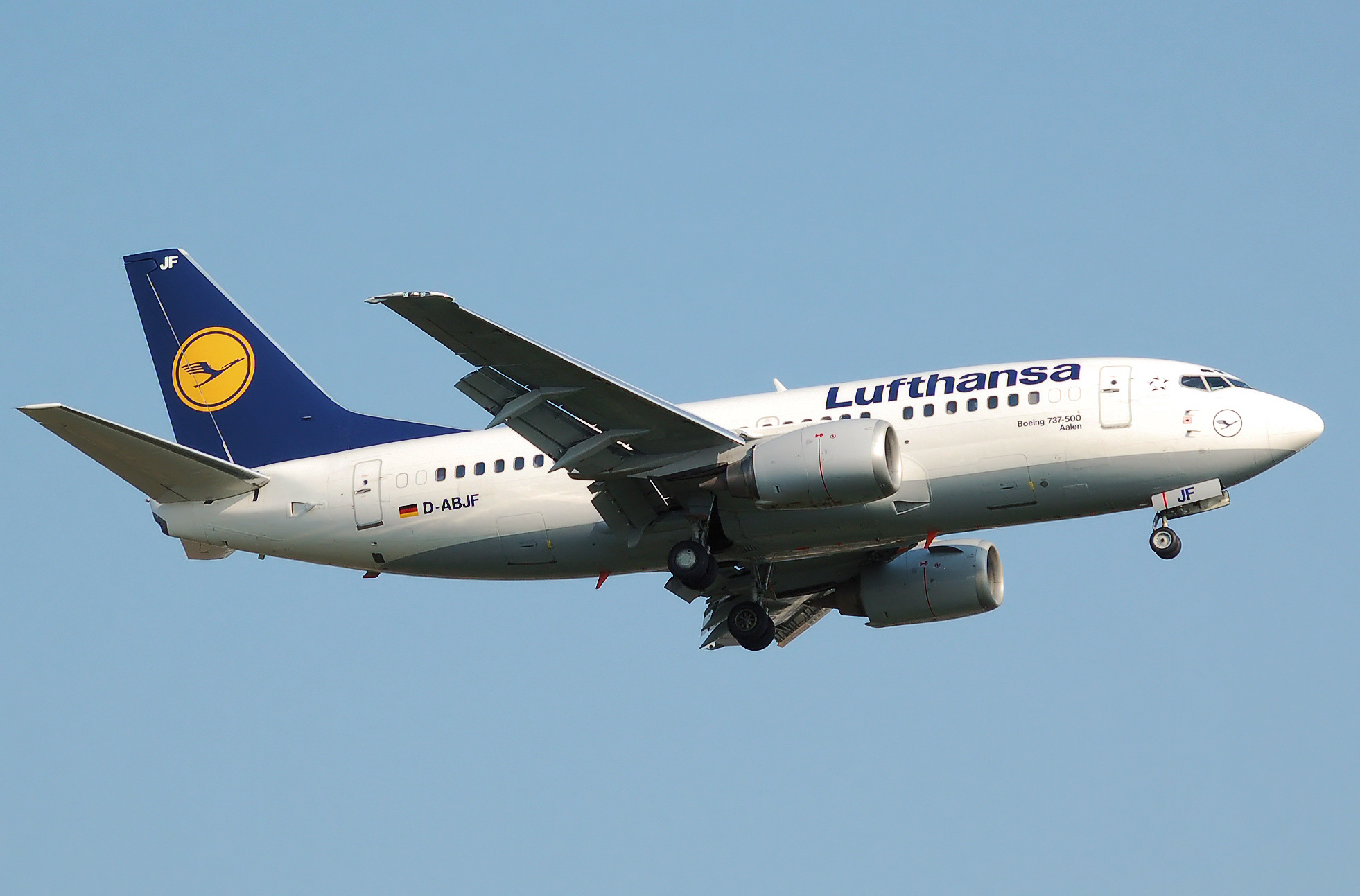
Boeing 737-500 Aalen
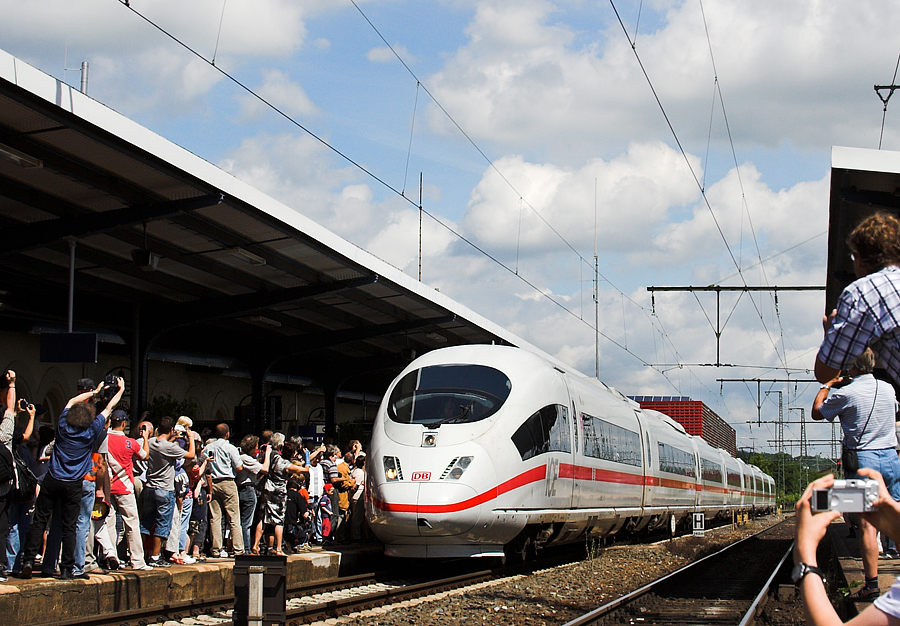
ICE Aalen im Aalener Bahnhof

## Persönlichkeiten

### Ehrenbürger
- Wilhelm Jedele (1810–1872), königlich-württembergischer Revierförster[122]
- Moritz Mohl (1802–1888), Nationalökonom und Wirtschaftspolitiker, Abgeordneter u. a. in der Frankfurter Nationalversammlung, im Reichstag und der württembergischen Ständeversammlung
- Heinrich Bosch (1831–1902), Arzt
- Julius Bausch (1835–1921), Oberbürgermeister (Stadtschultheiß) der Stadt von 1873 bis 1900
- Wilhelm Jakob Schweiker (1859–1927), Begründer des Geschichts- und Altertumsvereins Aalen und Namensgeber des Wilhelm-Jakob-Schweiker-Preises[123]
- Wilhelm Merz (1849–1922), Ingenieur, Zement-Pionier und Sozialreformer
- Christian Oesterlein (1845–1936), Stadtbaumeister
- Heinrich Rieger (1856–1935), Fabrikant
- Friedrich Schwarz (1871–1942), Oberbürgermeister (Stadtschultheiß) der Stadt von 1903 bis 1934
- Ruland Ayßlinger (1850–1936), Komponist
- Johannes Uhlmann (1856–1940)[124]
- Erwin Rommel (1891–1944), Generalfeldmarschall, wuchs in Aalen auf
- Franz Joseph Fischer (1871–1958), Weihbischof des Bistums Rottenburg-Stuttgart und Titularbischof von Zuri
- Paul Edel[125]
- Carl Schneider
- Karl Schübel (1904–2000), Bürgermeister der Stadt von 1935 bis 1945 und Oberbürgermeister von 1950 bis 1975
- Ulrich Pfeifle (* 1942), Oberbürgermeister der Stadt von 1976 bis 2005

### In Aalen geboren
- Bartholomäus Scherrenmüller (um 1450–nach 1493), Mediziner, Professor, Autor und Übersetzer
- Johann Christoph von Westerstetten (1563–1637), geboren in Wasseralfingen, Fürstbischof von Eichstätt und Gegenreformator
- Franz Konrad Allgeyer (1731–?), geboren in Wasseralfingen, Orgelbauer
- Joseph Narzissus Allgeyer (1734–1802), geboren in Wasseralfingen, Orgelbauer
- Joseph Bullinger (1744–1810), Theologe, Freund der Familie Mozart
- Joseph Nikolaus Allgeyer (1775–1843), geboren in Wasseralfingen, Orgelbauer
- Benedikt Allgeyer (1815–1849), geboren in Wasseralfingen, Orgelbauer
- Johann Gottfried Pahl (1768–1839), Publizist und Schriftsteller, Vertreter der Spätaufklärung
- August von Walther (1805–1885), württembergischer Landtagsabgeordneter
- Karl Joseph von Hefele (1809–1893), Kirchenhistoriker und Bischof
- Christian Plock (1809–1882), Eisenkunstgießer
- Julius Gös (1830–1897), Oberbürgermeister von Tübingen
- Oskar von Schwarzkopf (1838–1903), Generalsuperintendent von Schwäbisch Hall und Heilbronn sowie Oberhofprediger in Stuttgart
- Otto Stockmayer (1838–1917), Pfarrer und Evangelist
- Wilhelm Lang (1839–1915), Landtagsabgeordneter
- Karl von Sauter (1839–1902), Staatsbaubeamter und Architekt
- Ernst Curfeß (1849–1896), Bildhauer
- Wilhelm Merz (1849–1922), Ingenieur, Zement-Pionier und Sozialreformer
- Emmy Koeppel (1850–1916), Autorin
- Paul Stotz (1850–1899), geboren in Wasseralfingen, Kunsterzgießer
- Hermann Plock (1858–1920), Maler des Realismus
- Wilhelm Jakob Schweiker (1859–1927), Heimatforscher, Kommerzienrat
- Julius Barth (1867–1958), Ingenieur und Ministerialrat
- Franz Joseph Fischer (1871–1958), katholischer Theologe, Bischof
- Paul Linser (1871–1963), Dermatologe und Venerologe; Hochschullehrer in Tübingen
- Carl von der Heide (1872–1935), Chemiker und Mathematiker, Hochschullehrer für Weinbau
- Gustav Beißwänger (1875–1946), Landesvorsitzender der DNVP und Landtagsabgeordneter 1919–28[126]
- Heinrich Barth (1881–1956), Maler
- Wilhelm Enßlin (1885–1965), Althistoriker
- Hermann Schipprak (1885–nach 1955), Unternehmer
- Placidus (Thaddäus) Stäb (1887–1965), geboren in Dewangen; Benediktiner und Abt in Salvador da Bahia, Erzabt der Brasilianischen Kongregation
- Kurt Göhrum (1891–1953), SS-Gruppenführer und Polizeichef in Berlin
- Karl Wahl (1892–1981), NSDAP-Gauleiter Schwabens, SS-Obergruppenführer
- Walther Flaig (1893–1972), Bergsteiger, Autor und Redakteur
- Adolf Kling (1893–1938), geboren in Unterkochen; Politiker (NSDAP), Landtags- und Reichstagsabgeordneter
- Kurt Jooss (1901–1979), geboren in Wasseralfingen; Tänzer, Choreograf und Tanzpädagoge
- Albrecht Faber (1903–1986), Biologe, Begründer der Bioakustik
- August Zehender (1903–1945), SS-Brigadeführer und Generalmajor der Waffen-SS
- Otto Springer (1905–1991), Germanist, Sprachwissenschaftler und Hochschullehrer in den USA
- Hans Bihl (1908–1944), Rechtswissenschaftler und Bibliothekar
- Paul Buck (1911–2006), Klavierpädagoge
- Anton Saur (1913–1991), Jurist und Politiker, Oberbürgermeister von Ludwigsburg
- Martin Elmar Schmid (1913–1980), geboren in Dewangen, katholischer Ordensgeistlicher, Bischof von Mariannhill
- Fritz Sauter (1915–1984), Fossiliensammler, Geologe, Paläontologe und Mitbegründer des Urweltmuseums
- Bruno Heck (1917–1989), Politiker (CDU), Bundesminister und CDU-Generalsekretär
- Sieger Köder (1925–2015), geboren in Wasseralfingen; Priester und Künstler
- Hermann Bausinger (1926–2021), Germanist und Volkskundler
- Walter Ott (1928–2014), Heimatforscher
- Hermann Angstenberger (1929–2019), Kirchenmusiker und Komponist
- Hans Elsässer (1929–2003), Astronom
- Georg Sternbacher (1933–1995), geboren und aufgewachsen in Unterkochen; Kunstmaler
- Wolfgang W. Wurster (1937–2003), Bauforscher und Archäologe
- Ulrich Harsch (* 1938), Kommunikationsdesigner
- Marieluise Metzger (* 1938), römisch-katholische Ordensschwester, Generaloberin
- Artur Elmer (* 1939), Kunsterzieher, bildender Künstler und Gründer des Kunstvereins Aalen
- Helmut Schuster (1939–2010), Maler und Kunstprofessor
- Hans Dieter Köder (* 1940), Politiker (SPD), Landtagsabgeordneter (1980–96)
- Hannes Münz (1940–2018), Maler und Bildhauer
- Alfred Bachofer (* 1942), ehemaliger Oberbürgermeister von Nürtingen
- Luise Reddemann (* 1943), Psychiaterin und Psychoanalytikerin
- Helmut Digel (* 1944), Handballspieler, Sportwissenschaftler und Sportfunktionär
- Walter Adams (* 1945 in Wasseralfingen), Leichtathlet
- Michael von Zitzewitz (* 1945), Steuerberater, Manager
- Bernhard Villmow (* 1946), Jurist und Hochschullehrer
- Reinhard Buchholz (* 1947), Diplomat, deutscher Botschafter in Kamerun (2010–12)
- Ivo Holzinger (* 1948), Politiker (SPD), Oberbürgermeister von Memmingen (1980–2016)
- Werner Fuchs (* 1949), Verleger, Autor, Herausgeber, Rollenspielpionier
- Manfred Gärtner (* 1949), Wirtschaftswissenschaftler und Hochschullehrer
- Albrecht E. Melchinger (* 1949), Pflanzenzüchter und Seniorprofessor an der Universität Hohenheim
- Jochen Hieber (* 1951), Feuilleton-Redakteur der FAZ, Sachbuchautor
- Werner Sobek (* 1953), Bauingenieur und Architekt
- Walter Raizner (* 1954), Manager, ehemaliger Telekom-Vorstand
- Ricarda Strobel (* 1954), Medienwissenschaftlerin
- Ludwig Leinhos (* 1956), Generalleutnant der Luftwaffe
- Bernd Hitzler (* 1957), Politiker (CDU), Landtagsabgeordneter
- Patriz Ilg (* 1957), Hindernisläufer, Weltmeister (1983)
- Hartmut Hengel (* 1960), Mediziner und Hochschullehrer
- Thomas Rohrbach (* 1961), Ingenieur und Hochschullehrer
- Thomas Schneider (* 1961), Diplomat
- Martin Haas (1962–2018), Journalist, Fernsehmoderator und Nachrichtensprecher
- Angela Schanelec (* 1962), Regisseurin und Schauspielerin
- Bernd Kolb (* 1962), Unternehmer
- Klaus Dieter Pfeffer (* 1962), Mediziner, Immunologe und Molekularbiologe, Hochschullehrer
- Tommy Steiner (* 1962), Schlagersänger und Schauspieler
- Markus Lonardoni (* 1963), Filmkomponist, Buchautor
- Christiane Michel-Ostertun (* 1964), Organistin, Hochschullehrerin, Chorleiterin
- Martin Gerlach (* 1965), Politiker (parteilos), Oberbürgermeister von Aalen (2005–13)
- Zeebee (* 1965 als Eva Engel), Sängerin, Komponistin, Songwriterin und Produzentin
- Harald Hahn (* 1966), Pädagoge, Theaterpädagoge und Radio- und Theatermacher
- Jörn Felix Lübben (* 1966), Chemiker und Hochschullehrer
- Michael Kleiner (* 1967), politischer Beamter
- Manuela Nägele (* 1967), Kirchenmusikerin, Chorleiterin und Komponistin
- Steffen Schorn (* 1967), Jazzmusiker und Hochschullehrer
- Carl-Uwe Steeb (* 1967), Tennisspieler
- Thomas Zander (* 1967), Ringer, olympischer Silbermedaillengewinner und Weltmeister (1994)
- Markus Grill (* 1968), Investigativjournalist
- Hansjörg Fink (* 1969), Posaunist und Komponist
- Frank Forst (* 1969), Fagottist, Hochschullehrer
- Michael Sonnentag (* 1969), Jurist und Hochschullehrer
- Reinhold Weber (* 1969), Historiker
- Regine Rist (* 1970), Kommunalpolitikerin
- Stefan Track (* 1971), Sänger
- Georg Boeßner (* 1972), Pianist
- Oliver Jörg (* 1972), Politiker (CSU), Landtagsabgeordneter
- Erol Sabanov (* 1974), Fußballtorwart
- Hans-Joachim Hof (* 1975), Informatiker
- Florian Hager (* 1976), Medienmanager
- Axel Schlosser (* 1976), Jazzmusiker
- Katrin Bauerfeind (* 1982), Fernseh- und Hörfunkmoderatorin
- Christian Ruf (* 1983), Politiker (CDU)
- Michael Klein (* 1988), Rennfahrer
- Manuel Fischer (* 1989), Fußballspieler und Futsal-Nationalspieler
- Patrick Funk (* 1990), Fußballspieler
- Fabio Kaufmann (* 1992), deutsch-italienischer Fußballspieler
- Fabian Weiß (* 1992), Fußballspieler
- Yusuf Çoban (* 1996), deutsch-türkischer Fußballspieler
- Noah Feil (* 1998), Fußballspieler
- Nico Rodewald (* 1998), Fußballspieler
- Eric Hottmann (* 2000), Fußballspieler

### Weitere mit Aalen verbundene Personen
- Christian Friedrich Daniel Schubart (1739–1791), Dichter, Organist, Komponist und Journalist; verbrachte Kindheit und Jugend in Aalen
- Georg Wilhelm Zapf (1747–1810), Historiker und Bibliograph, war von 1765 bis 1770 Kanzleischreiber in Aalen
- Hermann Bauer (1814–1872), Pfarrer und Heimatforscher, war von 1847 bis 1854 Diakon in Aalen und veröffentlichte Forschungsergebnisse über Aalen
- Wilhelm Ganzhorn (1818–1880), Jurist und durch das Lied Im schönsten Wiesengrunde bekannter Lyriker, war von 1854 bis 1859 Oberamtsrichter in Aalen
- Rudolf Manga Bell (1873–1914), König des Duala-Volkes in Kamerun zur deutschen Kolonialzeit; lebte von 1891 bis 1896 in Aalen
- Hugo Theurer (1873–1957), Träger der Großen Ehrenplakette in Silber der Stadt Aalen und 1. Schubart-Literaturpreisträger
- Max Freiherr von Lütgendorff-Leinburg (1889–1958), Verwaltungsjurist in Aalen, Bediensteter bei Alfing, später Landrat von Aalen
- Georg Elser (1903–1945), Widerstandskämpfer gegen den Nationalsozialismus, arbeitete 1923 als Schreinergeselle bei der Möbelfabrik Paul Rieder in Aalen
- Anton Huber (1905–1998), Landrat des Landkreises Aalen von 1946 bis 1970, in Aalen verstorben
- Edmund Hoffmann (1907–1974), Oberstadtsekretär von Aalen, Mitbegründer des Bundes der Vertriebenen
- Paul-Heinrich Lange (1908–1989), Segelsportler, Teilnehmer an den Olympischen Spielen 1952 in Helsinki; Textilfabrikant in Aalen, dort auch verstorben
- Wilhelm Koch (1911–2004), langjähriger Leiter des Forstamts Aalen, wirkte als Naturschützer in Aalen und verfasste Schriften zu Geschichte, Geologie und Natur Aalens
- Hans Geiger (1912–1986), Gewerkschafter und Politiker im Landtag, später im Bundestag, war in den 1950er Jahren DGB-Geschäftsführer in Aalen
- Walter L. Werner (1933–2020), Wirtschaftsfunktionär
- Geert Müller-Gerbes (1937–2020), Pressereferent von Bundespräsident Heinemann, Fernsehmoderator (RTL), wuchs in Aalen auf und absolvierte das Abitur
- Michael Kausch (Schauspieler) (* 1949), Schauspieler, wohnt in Aalen
- Werner Bickelhaupt (* 1939), international tätiger Fußballtrainer, 1973 und wieder seit 2004 in Aalen wohnhaft
- Heinz Dieter Paul (1943–2019), Komponist und Dirigent, wuchs in Aalen auf
- Hans-Peter Braun (* 1950), Kirchenmusiker und Komponist, war von 1978 bis 1981 Bezirkskantor Aalens
- Margarete Pfäfflin (* 1950), Psychologin und Ethikerin, wuchs in Aalen auf
- Gerhard Thiele (* 1953), ehemaliger Astronaut und Physiker; besuchte u. a. in Aalen die Schule
- Gunther Martin Göttsche (* 1953), Kirchenmusiker und Komponist, war von 1981 bis 1987 Aalens Bezirkskantor
- Petro Pawlidis (* 1955), Ringer, wuchs in Aalen auf und hat seine gesamte Karriere lang für den KSV gerungen
- Ulrich Sauerborn (* 1956), Museumsleiter und Fossiliensammler
- Berndt-Ulrich Scholz (* 1939), wuchs in Aalen auf, Unternehmer und Präsident des VfR Aalen
- Edgar Mann (* 1961), Komponist und Pianist, wuchs in Aalen auf
- Thomas Haller (* 1966), Kirchenmusiker und Orgelsachverständiger, seit 1996 Bezirkskantor Aalens
- Andreas Beck (* 1987), Fußballnationalspieler, wuchs in Wasseralfingen auf
- Cro (* 1990), Rapper, besuchte in Aalen die Schule
- Moritz Böhringer (* 1993), Footballspieler, wuchs in Aalen auf.
- Werner Fuchs (* 1949), Verleger, Autor, Herausgeber, Rollenspielpionier, wuchs in Aalen auf.